# Đại dịch COVID-19 theo quốc gia và vùng lãnh thổ
Bài viết này cung cấp tổng quan chung các quốc gia và vùng lãnh thổ bị ảnh hưởng bởi và tình trạng các khu vực bị ảnh hưởng bởi virus Corona, virus gây bệnh coronavirus 2019 (COVID-19) và là nguyên nhân gây ra đại dịch đại dịch COVID-19. Các trường hợp nhiễm COVID-19 ở người đầu tiên được xác định tại Vũ Hán, thủ phủ của tỉnh Hồ Bắc, Trung Quốc vào tháng 12 năm 2019.
Các số liệu được trình bày trên trang này dựa trên các trường hợp ca nhiễm và tử vong được báo cáo. Trong khi ở một số các quốc gia có thu nhập cao, tỷ lệ tổng số ca bệnh, tử vong ước tính trên số ca mắc, tử vong được báo cáo là thấp và gần bằng 1 thì ở một số quốc gia khác, tỷ lệ này có thể hơn 10 hoặc thậm chí hơn 100. Việc triển khai các phương pháp Giám sát COVID-19 là rất khác nhau.
Các ca đầu tiên được ghi nhận tại Trung Quốc tháng 12 năm 2019. Tháng 1 năm 2020 ghi nhận các ca ở Nhật Bản, Thái Lan, Mỹ, Việt Nam, Pháp... sau đó lan ra toàn thế giới. Tính đến 17 tháng 6, 213 quốc gia và vùng lãnh thổ có dịch (4 vùng lãnh thổ thuộc Mỹ được tính vào Mỹ), chỉ có Bắc Triều Tiên, Turkmenistan, 10 nước Nam Thái Bình Dương dân số dưới 1 triệu chưa bị (không kể một số vùng lãnh thổ nhỏ có thể gộp chung với một quốc gia). Đỉnh dịch tại Trung Quốc trung tuần tháng 2 (ngày 12 tháng 2 là 14.108 ca, chết nhiều nhất ngày 23 tháng 2 với 150 ca). Nước bị dịch mạnh tiếp theo là Hàn Quốc, tăng nhanh cuối tháng 2, đỉnh dịch ngày 3 tháng 3 với 851 ca. Italia và Iran tăng nhanh từ giữa tháng 3, đỉnh dịch tại Italia là 21 tháng 3 với 6.557 ca, Iran với 3.186 ca ngày 30 tháng 3. Dịch sau đó lan rộng ra châu Âu, Tây Ban Nha vượt qua Italia thành tâm dịch, đỉnh điểm 26 tháng 3 với 8.271 ca. Từ cuối tháng 3 dịch giảm nhiều ở Trung Quốc, Hàn Quốc nhưng lan mạnh ở Mỹ và nhiều nước châu Âu đặc biệt Tây Âu (kể cả các nước nhỏ như San Marino, Andorra). Mỹ từ tháng 4 hầu hết các ngày đều trên 20.000 ca, ngày 4 tháng 4 tới 34.642 ca, ngày 24 tháng 4 với 39.072 ca, ngày 1 tháng 5 với 36.090 ca,... vươn lên đứng đầu thế giới. Tâm dịch ở Mỹ từ Washington chuyển sang New York, New Jersey từ cuối tháng 3 và từ đầu tháng 6 tăng nhanh ở California, Texas, Florida,... Từ trung tuần tháng 5, dịch giảm đáng kể ở hầu hết các nước Tây Âu trừ Anh, nhưng lại lan mạnh ở Nga, và Belarus ở Đông Âu (Nga ngày 11 tháng 5 đạt đỉnh dịch 11.656 ca), Brasil, sau đó là Peru, Chile, Mexico ở Mỹ Latinh (Brazil ngày 16 tháng 6 có 37.278 ca), Thổ Nhĩ Kỳ, sau đó là Ả Rập Xê Út, Qatar ở Trung Đông (Iran dịch vẫn mạnh), Ấn Độ, Pakistan, sau đó là Bangladesh ở Nam Á (Ấn Độ có 13.103 ca ngày 17 tháng 6). Đầu tháng 7 các nước nhiều ca thêm Nam Phi, Colombia, Argentina. Các nước có dịch mới nhất tính đến 17 tháng 6 là Comoros, Tajikistan (từ 30 tháng 4), Lesotho (từ 13 tháng 5). Tính đến 17 tháng 7 có nhiều ngày trên 200.000 ca mới mỗi ngày toàn cầu (các ngày 2,3, từ 7 đến 11, và từ ngày 14 tháng 7), 28 nước / vùng chưa có tử vong, đến 20 tháng 7 Papua New Guinea có ca tử vong đầu tiên tuy nhiên có tài liệu không tính chết vì covid mà chết nguyên nhân khác. Cập nhật ngày 24 tháng Bảy thế giới kỷ lục số ca mới một ngày (gần 290.000 ca / ngày), Mỹ cũng kỷ lục số ca một ngày (hơn 78.000 ca / ngày), và Uganda có người tử vong vì dịch đầu tiên. Ngày 26 tháng 7 Triều Tiên nghi nhiễm ca đầu tiên tuy nhiên sau xác định chưa có dịch. Ngày 29 tháng 7 Papua New Guinea thông báo 2 ca tử vong đầu tiên. Ngày 31 tháng 7 Việt Nam có 2 ca tử vong vì Covid đầu tiên, bệnh nhân 428 và 437, Fiji cũng có ca tử vong đầu tiên. Tính đến cuối tháng 8 tình hình dịch bệnh toàn thế giới vẫn rất nghiêm trọng, tuy số ca mỗi ngày giảm nhẹ ở Mỹ, Brazil, Nam Phi, Chile, Pakistan... nhưng lại tăng đáng kể hay vẫn nghiêm trọng ở nhiều nước khác như Peru, Colombia, Argentina, Pháp, Tây Ban Nha, Iraq, Philippines,... đặc biệt Ấn Độ ngày 30 tháng 8 lập kỷ lục số ca mới một ngày (gần 79.500 ca). Ấn Độ cũng vượt qua Mexico về số tử vong vì dịch. Tính đến 27 tháng 9 tình hình dịch bệnh trên thế giới vẫn rất nghiêm trọng, nhiều ngày trong tháng trên 300.000 ca / ngày và trên 5000 người chết vì dịch / ngày. Dịch tháng 9 có xu hướng tăng ca nhiều nước châu Âu như Pháp, Anh, Tây Ban Nha, Ukraina, Bỉ, Hà Lan, Đức,... tại Israel ở châu Á, Argentina ở châu Mỹ, và vẫn nghiêm trọng ở nhiều nước khác như Ấn Độ, một số ngày trên 90.000 ca / ngày, ở Mỹ và Brazil (dù có giảm chút xíu), ở Nga, Iran, Iraq, Colombia, Mexico, Peru, Indonesia, Philippines... Có thêm 2 nước / vùng có người chết trong tổng số các nước có ca nhiễm. Ngày 1 tháng 10 thế giới ghi nhận kỷ lục số người chết một ngày (gần 9.000 người) đặc biệt tại Argentina lập kỷ lục số người chết một ngày cao nhất trong số các nước có dịch (3.352 chết, bao gồm 3.050 trường hợp tử vong tại tỉnh Buenos Aires được xác nhận vào ngày 25 tháng 9 đã bị bỏ sót trong các báo cáo trước đó). Ngày 3 tháng 10 Solomon có ca nhiễm đầu tiên. Ngày 7 tháng 10 thế giới lập kỷ lục số ca tính theo ngày, hơn 343.000 ca, có 39 nước số ca trên 1.000 ca/ngày, bao gồm một số điểm nóng mới như Séc, Ba Lan, Rumani, Mianma, Nêpan, Tuynidi, Canada,...Ngày 8 và 9 tháng 10 lại có kỷ lục mới số ca (ngày 9 hơn 380.000 ca, 41 nước trên 1000 ca). Quần đảo Wallis và Futuna có ca đầu tiên 16 tháng 10.
Ngày 21 tháng 10  năm 2020, thế giới lập kỷ lục số ca / ngày, trên 437.000 ca (hơn 6.800 chết), riêng châu Âu hơn 193.000 ca (hơn 1.700 chết), trong số 12 nước trên 10.000 ca trong ngày có 8 nước ở châu Âu. Mỹ đứng đầu số ca (hơn 63.600 ca) và số người chết (hơn 1.200 người) trong ngày. Ngày 23 tháng 10 thế giới hơn 490.000 ca (kỷ lục), Mỹ xếp đầu hơn 81.000 ca (kỷ lục nước này). Tính hai tuần 15 đến 27/10 Mỹ có hơn 847.000 ca, hơn 9.800 qua đời, Ấn Độ hơn 707.000 ca, hơn 8.900 qua đời, Pháp hơn 408.000 ca, Brazil hơn 296.000 ca, Anh hơn 259.000 ca... đứng đầu. Dịch tăng nhanh nhất châu Âu, nhiều ngày hơn 200.000 ca/ngày. Ngày 28 tháng 10 thế giới lập kỷ lục số ca, trên 504.000. Quần đảo Marshall có 2 ca đầu tiên.
Ngày 30 tháng 10 năm 2020 thế giới lập kỷ lục số ca, hơn 573.000/ngày, châu Âu cũng lập kỷ lục số ca suýt soát 300.000 ca/ngày, Mỹ lập kỷ lục thế giới số ca của một nước trong ngày 101.000 ca/ngày bỏ qua kỷ lục của Ấn Độ 16 tháng 9 (hơn 97.800 ca/ngày). Ngày 4 tháng 11 thế giới lập kỷ lục số người chết vì dịch/ ngày (hơn 9.000 chết / ngày), các nước Mỹ, Nga, Đức, Ba Lan, Ukraina, Séc, Rumani, Marốc, Bồ Đào Nha... đang điểm nóng cũng lập kỷ lục số ca mới tính theo ngày ở mỗi nước. Ngày 5 tháng 11 thế giới lập kỷ lục mới số ca /ngày (hơn 604.000 ca / ngày) và chỉ sau hôm trước về số ca chết (với hơn 8.700 chết/ngày), Mỹ lập kỷ lục số ca / ngày  (hơn 118.200 ca /ngày -theo Worldometers, hơn 121.000 ca -theo Johns Hopkins), châu Âu cũng lập kỷ lục số ca / ngày (hơn 310.700 ca /ngày, chiếm hơn 50% toàn thế giới, hơn 3.600 chết/ngày), Pháp, Tây Ban Nha, Ý, Đức, Ba Lan, Ukraina,... lập kỷ lục số ca mới / ngày.  Ngày 11 tháng 11 Mỹ lại lập kỷ lục mới số ca.  Tổng ca chết trong ngày toàn thế giới là hơn 10.100. Số ca mới trong ngày cao nhất châu Âu, nhưng tính theo nước vẫn là Mỹ. Hai nước, vùng ngày 10-11/11 có ca chết đầu tiên là Saint Lucia và Gibraltar. Ngày 11/11 Vanuatu có ca nhiễm đầu tiên (trước đó 9/11 American Samoa có ca đầu tiên nhưng có tài liệu gộp vào ca của Mỹ). Ngày 14/11 thế giới một ngày có 575.748 ca, 8.811 tử vong (tính đến 8h10 sáng 15/11 Việt Nam, theo Worldometter, thế giới trong một ngày 575.576 ca, 8.811 tử vong, các nước Tây Ban Nha, Thụy Điển, Oman, Venezuela... chưa số liệu mới, Thụy Sĩ chưa có số liệu ca mới, riêng Mỹ chưa có số liệu cập nhật một số bang, một số hạt / quận một số bang, số liệu của quân đội, nhà tù liên bang...). Ngày 19 tháng 11 Samoa có ca đầu tiên. Tháng 11 là tháng thế giới nhiều ca và nhiều tử vong nhất từ đầu dịch, với nhiều ngày trên 600.000 ca /ngày, trên 10.000 tử vong / ngày. Saint-Barthélemy có tử vong đầu tiên vào 30 tháng 11. Ngày 2 tháng 12 Mỹ lập kỷ lục mới tử vong của một nước trong ngày khi ghi nhận 2.833 tử vong (cao hơn kỷ lục ngày 21 tháng 4 có 2.744 tử vong) (theo JHU thì có 2.658 trường hợp tử vong do Covid-19 đã được báo cáo cao hơn kỷ lục trước đó ngày 15 tháng 4 có 2.603 tử vong), số ca trong ngày cũng hơn 203.000 ca cao hơn cả châu Âu hơn 200.000 ca trong ngày. Theo Dự án Theo dõi Covid (CTP), hôm thứ Tư, 100.226 người đã phải nhập viện với Covid-19, kỷ lục ở Mỹ. Tử vong toàn cầu cũng kỷ lục, con số 12.378 ngày 2 tháng 12. Ngày 3 tháng 12, toàn cầu kỷ lục mới 679.194 ca, tử vong 12.683, Mỹ cũng lập kỷ lục 218.576 ca mới và 2.918 tử vong, mặc dù vậy châu Âu vẫn là khu vực tử vong cao nhất trong ngày (5.489 / ngày). Số người nhập viện ở Mỹ cũng lập kỷ lục, 100.667 người / ngày. Số ca trong 14 ngày gần nhất đến 3/12 ở các điểm nóng: Mỹ hơn 2.395.000 (không tính các vùng quốc hải), Ấn Độ gần 576.500, Brazil gần 491.000, Ý gần 370.000, Nga gần 360.000, Đức gần 251.000, Ba Lan gần 241.000, Anh gần 229.000, Ukraine hơn 188.100, Iran gần 187.700, Pháp gần 179.500, Tây Ban Nha hơn 140.400...(toàn thế giới hơn 8 triệu /14 ngày). Ngày 9 và 10 tháng 12 một số nước điểm nóng lại lập kỷ lục số ca theo ngày như Đức, Panama, Nhật, Croatia,... hay lập kỷ lục tử vong theo ngày như Mỹ, Nga, Thổ Nhĩ Kỳ, Đức, Ukraine, Indonesia,... Ngày 11 tháng 12 thế giới lại lập kỷ lục ca mới và tử vong tính theo ngày, Mỹ cũng kỷ lục ca mới tính theo ngày. Ngày 16 tháng 12 thế giới lại lập kỷ lục số ca nhiễm và chết tính theo ngày, và Mỹ nước đứng đầu cũng lập kỷ lục ca nhiễm và chết (lần đầu vượt quá 3.500 chết/ngày).
Tính đến 18 tháng 12 trong 2 tuần gần nhất, các nước tăng số ca nhanh nhất thứ tự là Mỹ, Braxin, Ấn Độ, Thổ Nhĩ Kỳ, Nga, Đức, Ý, Anh, Ukraina, Iran, Pháp, Ba Lan (hơn 150.000 ca /2 tuần), tiếp đến là Mexico, Colombia, Tây Ban Nha...Khu vực đứng đầu ca mới và tử vong mới là châu Âu, và Mỹ vẫn là nước đứng đầu về số ca mới và tử vong mới mỗi ngày.  Ngày 21 tháng 12 Nam Cực có các ca đầu tiên, là châu lục cuối cùng có dịch. Eritrea có ca tử vong đầu tiên 22 tháng 12. Mông Cổ có tử vong đầu tiên ngày 29 tháng 12.
Tính đến hết năm 2020, chỉ còn 8 nước (Triều Tiên, Turkmenistan, một số quốc đảo nhỏ nam Thái Bình Dương) và một số vùng lãnh thổ rất nhỏ chưa bị Covid-19. Đã có gần 84 triệu ca toàn cầu, hơn 1,8 triệu ca tử vong trên tất cả các châu lục. Kỷ lục ca mới theo ngày là ngày 31 tháng 12 với hơn 738.800 ca / ngày, và kỷ lục tử vong theo ngày là 30 tháng 12 với hơn 15.100 tử vong / ngày. Mỹ đứng đầu số ca cũng lập kỷ lục tử vong vào 30 tháng 12 với 3.880 tử vong / ngày. Dịch bệnh những ngày cuối năm ngoài nghiêm trọng tại Mỹ, thì cũng nghiêm trọng hay là tăng nhanh tại nhiều nước khác như Brazil, Anh, Nga, Thổ Nhĩ Kỳ, Ấn Độ, Đức, Ý, Pháp, Colombia, Hà Lan, Nam Phi, Mexico, Ukraina, Tây Ban Nha, Ba Lan (trên 100.000 ca / 14 ngày tuần gần nhất, tính đến cuối năm)... (cụ thể ở dưới). Dịch bệnh gây tác động xấu kinh tế thế giới, giảm tuổi thọ trung bình người dân nhiều quốc gia, và những hậu quả xấu khác đối với xã hội.
Tuần đầu năm 2021 dịch vẫn rất nghiêm trọng, Anh ngày 5 tháng 1 lập kỷ lục số ca trong ngày (trên 60.000 ca, chỉ xếp sau Mỹ), Mỹ trên 3.500 tử vong, Đức gần 1.200 tử vong xếp 2 vị trí đầu tử vong trong ngày. Grenada, Seychelles, quần đảo Faeroe lần lượt có các ca tử vong đầu tiên vào các ngày 3,4,6 tháng 1. Mỹ lập kỷ lục mới theo ngày ca nhiễm (hơn 279.000) và tử vong (hơn 4.200) ngày 7 tháng 1, Brazil lập kỷ lục theo ngày số ca (hơn 80.000 ca)  ngày 7, các nước châu Á lập kỷ lục số ca theo ngày: Nhật Bản (hơn 6.000 ca), Li băng (hơn 4.700 ca), Malaysia (hơn 3.000 ca) ngày 7, Indonesia (hơn 10.000 ca) ngày 8...Butan có ca tử vong đầu tiên ngày 8 tháng 1. Micronesia có ca đầu tiên 11 tháng 1. Nửa đầu tháng 1/2021 có 5 nước là Mỹ, Anh, Đức, Brazil, Mexico có một số ngày ghi nhận trên 1.000 ca tử vong / ngày (Mỹ một số ngày trên 4.000 ca tử vong / ngày), trước đó chỉ có thêm Ấn Độ và Pháp cũng đã từng ghi nhận trên 1.000 tử vong / ngày (không tính Trung Quốc cộng dồn số liệu tử vong 17/4 và Argentina cũng làm tương tự ngày 1/10/2020). Theo CNN, hơn 38.000 người Mỹ đã chết vì Covid-19 trong hai tuần đầu tiên của năm mới, và đại dịch sẽ làm giảm tuổi thọ trung bình của người Mỹ hơn một năm xuống còn 77,48 năm vào năm 2020 - thấp hơn bất kỳ năm nào kể từ năm 2003 (sẽ làm giảm tuổi thọ của người da đen và La tinh nhiều hơn người da trắng từ ba đến bốn lần). Hơn 3 triệu trường hợp mắc mới tại Mỹ đã được báo cáo trong 13 ngày đầu năm. Tính đến 14/1, các nước có tỷ lệ lây nhiễm cao nhất trên quy mô dân số trong 7 ngày gần nhất thứ tự là  Ailen, Israel, Andorra, Séc, Bồ Đào Nha, Anh, Slovenia, Panama, Mỹ, Montenegro, Libăng, San Marino, Tây Ban Nha, Slovakia, Lítva, Thụy Điển, Látvia; có tỷ lệ tử vong cao nhất trên quy mô dân số trong 7 ngày gần nhất thứ tự Séc, Anh, Monaco, Slovakia, Lítva, Thụy Điển, Bồ Đào Nha, Slovenia, Hungary, Panama, Đức, Mỹ, Látvia, Nam Phi; tỷ lệ tử vong trong tổng số ca bệnh cao nhất là Yemen, Mexico, Ecuador, chỉ so sánh 18 nước trên 1 triệu ca đứng đầu là Mexico, Iran, Peru, Ý, Nam Phi, Anh, Colombia.
Theo Đại học Johns Hopkins 16/1, chỉ mất 6 tuần để ghi nhận khoảng 500.000 ca tử vong do Covid-19 trên khắp thế giới. Trong khi đó thế giới đã mất hơn sáu tháng để báo cáo 500.000 trường hợp tử vong đầu tiên của Covid-19. Tính đến sáng 16/1, Mỹ đã báo cáo 392.351 trường hợp tử vong do Covid-19. Số người chết chính thức trên toàn cầu do đại dịch coronavirus đã vượt qua con số 2 triệu người vào 15/1. Với việc xét nghiệm vẫn còn thiếu sót ở nhiều quốc gia, có thể có thêm hàng trăm nghìn trường hợp tử vong nữa chưa cộng vào. Saint Vincent and the Grenadines có ca tử vong đầu tiên 16/1. Tại Mỹ, Los Angeles là hạt đầu tiên vượt quá 1 triệu ca. Ngày 20 tháng 1 thế giới lại kỷ lục ca tử vong (17.363 tử vong), trong đó đứng đầu tử vong là các nước Mỹ, Anh, Mexico, Brazil và Đức trên 1000 tử vong / ngày (Anh, Mexico lập kỷ lục tử vong / ngày), là những nước thường xuyên ghi nhận trên 1.000 tử vong / ngày trong tháng 1 năm 2021. Một số nước kỷ lục số ca / ngày (Tây Ban Nha, Bồ Đào Nha,...).
Tính đến 28 tháng 1, theo CNN lấy từ WHO,  biến thể Covid -19, được gọi là B.1.1.7 hoặc VOC 202012/01 lần đầu tiên thấy ở Anh đã xuất hiện ở ít nhất 70 quốc gia (Việt Nam ngày 2 tháng 1 phát hiện BN1435 nhiễm biến thể mới này, ngày 27 tháng 1 phát hiện một nữ công nhân Hải Dương dương tính nCoV khi sang Nhật nhiễm biến chủng mới, sáng ngày 28 tháng 1 cũng công bố ca lây nhiễm ngoài cộng đồng từ ca nhiễm biến chủng mới này, ngày 1/2 công bố BN1660 ở TP.HCM là ca thứ 2 nhiễm biến thể nCoV từ Anh, ngày 2 tháng 2 công bố nhiều ca ở miền Bắc trước đó nhiễm biến thể nCoV từ Anh). Cũng theo WHO, một biến thể đầu tiên được xác định ở Nam Phi đã được phát hiện ở 31 quốc gia, Đông Nam Á là khu vực duy nhất của WHO chưa báo cáo trường hợp mắc biến thể mới này, nó được biết đến rộng rãi với cái tên B.1.135. Biến thể P.1, lần đầu tiên được xác định ở Brazil, đã được phát hiện ở tám quốc gia. Báo cáo này thêm sáu quốc gia vào bản cập nhật gần nhất về các biến thể. Việt Nam ngày 31/1/21 cũng đã công bố ca nhiễm biến thể nCoV từ Nam Phi (B.1.135) đầu tiên, là BN1442, một ca nhập cảnh.
Từ 5 tháng 12 năm 2020 tại Nga đã tiến hành tiêm chủng vắc xin, từ 8 tháng 12 nước Anh bắt đầu tiêm chủng vắc xin diện rộng tiếp theo là nhiều nước khác cũng tiến hành tiêm chủng. Tuy nhiên tháng 12 năm 2020 và tháng 1 năm 2021 dịch bệnh vẫn gia tăng ở nhiều nước (do khí hậu lạnh đi và nhiều ngày lễ người dân hay đến các điểm công cộng, cộng với sự xuất hiện các biến thể  mới của virus Corona). Có những nhận định lạc quan dịch sẽ giảm dần từ tháng 2 năm 2021. Trên thực tế thì đa số các ca nhiễm ở các nước phát triển, tuy nhiên các nước này tỷ lệ dân số được tiêm chủng cao hơn các nước nghèo do đó áp lực đại dịch lên các nước nghèo là cao hơn.
Riêng nước Mỹ, Đại học Johns Hopkins cho biết cả nước phải mất 311 ngày, cho đến ngày 27 tháng 11 năm 2020, để đạt được tổng số 13 triệu trường hợp Covid-19 đầu. Nhưng nước Mỹ chỉ mất 64 ngày để đạt được 13 triệu trường hợp thứ hai. Tổng cộng 26 triệu ca ngày 30 tháng 1.
Tính đến 31/1/21, trong tuần gần nhất, Mỹ có 1,04 triệu ca, Brazil 360.104 ca, Tây Ban Nha 243.559 ca, Anh 170.236 ca,  Pháp 143.865 ca, Nga 129.101 ca, Mexico 101.041 ca là các nước trên 100.000 ca/tuần. Các nước có tỷ lệ ca trong tuần tăng nhanh nhất so với tuần trước là Việt Nam 2.345,5%, Papua New Guinea 1.500%, Thái Lan 468,1%, Brunei, một số nước châu Phi...
Tính đến 31/1/21 trong hai tuần gần nhất, các nước nhiều ca mới nhất là Mỹ 2,23 triệu ca, Brazil 716.632 ca, Tây Ban Nha 490.955 ca, Anh 442.443 ca, Pháp 286.829 ca, Nga 277.969 ca, Mexico 222.832 ca, tiếp đến là Colombia, Ấn Độ, Đức, Ý, Bồ Đào Nha, Indonesia, Argentina, Nam Phi, trên 100.000 ca/ 2 tuần.
Tính đến 31/1/21, trong 2 tuần gần nhất Mỹ có 43.696 tử vong, Mexico 17.832 tử vong, Anh 16.948 tử vong, Brazil 14.657 tử vong, Đức 10.262 tử vong, tiếp đến là Nga, Nam Phi, Ý, Pháp, Colombia, Tây Ban Nha, đều trên 5.000 tử vong.
Trong hai tuần gần nhất đến 31/1/21, Bồ Đào Nha, Andorra, Israel, Montenegro, Tây Ban Nha, Séc xếp đầu về tỷ lệ ca mới trên dân số, Bồ Đào Nha, Anh, Slovakia xếp đầu về tỷ lệ tử vong trên dân số. Tính trong một tháng đầu năm 2021  toàn cầu khoảng 19,7 triệu ca mới, khoảng 410.000 tử vong mới. Tuy nhiên số ca có xu hướng giảm dần nửa cuối tháng 1. Nửa đầu tháng 2 năm 2021 số ca trên toàn cầu có xu hướng tiếp tục giảm mặc dù tăng cục bộ ở một số ít nước, hay vẫn nghiêm trọng như tại Séc, Montenegro, Israel, Slovakia, Mỹ, Thụy Điển, UAE, Bồ Đào Nha, Tây Ban Nha, Latvia, Albania...Tử vong giảm chậm hơn. Đến đầu tháng 3 năm 2021 số ca và tử vong vẫn tiếp tục có xu hướng giảm, tuy nhiên WHO ngày 1 tháng 3 cho biết, số ca mắc Covid-19 mới trên toàn cầu trong tuần gần nhất đã lần đầu tiên tăng sau 7 tuần. Các ca nhiễm được báo cáo tăng ở 4/6 khu vực của WHO: châu Mỹ, châu Âu, Đông Nam Á và Trung Đông. Một số nước trước đây ít dịch lại có xu hương tăng nhanh như Cuba hay Uruguay ở châu Mỹ, Malaysia, Labanon ở châu Á, Estonia, Latvia ở châu Âu hay Zambia ở châu Phi... Ở châu Âu dịch vẫn nghiêm trọng ở các nước Séc, Thụy Điển, Montenegro, Xécbia, Estonia, Latvia, Hungary, một số vùng của Pháp, Ý, Ba Lan..., tại châu Á là UAE, Gioócđani. Một vài ngày Brazil đã vượt qua Mỹ về số ca mới tính theo ngày, và sẽ vượt qua Ấn Độ. Số tử vong của Mỹ và Brazil còn cao, thường xuyên trên 1.000 tử vong / ngày, Mexico một số ngày cũng trên 1.000 tử vong / ngày. Tỷ lệ tử vong cao nhất trên dân số tuần gần nhất đến 3 tháng 3 là Slovakia, Séc, Montenegro, Hungary. Ngày 11 tháng 3, Campuchia có ca tử vong đầu tiên. Ngày 12 tháng 3 Brazil vượt Ấn Độ, trở thành nước có số ca nhiễm cao thứ hai thế giới. Ngày 20 tháng 3, Wallis and Futuna có ca tử vong đầu tiên. Trong 7 ngày gần nhất tính đến 19 tháng 3 dịch nghiêm trọng nhất (tỷ lệ ca mới trên dân số) tại một số nước Đông Âu (Estonia, Ba Lan, Séc, Hungary, Serbia, Montenegro, Macedonia...), một số nước Trung Đông (Jordan, Palestin), tiếp đến là một số nước khác châu Âu như Pháp, Ý, Áo, Thụy Điển... và Nam Mỹ như Brazil, Paraguay...Tỷ lệ tử vong trên dân số cao nhất cùng thời gian là ở Séc, Slovakia, Hungary, Bulgaria, Bosnia, Montenegro ở châu Âu, và Brazil ở châu Mỹ.
Tính đến 1 tháng 4 các nước có tỷ lệ ca nhiễm trên dân số cao nhất trong vòng 14 ngày là Hungary, Estonia, Jordan, Xécbia, Ba Lan, Séc, Uruguay, Montenegro..., các nước có số ca tăng nhanh nhất trong vòng 14 ngày so với 14 ngày trước đó là Lesotho, Djibouti, Đông Timor, Cameroon, Iceland, Papua New Guinea, Bangladesh, Mông Cổ. Trong số 10 quốc gia có tổng số ca nhiễm cao nhất thì tăng nhanh nhất về tỷ lệ so sánh trong vòng 14 ngày so với 14 ngày trước là ở Ấn Độ, tiếp đến là ở Thổ Nhĩ Kỳ, trong khi đó tỷ lệ giảm cao nhất ở Anh, và giảm ở các nước México, Nga, Ý, trong khu vực Đông Nam Á tăng nhanh nhất là Đông Timor, Philippines, Singapore và Campuchia. Tỷ lệ tử vong cao nhất trên dân số đến 1 tháng 4 trong 7 ngày gần nhất là Hungary, Bosnia, Bungari, Macedonia, Séc, Brazil,...Sau nhiều tuần số ca nhiễm và tử vong có xu hướng giảm, thì dịch có xu hướng tăng trở lại từ nửa cuối tháng 3, với nhiều ngày toàn cầu trên 600.000 ca mới và trên 10.000 tử vong mới mỗi ngày.
Đến ngày 11 tháng 4, Ấn Độ vượt qua Brazil trở lại vị trí thứ hai về số ca nhiễm, tuy nhiên Brazil vẫn thường xuyên trong đầu tháng 4 đứng đầu về số tử vong mỗi ngày. Dịch cũng tăng nhanh ở nhiều nước như Campuchia, Mông Cổ, Timor, Papua New Guinea, Uruguay, Cuba, Jordan, Thái Lan... Trong 7 ngày gần nhất tính đến 11 tháng 4, tỷ lệ số ca mới nhiều nhất trên dân số là Uruguay, Thụy Điển, Síp, Thổ Nhĩ Kỳ, Bahrain, Xécbia, Estonia, Ba Lan, Hungary, và 2 nước nhỏ Andorra và San Marino. Tỷ lệ tử vong trên dân số trong vòng 7 ngày đến 11 tháng 4 cao nhất là Hungary, Bosnia, Macedonia, Bungari, Montenegro, Uruguay, Brazil, Xlôvakia, Ba Lan, Séc. Tính đến 13 tháng 4, đứng đầu ca mới trong vòng 7 ngày gần nhất là Ấn Độ	(725.932), Brazil (417.228), Mỹ (414.562), Thổ Nhĩ Kỳ (324.388), Pháp (221.357), Iran (130.058), Ba Lan (129.938), Argentina (123.970), Đức (114.702), Ý (92.887), Ukraine (92.690), Colombia (84.701), Philíppin (63.465), Peru (63.111), Tây Ban Nha (52.308), Nga	(51.093), Canada (50.628), Irắc (45.608), Chile (45.140), Hà Lan (42.796), Bangladesh (40.305), Hungary (33.498), Pakistan (29.732), Indonesia (29.308), Séc (25.939), Mexico (25.331),...và đứng đầu tử vong trong 7 ngày gần nhất là Brazil (17.670), Mỹ (5.878), Mexico (4.717), Ấn Độ (4.002), Ba Lan (3.416), Ý (2.865), Ukraine (2.320), Nga (2.121),... Tỷ lệ tử vong trên số ca nhiễm Yemen đứng đầu thế giới, tiếp theo là đến Mexico, Syria, Sudan, Ai Cập..., thấp nhất là Singapore, tiếp đến là Timor, Mông Cổ, Qatar,... (một số nước có ca nhiễm nhưng chưa có tử vong).
Tính đến 17 tháng 4, đứng đầu số ca mới trong 7 ngày qua lần lượt là Ấn Độ, Mỹ, Brazil, Thổ Nhĩ Kỳ, Pháp, Iran, Argentina, Đức, tăng nhanh nhất nhóm đầu này là Ấn Độ tăng 62% so sánh với số ca tuần trước, Đức tăng 40% so sánh với số ca tuần trước,  Iran tăng 37% so sánh với số ca tuần trước, trong số các nước có trên 1.000 ca trong tuần thì tăng nhanh nhất là Thái Lan, tăng 325% so sánh với số ca tuần trước. Brazil đứng đầu tử vong trong tuần, xếp tiếp theo lần lượt là Ấn Độ, Mỹ, Ba Lan. Toàn thế giới trong tuần số ca mới tăng 16% và số tử vong tăng 8% khi so sánh với số ca và tử vong tuần trước. Tới 18 tháng 4 trong vòng một tuần đã có hơn 5,268 triệu ca mới và gần 82.000 tử vong, số ca mới này là đỉnh dịch, riêng ngày 15 lên tới hơn 845.000 ca, cao nhất kể từ khi có dịch, cao hơn kỷ lục trước đó vào 8 tháng 1.  Ngày 21 và 22 và 23 tháng 4 thế giới lập kỷ lục về số ca nhiễm một ngày, hơn 888.000 và hơn 892.000 ca, và hơn 896.000 ca, đặc biệt Ấn Độ liên tục có kỷ lục mới số ca mỗi ngày, ngày 22 tháng 4 hơn 332.000 ca, ngày 23 tháng 4 hơn 345.000 ca, kỷ lục ghi nhận ở một quốc gia, dịch hoành hành ở nước này một phần là do sự lây lan của biến chủng mới mang tên B.1.617. Tính đến 22 tháng 4, Campuchia, Timor, Papua New Guinea, Uruguay, Yemen, Lào và Cuba là các nước tăng gấp đôi tổng số ca trong thời gian nhanh nhất. Mông Cổ, Campuchia, Uruguay đứng đầu các nước tăng gấp đôi số ca tử vong trong thời gian nhanh nhất. Lào là nước duy nhất có dịch quy mô dân số trên 1 triệu chưa có tử vong.
Tính từ nửa sau tháng 4 năm 2021, châu Á trở thành khu vực dịch tăng nhanh nhất. Tính đến 25 tháng 4, 7 ngày gần nhất châu Á số ca tăng tới 29% và số tử vong tăng tới 50% khi so sánh với số ca và số tử vong của 7 ngày trước nữa, trong đó riêng Ấn Độ chiếm tới gần 2/3 số ca và trên 1/2 tử vong của châu Á tính trong 7 ngày. Số ca tăng gấp đôi tính theo thời gian nhanh nhất tại Lào, Campuchia, Mông Cổ, Timor, Papua New Guinea, Thailand ở khu vực châu Á - Thái Bình Dương, Yemen ở Tây Á, Uruguay và Cuba ở Mỹ Latinh. Đây đều là các nước từng được coi là kiểm soát dịch hàng tốt nhất thế giới suốt một thời gian dài (trước đó một số nước như Hy Lạp, Jordan... từng được coi là kiểm soát dịch tốt nhưng cũng bị làn sóng lây lan mạnh quét qua). Ấn Độ ngày 24 tháng 4 lại lập kỷ lục mới về số ca một ngày tính theo thống kê từng nước, gần 350.000 ca, và tử vong cũng kỷ lục ở quốc gia, gần 2.800 tử vong (con số này vẫn thấp hơn con số của Mỹ và Brazil từng ghi nhận hơn 4.000 tử vong một ngày). Vanuatu có tử vong đầu tiên vào 20 tháng Tư.
Tính đến hết tháng 4 (30/4/2021), toàn thế giới đã có suýt soát 152 triệu ca nhiễm, gần 3,2 triệu ca tử vong. Tuần gần nhất có gần 5,8 triệu ca với hơn 94.000 tử vong, tăng 1% và 8% khi so sánh với số liệu tuần trước. Khi so sánh với số liệu tuần trước, thì số ca tuần gần nhất giảm ở châu Âu, Bắc và Nam Mỹ, châu Phi và châu Đại Dương, nhưng tăng 10% ở châu Á, số ca tử vong giảm ở châu Âu, Bắc Mỹ, châu Phi và châu Đại Dương, nhưng tăng 35% ở châu Á và tăng 4% ở Nam Mỹ. Trong số 10 nước có số ca mới lớn nhất trong tuần gần nhất thì giảm ở 8 nước Mỹ, Thổ Nhĩ Kỳ, Pháp, Argentina, Iran, Đức, Colombia, Ý, và chỉ tăng ở Ấn Độ (tăng 23%), và Brazil (tăng 6%). Ấn Độ cũng tăng 61% số ca tử vong mới, khi so sánh với số liệu tuần trước. Trong số các nước châu Á, các nước có số ca nhiễm mới tăng nhanh nhất trong tuần khi so sánh với tuần trước là Lào (tăng 470%), Nepal (tăng 144%), Sri Lanka (tăng 141%), Đài Loan, Myanmar, Maldives, Việt Nam, Campuchia, Thái Lan, Malaysia...Ngày 30 tháng 4 Ấn Độ cũng lập kỷ lục mới về số ca mới, khi có 402.110 ca mới và con số tử vong là 3.522.
Tính đến 7 tháng Năm, tuần gần nhất số ca và tử vong đều giảm 4% so với số ca và tử vong tuần trước. Về số ca, châu Âu giảm sâu nhất tới 23%, trong khi châu Á tăng nhanh nhất, 3% so với tuần trước. Trong số 10 nước có số ca cao nhất trong tuần, thì chỉ có Ấn Độ là tăng 9% số ca (số liệu hơn 2,73 triệu ca, gần 26.000 tử vong trong tuần), các nước khác Brazil, Mỹ, Thổ Nhĩ Kỳ, Argentina, Pháp, Iran, Colombia, Đức, Ý đều giảm số ca. Trong số các nước ghi nhận trên 100 ca trong tuần thì tăng nhanh nhất theo tỷ lệ % so với số ca tuần trước là Seychelles, Nepal, Haiti, Vietnam, Maldives, Trinidad and Tobago, Sri Lanka. Các nước Lào, Campuchia, Timor, Mông Cổ, Thái Lan, Uruguay, Papua New Guinea, Yemen, Seychelles, Cameroon, Fiji là các nước có số ca tăng gấp đôi nhanh nhất tính đến 6 tháng Năm. Viện IHME của Mỹ cho rằng gần 6,9 triệu người đã tử vong vì Covid-19 trên toàn thế giới, nhiều gấp đôi so với con số báo cáo chính thức. Phân tích chỉ ra Mỹ vẫn là nước có tử vong cao nhất thế giới, nhưng con số thực tế có thể hơn 900.000 ca, thay vì gần 580.000 như báo cáo chính thức. Đứng thứ hai sau Mỹ không phải Brazil mà là Ấn Độ, theo IHME. Quốc gia này đã báo cáo hơn 230.000 người chết vì đại dịch, nhưng phân tích cho rằng con số này là hơn 650.000 người. Mexico và Nga là hai quốc gia tiếp theo, với số ca tử vong ước tính lần lượt là 617.000 và 590.000, thay vì con số 218.000 và 110.000 ca như số liệu được công bố.  Tính đến 5 tháng Năm, các nước Mỹ, Ấn Độ, Anh, Brazil, Đức, Pháp, Ý đứng đầu về số người được tiêm vắcxin nhưng tỷ lệ người được tiêm cao nhất trên dân số đứng đầu là Israel, Anh, UAE, Bahrain, Mỹ, Chile, Hungary, Uruguay. Mặc dù số ca tiếp tục cao, nhưng dự báo kinh tế thế giới 2021 của một số tổ chức quốc tế là lạc quan, và các giải thể thao hàng đầu như Euro 2020, Copa América 2021, và Olympic Tokyo 2020 vẫn dự kiến tổ chức. Ấn Độ trong hai ngày 7 và 8 tháng Năm đã có trên 4.100 ca tử vong mỗi ngày theo công bố chính thức, số liệu này chỉ kém Brazil từng ghi nhận trên 4.200 tử vong / ngày, và Mỹ từng ghi nhận trên 4.400 tử vong/ ngày). Maldives, Baranh, Uruguay, Seychelles, Cáp Ve, Síp đứng đầu về tỷ lệ ca  mới trên quy mô dân số trong tuần (7 ngày) tính đến 8 tháng 5. Sáng ngày 9 tháng Năm, Lào có ca tử vong đầu tiên, là người Việt Nam sinh sống tại thủ đô Vientiane. Tinh đến 15 tháng Năm, trong vòng 7 ngày số ca toàn thế giới giảm 10% và tử vong toàn thế giới giảm 3% so với số liệu 7 ngày trước đó, số ca nhiễm mới 7 ngày của ba nước đứng đầu ca mới Ấn Độ giảm 9%, Brazil tăng 3%, Mỹ giảm 22% so với số liệu 7 ngày trước, trong số các nước có trên 500 ca nhiễm trong vòng 7 ngày thì tăng nhanh nhất khi so sánh tỷ lệ % của 7 ngày mới nhất với 7 ngày trước là Papua New Guinea, Vietnam, Maldives, Timor-Leste, Dominican Republic. Tại châu Á, tăng nhanh nhất trong vòng 7 ngày so với 7 ngày trước tính theo tỷ lệ % là Việt Nam, Đài Loan, Maldives, Timor, Myanmar, Nhật Bản, Sri Lanka, Malaysia.
Tính đến hết tháng 5 năm 2021 thế giới đã có trên 171 triệu ca và trên 3,56 triệu tử vong, trong 7 ngày gần nhất số ca mới giảm 17%, và tử vong giảm 9%   so với số liệu công bố 7 ngày trước đó. Trong số 3,4 triệu ca mới trong vòng 7 ngày thì châu Á hơn 1,78 triệu (trên 50%) giảm 22% so với số liệu 7 ngày trước, Nam Mỹ 0,96 triệu ca tăng 0,3% so với số  liệu 7 ngày trước, số ca của châu Âu và Bắc Mỹ, châu Đại Dương giảm so với số liệu 7 ngày trước, nhưng châu Phi lại tăng 7%. Ấn Độ vẫn đứng đầu về số ca mới tính theo tuần, nhưng giảm 29% và tử vong giảm 13% so với tuần trước (trước đó nước này kỷ lục số ca mới và tử vong mới trong 1 ngày, ngày 6 tháng 5 ghi nhận hơn 414.000 ca và 18 tháng 5 ghi nhận hơn 4.500 tử vong). Tiếp theo về số ca nhiễm mới trong tuần là Brazil, Argentina, Colombia và Mỹ. Tại châu Á, chỉ tính các nước ghi nhận trên 1.000 ca trong tuần thì tăng nhanh nhất theo tỷ lệ % so với số liệu tuần trước đó là Afghanistan, Vietnam, Palestine, Mông Cổ, Campuchia, Philippin, Thái Lan, UAE và Malaixia. Xếp  đầu châu Á về tỷ lệ tử vong so với số liệu tuần trước là Đài Loan.  Còn với Trung Quốc nước đầu tiên bị dịch, tụt xuống xếp thứ 98 về số ca và thứ 61 về tử vong tính đến cuối tháng 5 năm 2021, tính từ đầu năm 2021 đến hết tháng 5 Trung Quốc mới có 2 ca tử vong.
Trong nửa đầu tháng 6 dịch tiếp tục có xu hướng giảm trên quy mô toàn thế giới nhưng vẫn tăng cục bộ một số nước. Trong tuần gần nhất tính đến 15 tháng 6 số ca nhiễm mới giảm 6% và tử vong giảm 10% so với số liệu của 7 ngày trước nữa. Dịch có xu hướng tăng ở châu Phi và Nam Mỹ nhưng giảm ở các khu vực khác, kể cả châu Á là nơi có nhiều ca mới nhất. Đứng đầu số ca mới trong 7 ngày gần nhất là Ấn Độ, Brazil, Colombia, Argentina, Mỹ, Nga, Iran, Indonesia, Nam Phi, Anh. Đứng đầu tử vong trong 7 ngày gần nhất là Brazil sau đó là Ấn Độ. Tính đến 15 tháng 6 số ca mới tăng nhanh nhất trong 7 ngày khi so sánh với 7 ngày trước (chỉ tính các nước trên 1.000 ca trong tuần) tính theo tăng % lần lượt là Ruanđa, Dămbia, Namibia, Myanma, Nam Phi, Mông Cổ, Kênya, Uganda, Ôman, Nga và Anh. Tính đến 25 tháng 6, trong 7 ngày gần nhất số ca tăng 0,6% và tử vong giảm 3% so với 7 ngày trước nữa. Brazil đứng đầu số ca mới và tử vong mới trong vòng 7 ngày, xếp tiếp theo về ca mới lần lượt là Ấn Độ, Colombia, Argentina, Nga, Indonesia, Nam Phi, Anh, Mỹ, Iran. Trong số các nước này tăng nhanh nhất về % so với 7 ngày trước là Indonesia, Nam Phi và Anh. Xếp thứ 2 đến 10 về tử vong trong 7 ngày lần lượt là Ấn Độ, Colombia, Argentina, Nga, Indonesia, Mỹ, Peru, Mexico, Nam Phi. Số ca nhiễm mới trong vòng 7 ngày so với 7 ngày trước nữa giảm ở Nam Mỹ (nơi ghi nhận nhiều ca nhất), châu Á, nhưng lại tăng ở châu Âu (nhất là Nga, Anh), Bắc Mỹ (giảm nhẹ ở Mỹ nhưng tiếp tục tăng ở Mexico, Cuba là 2 nước xếp thứ 2 và 3), châu Phi (tăng ở cả Nam Phi và Tuynidi, Dămbia đứng 3 vị trí đầu) và châu Đại Dương (Fiji đứng đầu ca mới). Đông Nam Á có 4 nước (Indonesia, Philippin, Malaysia, Thái Lan) nằm trong top 10 nước nhiều ca mới nhất trong tuần ở châu Á, so với thế giới là trong top 20. Đếm thiếu số ca nhiễm và tử vong là vấn đề toàn cầu, ngay cả ở những quốc gia có nhiều xét nghiệm. Tổ chức Y tế Thế giới tháng 5 năm 2021 cho biết số ca tử vong có thể gấp hai hoặc ba lần dữ liệu chính thức. Tình hình đặc biệt nghiêm trọng ở các nước đang phát triển, nơi khả năng tiếp cận dịch vụ y tế và xét nghiệm nCoV hạn chế hơn.  Tính đến hết tháng 6, có 23,5% dân số thế giới đã được tiêm ít nhất một liều vắc-xin COVID-19. 3,08 tỷ liều đã được sử dụng trên toàn cầu, và 40,24 triệu liều hiện được sử dụng mỗi ngày. Chỉ 0,9%  người dân ở các nước thu nhập thấp đã được tiêm ít nhất một liều. Tỷ lệ người được tiêm cao nhất đến hết nửa năm 2021 thuộc về Anh, Chile, Uruguay, Israel, Baranh, Hunggary, Ý, Đức, Tây Ban Nha...Số người được tiêm cao nhất là Ấn Độ, Mỹ, Brazil, Đức, Anh, Thổ Nhĩ Kỳ, Ý, Pháp, Mexico (chỉ tính các nước chia nhỏ liều làm 2)...Tỷ lệ dân số được tiêm ít nhất một liều vắc xin cao nhất là Canada, Côoét, Anh, tỷ lệ dân số được tiêm đầy đủ liều đứng đầu là Israel, Baranh, Mông Cổ, Anh, Mỹ... Trung Quốc tiếp đến là Mỹ đứng đầu về số người tiêm đủ liều. Châu Âu đứng đầu về tỷ lệ dân tiêm chủng và thấp nhất thuộc về châu Phi. Trong khu vực Đông Nam Á, Singapore đứng đầu tỷ lệ dân được tiêm và thấp nhất là Myanmar và xếp tiếp theo từ dưới lên là Việt Nam. Số người tiêm đủ liều của Việt Nam thấp nhất Đông Nam Á.
Tính đến hết tháng 6 năm 2021 (nửa năm 2021), trong tuần (7 ngày) gần nhất số ca nhiễm tăng 2% nhưng tử vong giảm 6% so với số liệu tuần trước đó. Châu Âu tăng 30%, số ca tăng nhiều nhất là ở Nga và Anh, tử vong của châu Âu tăng 10%, nhiều nhất tại Nga. Bắc Mỹ số ca tăng 11%, tử vong giảm 3%. Mỹ, Mexico, Cuba đứng đầu số ca mới. Châu Á số ca tăng 4%, tử vong giảm 10%, Ấn Độ đứng đầu số ca và tử vong mới nhưng tỷ lệ so sánh giảm, nhưng tỷ lệ so sánh lại tăng ở các nước đứng tiếp theo là Indonesia, Iran, Bănglađét, Malaysia, Irắc. Nam Mỹ số ca nhiễm mới và tử vong giảm lần lượt 14% và 11% khi so với tuần trước. Châu Phi tăng 26% ca nhiễm và 23% tử vong. Châu Đại Dương số ca tăng 42% và tử vong giảm 50%, Úc đứng đầu về tỷ lệ tăng ca nhiễm nhưng đứng đầu ca mắc mới là Phidi. Toàn cầu Brazil, Ấn Độ, Colombia, Nga, Indonesia, Áchentina, Anh, Nam Phi, Mỹ, Iran lần lượt đứng đầu số ca nhiễm mới trong tuần gần nhất và Brazil, Ấn Độ, Colombia, Nga, Áchentina lần lượt đứng đầu tử vong mới trong tuần gần nhất, tính đến hết tháng 6. Trong khoảng 3 tháng từ tháng 4 đến 6 năm 2021, số ca tăng vọt toàn cầu khoảng tháng 4 nhưng giảm dần trong tháng 5 và 6. Một số nước lập đỉnh về số ca nhiễm hay tử vong như tại Ấn Độ, Indonesia, Malaysia, Thái Lan, Nepal, Campuchia, Mông Cổ, Ápganixtan ở châu Á, Nga hay ở Brazil,...đáng chú ý là dịch lan mạnh ở nhiều nước / vùng trước đó được xem là chống dịch rất thành công như tại Campuchia, Mông Cổ, Việt Nam, Timor, Đài Loan, Cuba, Uruguay, Papua Niu Ghinê, Phidi, một số nước châu Phi như Dămbia, Namibia, trong tháng 6 dịch cũng có xu hướng tăng nhanh trở lại ở Colombia, Indonesia, Nga, Anh, UAE, Oman, Bănglađét, Myanma...Tuy nhiên một số nước vẫn được xem là khống chế dịch tốt như Trung Quốc, Niu Dilân, Singapore, Brunây, vùng Macao...
Tổng số ca tăng gấp đôi nhanh nhất tính đến hết nửa năm 2021 thuộc về Phidi, sau đó là Saint Kitts và Nevis, Việt Nam, Mông Cổ, Đài Loan, Thái Lan, Campuchia, Timor, Trinidad và Tobago, Sri Lanka. Tổng số tử vong tăng gấp đôi nhanh nhất thuộc về Phidi, Uganđa, Campuchia, Đài Loan, Sri Lanka, Mông Cổ, Thái Lan...
Tính đến 13 tháng 7, trong một tuần gần nhất toàn cầu số ca nhiễm mới tăng 14% và số tử vong tăng 1% so với một tuần trước đó. Tại châu Á, nơi dịch nghiêm trọng nhất, tuần gần nhất số ca nhiễm và tử vong tăng lần lượt 18% và 21% so với tuần trước, số ca nhiễm mới giảm ở Ấn Độ nhưng tăng ở Indonesia, Iran, Bănglađét, Malaysia, Irắc, Thái Lan... là những nước có số ca nhiễm mới cao nhất, trong số các nước có trên 1.000 ca nhiễm trong tuần thì tỷ lệ tăng nhiễm cao nhất khi so sánh số liệu tuần trước là Việt Nam, tiếp đến là Libăng, Mianma, Hàn Quốc, Síp, Pakistan, Israel,...Khu vực Trung Á số ca nhiều nhất là Kadắcxtan cũng có xu hướng tăng lên, ở Đông Bắc Á nhiều ca mới nhất là Nhật Bản cũng có xu hướng tăng lên. Một số điểm nóng khác như Kưdơgưxtan hay Ápganixtan, Nêpan, Oman có xu hướng giảm. Trong Đông Nam Á, số ca nhiễm mới chỉ giảm nhẹ ở Philippin, Campuchia, Timo, nhưng tăng ở 8 nước còn lại, và Indonesia là nước có tử vong cao nhất trong tuần ở châu Á, trên cả Ấn Độ. Châu Âu nơi dịch nặng thứ hai, ca mới tăng 38% và tử vong tăng 2% so với tuần trước, nước Anh đứng đầu về số ca nhiễm mới, tiếp theo là Nga, nhưng nước tăng nhanh nhất là Hà Lan, tăng tới 512% so với số liệu tuần trước. Tây Ban Nha xếp trên Hà Lan, cũng tăng tới 66%. Số ca mới cũng tăng nhanh ở Pháp, Bồ Đào Nha, Hy Lạp...Nam Mỹ, nơi dịch nặng thứ ba, số cá nhiễm mới và tử vong mới giảm 16% và 17%, Brazil có số ca nhiễm mới đứng đầu thế giới nhưng có xu hướng giảm, các nước điểm nóng như Colombia, Argentina cũng có xu hướng giảm. Bắc Mỹ, số ca nhiễm mới và tử vong mới tăng lần lượt 44% và 7%. Mỹ, nước có số ca cao nhất thế giới, nhưng trong tuần chỉ xếp thứ 6 thế giới, số ca nhiễm mới tăng 55% và tử vong tăng 8%. Mexico và Cuba hai vị trí tiếp theo về ca nhiễm mới đều tăng so với tuần trước, Guatemala xếp tiếp theo. Châu Phi số ca mới tăng 11%, tử vong tăng 12%, thống kê ca nhiễm mới Nam Phi xếp đầu và Namibia xếp thứ 7 giảm, nhưng Tuynidi, Dimbabuê, Libi, Dămbia, Môdămbich xếp vị trí 2 đến 6 lại tăng khi so với tuần trước. Châu Đại Dương số ca tăng 57% và tử vong tăng 18% so với tuần trước, Phidi và Úc là hai điểm nóng nhưng xếp 67 và 115 thế giới. Tính đến 15 tháng Bảy, các nước Phidi, Việt Nam, Xanh Kít và Nêvít, Liberia, Mông Cổ, Thái Lan, Dimbabuê, Campuchia đứng các vị trí đầu tăng số ca gấp đôi (Phidi mất 10 ngày, Việt Nam mất 11 ngày...). Các nước Síp, Phidi, Bốtxoana, Tuynidi, Cuba, Anh, Hà Lan đứng đầu tỷ lệ số ca nhiễm mới trên đầu người trong tuần gần nhất. Ở Đông Nam Á, riêng ngày 15 tháng 7 một số nước kỷ lục ca nhiễm trong 1 ngày như Indonesia, Malaysia, Việt Nam, Lào hay kỷ lục tử vong trong 1 ngày như Thái Lan, Myanmar, Campuchia, Việt Nam. Trong ngày, Indonesia đứng đầu thế giới số ca nhiễm, và xếp 2 thế giới về tử vong (chỉ sau Brazil).
Tính đến hết tháng 7 năm 2021, trong vòng một tuần gần nhất, số ca nhiễm và tử vong đều tăng 10% so với thống kê một tuần trước đó. Mỹ trở lại là nước có số ca nhiễm mới đứng đầu thế giới tính trong một tuần, số ca nhiễm mới và số tử vong mới trong một tuần tăng 38% và 19% so với số liệu tuần trước, riêng ngày 30 tháng 7 có hơn 101.000 ca nhiễm mới. Ấn Độ có xu hướng tăng lên, xếp vị trí thứ 2, Indonesia lui xuống vị trí thứ 3, trước đó một vài ngày từng đứng đầu thế giới về số ca trong ngày. Tuy nhiên Indonesia vẫn là nước đứng đầu thế giới về tử vong trong một tuần (gần 1/5 tử vong trong tuần toàn thế giới), xếp trên Brazil vị trí thứ 2 (Brazil số nhiễm mới thứ 4). Xếp tiếp theo về số ca nhiễm là Iran, Anh, Nga (từ 5 đến 7), về số ca tử vong là Nga, Ấn Độ, Myanmar (từ 3 đến 5). Trong tuần số ca nhiễm mới giảm ở châu Âu và Nam Mỹ, nhưng tăng ở châu Á, Bắc Mỹ, châu Phi và châu Đại Dương. Riêng châu Á chiếm hơn 40% số ca nhiễm mới toàn cầu, trong top 10 châu Á thì Thổ Nhĩ Kỳ tăng tới 114% là nhanh nhất. Khu vực Đông Nam Á,  có Indonesia, Malaysia, Thái Lan và Việt Nam nằm trong top 10 châu lục. Việt Nam vượt qua Philippin về số ca nhiễm trong tuần tăng 27% so với tuần trước và là nước có số tử vong tăng nhanh nhất châu Á (so sánh các nước trên 10 tử vong trong tuần), tới 256% so với số liệu tuần trước. Việt Nam xếp vị trí 92 số ca nhiễm và 107 thế giới về tử vong, chỉ tính 4 ngày cuối tháng 7 thống kê 782 ca tử vong toàn quốc, nhiều nhất ở Tp.HCM (số liệu Bộ Y tế, không phải CDC hay cơ quan tương đương các địa phương cung cấp). Trong khi đó Trung Quốc đã tụt xuống vị trí 107 thế giới về tổng ca nhiễm, và 68 thế giới về tổng số tử vong (từ cuối tháng 4 năm 2021 không ghi nhận tử vong mới nào). Nhật Bản đang tổ chức Olympic, số ca nhiễm mới tăng 88% so với tuần trước xếp 21 thế giới về số ca nhiễm mới trong tuần đứng sát sau Việt Nam. Tại châu Phi, Tanzania sau một thời gian rất dài không công bố trước thế giới về số ca nhiễm và tử vong, trong ngày 19 và 29 tháng 7 công bố thêm 100 và 408 ca mới nâng tổng số ca nhiễm được công bố lên 1.017. Tính đến 9 tháng 8 trong vòng một tuần gần nhất cả thế giới tăng 5% về số ca nhiễm và tăng 3% về tử vong khi so sánh với tuần trước. Mỹ đứng đầu về số ca nhiễm mới, tăng 31% khi so sánh số liệu tuần trước, tử vong cũng tăng 34%. Lý do chính là hoành hành của biến thể Delta xuất hiện lần đầu ở Ấn Độ và biến thể Lambda lần đầu ghi nhận ở Peru. Xếp thứ hai về ca nhiễm mới là Ấn Độ giảm 5%, nước này tử vong cũng giảm 9% so với tuần trước. Trong số các nước ghi nhận trên 10.000 ca trong tuần thì tăng nhanh nhất là Canada sau đó là Israel. Tử vong cao nhất tuần là Indonesia. Trong Đông Nam Á, xếp thứ hai về tử vong trong tuần là Việt Nam, xếp 9 thế giới về tử vong dù xếp 22 thế giới về số ca nhiễm mới trong tuần. Việt Nam ghi nhận gần 58.000 ca nhiễm mới tăng 5% và 2.062 tử vong trong vòng 7 ngày tăng tới 76% khi so sánh với 7 ngày trước, tỷ lệ tăng này cao nhất trong top 10 thế giới về tử vong trong tuần. Một số ngày ghi nhận gần 400 tử vong. TP.HCM đứng đầu về tử vong, chiếm quá nửa. Riêng ngày 9 tháng 8 Việt Nam xếp 16 thế giới về ca nhiễm mới và xếp 6 thế giới về số tử vong. Trong Đông Nam Á, sau Việt Nam về tử vong trong tuần là Myanmar xếp 10 thế giới, Malaysia, Thái Lan, Philippines lần lượt xếp 13,15,16 thế giới. Về số ca nhiễm mới trong tuần của các châu lục thì giảm đáng kể ở Nam Mỹ, giảm rất ít ở châu Âu, châu Phi, nhưng tăng ở châu Á, châu Đại Dương nhất là Bắc Mỹ.
Tính đến 29 tháng 8 trong một tuần gần nhất thế giới số ca nhiễm giảm 4% và tử vong giảm 3% so với số liệu tuần trước. Nhiều ngày trên 700.000 ca nhiễm và trên 10.000 tử vong. Mỹ đứng đầu thế giới số ca mới chiếm gần 1/4 ca mới toàn thế giới và đứng đầu thế giới về tử vong, hơn 10% tử vong toàn thế giới trong tuần, số ca mới giảm 10% và tử vong mới tăng 2% so với số liệu tuần trước. Xếp tiếp theo về ca nhiễm mới là Ấn Độ, Iran, Anh, Brazil, Nhật Bản, Malaysia, Nga, Thổ Nhĩ Kỳ, Thái Lan. Các điểm nóng Đông Nam Á như Malaysia tăng 0,5%, Thái Lan giảm 12%, các nước xếp 12,14,15 thế giới là Philippines tăng 17%, Indonesia giảm 25%, Việt Nam tăng 19%. Toàn châu Á trong tuần số ca tăng 2% trong đó tăng nhanh nhất top 10 là Ấn Độ tăng 29%, tiếp theo là Việt Nam. Các nước chống dịch tốt như Singapore số ca tăng tới 170% cao hàng đầu châu Á về tăng %, Brunei thì ghi nhận 5 ca tử  vong tăng 500%. Indonesia xếp vị trí 3 thế giới (trên Mexico 4 thế giới) về tử vong trong tuần chỉ sau Mỹ và Nga, Việt Nam xếp thứ 8 với 2.472 tử vong trong tuần giảm 1% so với số liệu tuần trước.  Khu vực Bắc Mỹ số ca trong tuần giảm 10%,trong top 10 tăng nhanh nhất là Canada tăng 25%. Châu Âu số ca giảm 1% so với tuần trước trong top 10 tăng nhanh nhất là Đức tăng 34% so với tuần trước. Theo WHO có 33 nước châu Âu số ca tăng quá 10% trong vòng 14 ngày khi so với 14 ngày trước. Khu vực Tây Âu dịch nghiêm trọng hơn so với phần lớn phía đông. Số ca giảm đáng kể ở Nam Mỹ và châu Phi. Tại châu Đại Dương số ca giảm 15%,nhưng Úc nước nhiều ca nhất tăng 47%. Ngày 21 tháng 8 Dominica ghi nhận ca tử vong đầu tiên trong khi Palau ghi nhận hai ca nhiễm đầu tiên.  Tính đến 31 tháng  8 tức hết tháng 8 năm 2021 toàn thế giới có gần 219 triệu ca nhiễm và hơn 4,5 triệu tử vong. Các số liệu này là chưa đầy đủ. Các nước có tỷ lệ ca tử vong trên số ca nhiễm cao nhất là Yemen 18,7% , Peru 9,2%, Mexico 7,7%  tiếp theo là các nước Sudan,  Syria,   Ecuador, Ai Cập , Somalia, Đài Loan, ... Các nước nhiều ca nhất tỷ lệ này ở Mỹ là 1,6%, ở Ấn Độ là 1,3%, ở các nước Đông Nam Á như Myanmar là 3,9%, ở Indonesia 3,3%, Campuchia là 2%, Philippines 1,7%,Thái Lan và Malaysia đều là 1%. Tỷ lệ tử vong trên số ca nhiễm của Việt Nam là 2,4% cao hơn trung bình thế giới. Theo cập nhật  của Bộ Y tế Việt  Nam ngày 31 tháng 8 thì ty lệ tử vong của Việt  Năm đến hiện tại là 2,5%, thế giới là  2,1%.
Tính đến ngày 8 tháng 9 thế giới có gần 223,4 triệu ca nhiễm và hơn 4,6 triệu ca tử vong. Tuần gần nhất số ca nhiễm giảm 8% và tử vong giảm 7%  so với số liệu tuần trước, số ca nhiễm chỉ tăng ở  châu Đại Dương và châu Âu còn lại giảm ở tất cả các châu lục khác. Châu Á vẫn là nơi dịch nghiêm trọng nhất. Mỹ đứng đầu về số ca nhiễm mới và tử vong mới trong tuần với hơn 1 triệu ca nhiễm chiếm gần 1/4 số ca và gần 8.400 tử vong chiếm khoảng 13% tử vong thế giới trong một tuần. Xếp tiếp theo về ca nhiễm là Ấn Độ và Anh. Các nước Đông Nam Á có Malaysia xếp 6 Philippines xếp 7, Thái Lan xếp 11, Việt Nam xếp thứ 13 thế giới số ca trong tuần. Singapore xếp đầu Châu Á về tỷ lệ tăng số ca mới khi so với tuần trước. Tuần gần nhất Trung Quốc nước đầu tiên bị dịch chỉ xếp 152 thế giới số ca nhiễm mới. Về tử vong sau Mỹ là Nga và Mexico, các nước Đông Nam Á có Indonesia xếp 4, Việt Nam xếp thứ 7 thế giới (trên Ấn Độ xếp 8), Malaysia xếp thứ 9, Thái Lan xếp 11...  Có bốn biến thể  đáng quan ngại là Alpha, Beta, Gamma, đặc biệt là Delta, ngoài ra các biến thể đáng quan tâm có Lambda, Mu... Các nước Mông Cổ, Israel, Gruzia, Malaysia ở châu Á, Montenegro và Kosovo ở châu Âu, Cuba và một số đảo quốc nhỏ vùng Caribe đứng đầu về tăng số ca nhiễm trên tổng dân số trong vòng hai tuần gần nhất. Các nước có số ca tăng gấp đôi nhanh nhất là Grenada (5 ngày), Brunei (7 ngày), Dominica (8 ngày), Việt Nam xếp vị trí thứ 7 khi chỉ mất 24 ngày, xếp tiếp theo là Lào và Thái Lan vị trí 8 và 9 thế giới. New Caledonia có cả tử vong đầu tiên ngày 10 tháng 9. Các nước có tỷ lệ dân số được tiêm chủng cao nhất là UAE, Bồ Đào Nha Qatar, Tây Ban Nha và Singapore (8 tháng 9).
Đến 15 tháng 9 năm 2021 thế giới có hơn 227 triệu ca nhiễm và hơn 4,67 triệu ca tử vong (tài liệu WHO thì hơn 226 triệu ca nhiễm và hơn 4,65 triệu tử vong). Đứng đầu về ca nhiễm là Mỹ, Ấn Độ, Brazil, Anh. Đứng đầu về tử vong là Mỹ, Brazil, Ấn Độ, Mexico. Trong tuần gần nhất số ca nhiễm giảm 8%. và tử vong giảm 4% so với tuần trước. Mỹ đứng đầu về ca nhiễm mới, tiếp theo là Anh. Israel đứng đầu về tỷ lệ dân số nhiễm mới trong tuần gần nhất,  trên 1000 ca/ 1 triệu dân. Ngày 21 tháng 9 Anguilla ghi nhận ca tử vong đầu. Tính đến 23 tháng 9 trong tuần gần nhất thế giới ghi nhận khoảng 3,5 triệu  ca giảm 8% so với tuần trước, chết hơn 56.000 người  giảm 9% so với tuần trước. Mỹ đứng đầu về ca mới và tử vong trong tuần. Trong 14 ngày gần nhất Mỹ đã giảm 12% ca nhiễm, giảm 10% nhập viện nhưng tăng 35% tử vong so với số liệu 14 ngày trước nữa. Châu Á ngoài hai nước chưa công bố có ca nhiễm nào, có Trung Quốc được xem là kiểm soát dịch tốt khi số ca nhiễm tuần gần nhất thấp hơn 10 nước trong khối Asean.  Dịch cũng được kiểm soát tốt ở Đài Loan, Hồng Công, ở Bhutan, một số nước vùng Vịnh.  Việt Nam một số ngày đã nằm trong top 10 thế giới về số ca nhiễm mới và tử vong. Tại châu Âu, dịch được kiểm soát tốt ở các nước Bắc Âu và một số nước Đông và Trung Âu như Ba Lan,Séc, Hungary...Tại châu Mỹ, Cuba tuy là nước có tỷ lệ tiêm chủng cao nhưng số ca mới còn lớn, một số nước nghèo như Nicaragua, Haiti số ca ghi nhận rất thấp. Các nước Nam Mỹ như Argentina, Colombia hay Peru từng là điểm nóng đến giữa tháng 9 số ca mới giảm rất nhiều. Châu Phi số ca cũng giảm và nam và bắc châu lục này ghi nhận nhiều ca hơn trung Phi. Một số nước như Mali hay Chad trong top ca nhiễm bình quân đầu người rất thấp. Ở châu Đại Dương có New Zealand kiểm soát dịch tốt.
Tính đến hết tháng 9 năm 2021, thế giới đã trên 234 triệu ca nhiễm và gần 4,8 triệu tử vong. Tuần gần nhất đến hết tháng 9 số ca nhiễm mới và tử vong giảm 9% và 8% so với số liệu tuần trước. Tuy nhiên theo ngày số ca lên xuống không ổn định. Mỹ đứng đầu số ca nhiễm mới và tử vong mới trong tuần (một số ngày trên 2.000 tử vong/ngày). Có 45 nước có trên 10.000 ca nhiễm trong tuần, trong đó tăng nhanh nhất theo tỷ lệ % so với tuần trước là Romania, Ukraine ở châu Âu, Hàn Quốc và Singapore ở châu Á. Số ca giảm ở châu Á, châu Mỹ, châu Phi nhưng tăng ở châu Âu và châu Đại Dương. Tại châu Âu, trong số 9 nước nhiều ca nhất, ngoài Romania, Ukraine thì Serbia cũng có xu hướng tăng nhanh trở lại, Đức tuy có giảm nhẹ nhưng tử vong tăng so với tuần trước, dịch có xu hướng giảm ở Pháp, Ý, Tây Ban Nha nhưng còn nghiêm trọng ở Anh và Nga. Tại châu Á, hai nước số ca nhiều nhất là Thổ Nhĩ Kỳ (tăng nhẹ) và Ấn Độ (giảm đáng kể). Tại Đông Nam Á, số ca giảm so với tuần trước ở 7 trên 11 nước, chỉ tăng ở Singapore, Campuchia, Lào, Brunei. Trung Quốc, nước được dự đoán là tăng trưởng kinh tế cao hàng đầu thế giới năm 2021, vẫn được xem là chống dịch tốt khi cộng dồn từ đầu dịch số ca nhiễm trên dân số thấp thứ 6 thế giới, chỉ sau 5 nước dân số dưới 1 triệu, trong top 30 nước số ca nhiễm trên dân số thấp nhất chỉ có hai nước trên 100 triệu dân, ngoài Trung Quốc là Nigeria. Trung Quốc chỉ có 908 ca đang nhập viện, số liệu cuối tháng 9, xếp 156 thế giới. Theo Hãng tin Reuters công bố sáng 2-10, số ca tử vong vì COVID-19 trên thế giới đã vượt qua ngưỡng 5 triệu ca. Reuters cho thấy nếu mốc 2,5 triệu ca tử vong đầu tiên đã được ghi nhận trong hơn một năm kể từ khi bùng phát dịch, thì mốc 2,5 triệu ca tiếp theo được ghi nhận chỉ trong 236 ngày.
Tính đến 18 tháng 10, châu Á vẫn là khu vực có nhiều ca nhiễm nhất mặc dù châu Âu là nơi có ca tử vong lớn nhất. Trong một tuần gần nhất Mỹ, tiếp đến là Anh và Nga là các nước nhiều ca nhiễm mới nhất, trong khi Mỹ, Nga và Rumani là các nước đứng đầu số tử vong mới. Số ca nhiễm tiếp tục tăng khi so sánh với tuần trước ở châu Âu, nhưng giảm ở các châu lục và khu vực còn lại. Ở châu Âu, ngoài Anh và Nga, thì một số nước Trung Âu như Rumani, hay Ucraina, một số nước vùng Bantích, và Nam Âu (như Xécbia, Bungari, Hy Lạp) có xu hướng tăng lên, kể cả ở Ba Lan hay Hunggari, là những nước dịch ít nghiêm trọng hơn. Tại châu Á, dịch có xu hướng tăng nhanh ở vùng Cápca nhưng giảm ở nhiều khu vực khác. Ở Bắc Mỹ, 9/10 nước có số ca nhiễm trên tổng dân số cao nhất là các đảo quốc nhỏ ở vùng Caribê, nước còn lại là Mỹ xếp thứ 9, và Cuba nước đang giảm số ca xếp thứ 11. Tại Nam Mỹ, 4 nước có số ca nhiễm mới cao nhất thì Braxin, Vênêduê la, Colombia giảm, nhưng tăng ở Chile. Số ca và tử vong toàn cầu vẫn có xu hướng giảm xuống. Tính đến 18 tháng 10, có hơn 17,7 triệu người đang nhập viện, trong đó cao nhất là các nước Mỹ (gần 9,6 triệu), Anh (hơn 1,4 triệu), Nga (gần 800.000), Thổ Nhĩ Kỳ (gần 500.000), Mêhicô (hơn 355.000),... Việt Nam xếp thứ 29 thế giới về số người đang nhập viện. Tính đến hết tháng 10 năm 2021, cả thế giới đã có trên 247 triệu ca nhiễm, trên 5 triệu ca tử vong, và hiện tại hơn 18,3 triệu ca nhập viện. Mỹ đứng đầu về số ca nhập viện, hơn 9,3 triệu, tiếp đến là Anh với hơn 1,5 triệu và Nga hơn 0,9 triệu, tính đến 31 tháng 10. Trong tuần gần nhất số ca giảm 0,4% và tử vong tăng 2% khi so sánh với tuần trước. Nga đứng đầu thế giới về số tử vong trong tuần, với gần 8.000 tử vong, tiếp theo là Mỹ hơn 7.500 tử vong. Dịch có xu hướng tăng nhanh ở châu Âu, nhưng giảm ở các châu lục - khu vực còn lại. Trong số gần 3 triệu ca nhiễm mới trong tuần thì châu Âu là hơn 1,5 triệu, chiếm quá nửa. Nga, Ukraina, Rumani và Anh là các nước có nhiều ca nhiễm mới nhất trong tuần ở châu Âu. Nga một số ngày có trên 1000 tử vong / ngày và cao nhất thế giới tính theo ngày. Dịch cũng khá nghiêm trọng ở một số nước châu Á, bao gồm Việt Nam tăng 29% so với tuần trước, tại Singapore, Hàn Quốc hay tại một số nước vùng Cápca. Tại châu Mỹ, một số đảo quốc vùng Caribe tỷ lệ ca nhiễm theo đầu người còn cao nhưng có xu hướng giảm.
Tính đến 6 tháng 11 năm 2021, cả thế giới quá 250 triệu ca nhiễm, trên 5,06 triệu ca tử vong. Thời điểm hiện tại có hơn 18,6 triệu ca nhập viện, đứng đầu là Mỹ hơn 9,2 triệu nhập viện, Anh gần 1,6 triệu nhập viện, tiếp theo là Nga, Ucraina, Thổ Nhĩ Kỳ. Các nước Montenegro, Seychelles đang đứng đầu về số ca nhiễm bình quân theo đầu người, trong khi Peru sau đó là Bulgaria đứng đầu về số ca tử vong bình quân theo đầu người. Có 12 nước / vùng có ca nhiễm nhưng chưa ghi nhận tử vong đều rất ít dân, trong khi 10 nước có số tử vong bình quân đầu người thấp nhất thì 5 nước ở châu Phi, Trung Quốc, Lào, Butan ở châu Á, Niu Dilân và Vanuatu ở nam Thái Bình Dương. Trong tuần gần nhất tính đến 6 tháng 11, toàn thế giới số ca nhiễm mới tăng 2%, nhưng tử vong giảm 5%. Châu Âu tăng 9%, châu Phi tăng 0,6%, các châu lục khác số ca nhiễm trong vòng 7 ngày giảm so với 7 ngày trước đó. Châu Âu vẫn chiếm quá 50% số ca mới toàn cầu trong tuần, tăng nhanh ở nhiều nước như Nga, Đức, Ba Lan, Hà Lan, Séc, Áo, Hy Lạp...Tại Bắc Mỹ, Mỹ số ca giảm 7% trong tuần, Cuba giảm tới 39%. Tại Nam mỹ, Brazil tiếp tục giảm, nhưng Colombia và Ecuado tăng. Tại châu á, Việt Nam xếp ở vị trí thứ 5 trong tuần nhưng tăng tới 48% so với tuần trước, dịch đã xuất hiện trên tất cả các tỉnh thành. Xếp trên Việt Nam là Ấn Độ, Iran, Thái Lan đều giảm, còn Thổ Nhĩ Kỳ đứng đầu tăng 8%. Trung Quốc đứng đầu châu Á về tăng %, tới 59% nhưng số ca thực tế chỉ có 580 xếp 35 châu Á và không có tử vong. Xếp tiếp theo về tăng % là Việt Nam, sau đó là Lào, đảo Síp, Manđivơ  đều 39%. Tại châu Phi, trong số các nước trên 1.000 ca mới trong tuần chỉ Bốtxoana là tăng nhanh, châu Đại Dương chỉ Niu Dilân là tăng nhanh còn lại đều giảm. Tonga có ca nhiễm đầu tiên ngày 30 tháng 11.
Tính đến 22 tháng 11 năm 2021 trong tuần gần nhất số ca mắc tăng 10%, và tử vong tăng 0,6% so với số liệu tuần trước đó. Trong số hơn 3,8 triệu ca trong tuần của thế giới thì châu Âu hơn 2,3 triệu ca mắc, tăng hơn 17% so với số liệu tuần trước. Đức đứng đầu số ca mới ở châu Âu, và xếp thứ hai thế giới, chỉ sau Mỹ. Về tử vong trong số gần 50.000 tử vong trong tuần toàn cầu, châu Âu là gần 27.000 chiếm quá nửa. Nga đứng đầu thế giới số tử vong trong tuần, xếp trên Mỹ (vị trí thứ hai). Châu Á trong tuần giảm 5% khi so với tuần trước, trong top 10 châu Á chỉ Việt Nam tăng 19%, xếp thứ 5, còn lại giảm ở 9 nước khác, bao gồm Ấn Độ, Philippin, Thổ Nhĩ Kỳ, Iran, Thái Lan, Malaixia và 3 nước vùng Cápca. Tính riêng ngày 22 tháng 11 Việt Nam xếp thứ hai châu Á, 11 thế giới về số ca mắc mới, chỉ sau Thổ Nhĩ Kỳ một nước giáp châu Âu. Khu vực Đông Á và Đông Nam Á, ngoài Trung Quốc, Đài Loan, Hồng Kông có số ca rất thấp, thì Nhật Bản, Campuchia cũng được xem là khống chế dịch tốt, tuy nhiên một số nước khác như Hàn Quốc, Lào có xu hướng tăng. Các nước vùng Vịnh (UAE, Cata, Baranh...) số ca giảm xuống rất thấp, tương tự một số nước Nam Á như Bănglađét hay Pakistan... số ca giảm sâu. Nhiều nước Nam Mỹ và Trung Mỹ không chế dịch tốt, số ca giảm đáng kể ở nhiều nước Trung Mỹ, nhưng tại Mỹ trong tuần tăng 11%. Một số đảo quốc nhỏ vùng Caribê dịch còn nghiêm trọng. Châu Phi trong tuần giảm 5% còn châu Đại Dương tăng 3% bao gồm tăng ở cả Úc, Niu Dilân và Papua Niu Ghinê. Tính đến ngày 27 tháng 11 tuần gần nhất số ca nhiễm mới tăng 2% nhưng tử vong giảm 4% so với số liệu một tuần trước đó. Châu Âu vẫn là điểm nóng chiếm gần 2,5 triệu ca mắc mới trên tổng số hơn 3,8 triệu ca mắc mới toàn cầu. Mỹ vẫn đứng đầu thế giới số ca mắc mới nhưng giảm 31% so với tuần trước. Trừ Bắc Mỹ, còn các khu vực khác dịch đều tăng. Tại châu Á  trong top 10 trừ Thổ Nhĩ Kỳ, Việt Nam, Gióoc  đa ni, Hàn Quốc dịch vẫn tăng, còn dịch giảm ở 6 điểm nóng khác. Đáng chú ý là dịch giảm sâu ở một số nước tỷ lệ tiêm chủng thấp, như Ấn Độ tiêm đủ liều dưới 30% Indonesia mới có 33%, I rắc mới hơn 11%, Băng la đét hơn 21%, Pakistan hơn 22%, Nêpan hơn 27%, Mianma hơn 19%...(theo WHO).  Biến chủng mới B.1.1.529 xuất hiện lần đầu ở Nam Phi đang đe dọa nỗ lực dập dịch của thế giới.
Tính đến 30 tháng 11 năm 2021, có hơn 263 triệu ca mắc và  trên 5,2 triệu ca tử vong toàn cầu. Tuần gần nhất tính đến hết tháng 11, có gần 4 triệu ca mắc mới tăng 1% và tử vong hon 48.000 giảm 5% khi so sánh với số liệu tuần trước. Mỹ đứng đầu về số ca mắc mới, giảm 17%, Đức xếp  thứ hai tăng 12% khi so sánh với số liệu tuần trước. Châu Âu xếp đầu các khu vực với hơn 2,5 triệu ca mắc mới. Tại châu Á, Việt Nam đã xếp thứ hai châu lục chỉ sau Thổ Nhĩ Kỳ giáp châu Âu về số ca mắc trong tuần. Thổ Nhĩ Kỳ tăng 2% số ca mắc mới nhưng giảm 5% về tử vong, Việt Nam tăng 31% về ca mắc mới và tử vong tăng 34%. Trong top 10 châu Á số ca nhiễm mới, ngoài hai nước trên thì chỉ có Gióóc đa ni và Hàn Quốc là có số ca nhiễm mới là tăng khi so sánh với số liệu tuần trước. Lào là nước có số ca tăng gấp đôi nhanh nhất thế giới theo số liệu ngày 30 tháng 11 trên Niu Dilân và Bácbađô. Châu Phi là châu lục có số ca mắc mới tăng nhanh nhất trong tuần, tới 64%, trong đó Nam Phi là 309%. Tính đến 8 tháng 12, tuần gần nhất thế giới tăng 7% ca mắc và tăng 1% tử vong so với tuần trước. Châu Âu chiếm gần 2,6 triệu ca / hơn 4,3 triệu ca cả thế giới trong tuần. Châu Á số ca nhiễm và tử vong giảm 5% và 9% so với tuần trước, Việt Nam với gần 100.000 ca mắc mới và gần 1.500 tử vong xếp thứ hai châu Á về số ca mắc mới và hai châu Á về tử vong trong tuần, tăng 2% và 23% khi so với tuần trước, một số ngày lọt top 10 thế giới về số ca mắc mới và tử vong mới, xếp 32 thế giới về tổng ca nhiễm và tổng tử vong. Mỹ vẫn đứng đầu thế giới về số ca mắc mới trong tuần, trong khi châu Phi là khu vực tăng nhanh nhất về số ca mắc mới.
Tính đến 16 tháng 12 năm 2021 trong vòng 7 ngày gần nhất thế giới trên 4,375 triệu ca mắc mới và trên 48.200 tử vong mới, đứng đầu về ca mắc mới lần lượt là Mỹ, Anh, Pháp, Đức, Nga, Nam Phi, Tây Ban Nha, Ý, Ba Lan, Thổ Nhĩ Kỳ, Việt Nam, Hà Lan, Bỉ... Tử vong cao nhất lần lượt là Mỹ, Nga, Ucraina, Ba Lan, Đức,  Ấn Độ, Việt Nam, Mêhicô ,...Số ca mắc mới và tử vong mới của Việt Nam tăng lần lượt là 6% và 9%. Hai ngày 15 và 16 tháng 12 thế giới có tới hơn 726.000 và hơn 722.000 ca, là cao nhất tính từ đầu tháng 9 trở lại. Tính đến 22 tháng 12, trong vòng 7 ngày gần nhất thế giới tăng 15% số ca mắc và giảm 7% tử vong khi so sánh 7 ngày trước. Mỹ vẫn đứng đầu về ca mắc mới và tử vong mới, xếp thứ hai về ca mắc là Anh và tử vong là Nga (trong vòng 7 ngày). Dịch tiếp tục diễn biến phức tạp tại nhiều nước như Mỹ, Anh, Tây Ban Nha, Canada, Úc, một số nước châu Phi...Châu Á là khu vực duy nhất có số ca mắc giảm khi so sánh với tuần trước. Trong top 10 châu Á, dịch chỉ tăng ở 2 nước là Việt Nam xếp thứ hai và Libăng xếp thứ 10. Một số ngày Việt Nam đã vượt qua Thổ Nhĩ Kỳ về số ca nằm viện như ngày 21, Việt Nam có trên 381.000 nằm viện, Thổ Nhĩ Kỳ hơn 293.000, ngày 22 Việt Nam có trên 384.000 nhập viện, Thổ Nhĩ Kỳ là trên 289.000. Thế giới ngày 22 tháng 12 có trên 894.000 ca mắc mới, cao thứ ba tính theo ngày từ khi dịch bùng nổ, Việt Nam xếp 11, thứ hai châu Á và đứng đầu Đông Nam Á. Greenland có ca tử vong đầu tiên vào ngày 28 tháng 12. Trong ba ngày cuối năm 2021 lập kỷ lục số ca mắc tính theo ngày, ngày 29 và 31  trên 1,6 triệu ca, ngày 30 gần 1,9 triệu ca. Biến thể Omicron sau khi hoành hành ở nhiều nước châu Phi đã gây ra số ca cao kỷ lục ở nhiều nước như Mỹ, Anh, Pháp,..Ngày  30 tháng 12 Mỹ ghi nhận trên 572.000 ca mắc.
Tính   đến  hết năm 2021, tuần gần nhất toàn thế giới tăng 60% số ca mắc khi so sánh  với  tuần trước, nhưng giảm 9% về tử vong khi so với tuần trước. Trong tuần thế giới  hơn 8,9 triệu ca nhiễm và gần 42.000 tử vong. Dịch tăng nhanh ở Anh, Pháp, Ý,  Tây Ban Nha, Hy Lạp, Bồ Đào Nha, Đan Mạch, Ailen... ở châu Âu, Mỹ, Canada, Argentina... ở châu Mỹ, Thổ Nhĩ Kỳ,... ở châu Á, Úc ở châu Đại Dương...Việt Nam xếp thứ 15 thế giới về số ca mắc trong tuần nhưng về  tử vong xếp thứ 6 thế giới tính theo tuần, chỉ sau Mỹ, Nga,  Ba Lan, Ấn Độ, Đức. Việt Nam ghi nhận ngày 21/12 người từ Anh về Việt Nam nhiễm   biến chủng Omicron (B.1.1.529).Đây là ca đầu tiên biến chủng mới ở Việt Nam.
Tính đến hết 31 tháng 12 năm 2021 toàn thế giới đã có trên 288 triệu ca nhiễm, trên 5,425 triệu ca tử vong, hiện tại hơn 29,3 triệu  đang nằm viện, số liệu này là chưa đầy đủ. Mỹ vẫn đứng đầu về số ca nhiễm và tử vong, với hơn 55,6 triệu ca nhiễm và gần 847.000 tử vong. Dịch đã lan ra 222 quốc gia và vùng lãnh thổ. Ngày 20/12, Tổng Giám đốc Tổ chức Y tế Thế giới (WHO) Tedros Adhanom Ghebreyesus cho biết, hơn 3,3 triệu người đã tử vong vì Covid-19 trong năm 2021. Như vậy tử vong của năm 2021 là cao hơn 2020.Châu lục bị dịch nặng nhất là châu Âu. Theo số liệu của AFP tính đến ngày 1/1/2022, 52 quốc gia và vùng lãnh thổ ở châu Âu đã ghi nhận 100.074.753 ca nhiễm nCoV kể từ khi đại dịch khởi phát cuối năm 2019, tương đương hơn 1/3 trong tổng số 288.279.803 ca nhiễm trên toàn thế giới. Một số nước khu vực Bắc Âu trước bị ảnh hưởng ít hơn khi so với các khu vực khác của châu Âu, nhưng trong đợt dịch vào cuối năm này số ca tăng cao. Các khu vực bị ảnh hưởng nặng nhất trong hơn hai năm dịch ngoài châu Âu là châu Á và Bắc Mỹ (xem thêm ở dưới). Đáng chú ý là trong năm 2021 dịch bùng lên ở một số nước / vùng trong năm 2020 được xem là chống dịch tốt như Mông Cổ (đỉnh dịch trong tháng 9), Singapore (đỉnh dịch tháng 10), Đài Loan (thời gian ngắn tháng 6), Cuba  (đỉnh dịch tháng 8 và 9), Lào (đỉnh dịch tháng 12), Campuchia (đỉnh dịch tháng 7), Myanmar (đỉnh dịch tháng 7), Úc (đỉnh dịch cuối tháng 12), Việt Nam (đỉnh dịch tháng 9 và tháng 12, ngày 30 tháng 12 gần 20.000 ca mắc)...Một số nước nghèo ở châu Phi, Venezuela, Haiti, Nicaragua ở châu Mỹ, Bhutan ở Nam Á và Trung Quốc, Đài Loan, Hồng Kông, Macao vẫn được ghi nhận là ít bị dịch.  Trung Quốc nước đầu tiên bị dịch đến hết năm 2021 xếp 115 thế giới về số ca mắc và 83 thế giới về tử vong, từ tháng 5 năm 2021 không ghi nhận ca tử vong nào, tính cho đến cuối năm. Tanzania ít chia sẻ thông tin dịch (tuy nhiên một số ngày nước này công bố có vài nghìn ca mắc),  trong khi Bắc Triều Tiên và  Tuốcmênixtan cùng vài đảo quốc nhỏ Nam Thái Binh Dương không chia sẻ thông tin có ca mắc nào. Một số nước nhỏ chưa có ca tử vong. Một số nước đến cuối năm 2021 được cho là khống chế số ca mắc xuống rất thấp như Nhật Bản, Pakistan , Bănglađét, Nêpan, Indonesia, Campuchia, Myanma, Quata, Ôman, Baranh, Ảrập Xêút, Irắc, Cuba... cho dù các nước này từng trải qua số ca mắc hay số ca mắc trên tổng dân số cao trong năm 2020 hay một vài tháng 2021.  Việt Nam được xem là thăng hạng nhanh trong năm 2021, xếp 31 thế giới về ca mắc và 26 thế giới về tử vong tính đến hết  năm 2021. Tính tổng thể năm 2021 thế giới trải qua 4 đợt dịch lớn là tháng 1, tháng 4-5, tháng 8 và tháng 12. Trong đó đợt dịch tháng 12 nhiều ca mắc nhất nhưng tử vong không cao bằng ba đợt dịch lớn trước.
Hai tháng đầu năm 2022 dịch bệnh tiếp tục  rất nghiêm trọng trên  quy mô toàn thế giới. Hết tháng 2 thống kê chưa  đầy đủ đã có gần 440 triệu ca nhiễm và gần 6 triệu tử vong. Con số tử vong theo WHO có thể cao gấp 2-3 lần. Có những ngày lên tới hơn 3,8 triệu ca nhiễm trong ngày. Tử vong cũng tăng lên cao. Đến cuối tháng 2 dịch giảm ở nhiều nơi, bao gồm nhiều nước châu Âu và châu Mỹ, Trung, Nam và Tây Á, và vẫn được cho là ít nghiêm trọng ở hầu hết châu Phi. Tuy nhiên dịch vẫn nghiêm trọng và lây lan nhanh ở nhiều nước châu Á Thái Bình Dương, đặc biệt như Việt Nam (một số ngày trên 100.000 ca nhiễm cộng dồn, cao hàng top đầu thế giới, lan rộng khắp miền bắc...), Hàn  Quốc, Nhật Bản, Hồng Kông,  Brunây, Niu Di lân, Úc,... Còn Trung Quốc vẫn khống chế dịch tốt và một số nước Đông Nam Á dịch đã giảm sâu. Tính đến hết tháng 3 năm 2022 thế giới đã có trên 490 triệu ca nhiễm và trên 6,1 triệu tử vong, thống kê này là không đầy đủ do nhiều nguyên nhân bao gồm cả do thay đổi cách tính và công bố của một số quốc gia, tình hình chiến sự tại Ukraina khiến một số  ngày nước này không thể công bố...Dịch đã lan tới 225 quốc gia và vùng lãnh thổ (trong số này chỉ có 8 nước/vùng chưa ghi nhận tử vong, và vùng Niue là lãnh thổ mới nhất ghi nhận có ca nhiễm). Theo khu vực, châu Âu là khu vực có số ca nhiễm cao nhất, tiếp theo là châu Á.  Mỹ vẫn đứng đầu về số ca nhiễm và số ca tử vong (tử vong vượt 1 triệu). Tính đến 12 tháng 4, số liệu chưa đầy đủ, thế giới đã có hơn 500 triệu ca nhiễm và trên 6,2 triệu tử vong. Riêng khu vực Đông Nam Á, Việt Nam vẫn đứng đầu số ca nhiễm và thường xuyên top đầu thế giới số ca nhập viện. Nauru là quốc gia mới nhất có dịch. Nghiên cứu của Viện Đo lường và đánh giá sức khỏe (IHME) thuộc Đại học Washington (Mỹ) công bố trên tạp chí The Lancet khi phân tích dữ liệu của 190 quốc gia và vùng lãnh thổ, đưa ra số ca mắc đến giữa tháng 11-2021, ước tính có 3,39 tỉ người đã nhiễm virus SARS-CoV-2 ít nhất một lần, tương đương với khoảng 44% dân số thế giới. Đáng chú ý, con số ước tính này chỉ được đưa ra vào thời điểm trước khi biến thể Omicron có khả năng lây lan mạnh xuất hiện. Tính đến hết tháng 4, thống kê chưa đầy đủ, thế giới đã có trên 513 triệu ca nhiễm và trên 6,2 triệu tử vong. Đến cuối tháng 4 năm 2022 số ca nhiễm và tử vong có xu hướng giảm trên toàn cầu, tuy nhiên một số nước như Trung Quốc hay Đài Loan,... lại có xu hướng nghiêm trọng hơn trước. Việt Nam xếp 12 thế giới về ca nhiễm và 24 thế giới về tử vong, theo thống kê chưa đầy đủ, số ca nhiễm mới và tử vong giảm, nhưng số ca nhập viện vẫn cao so với thế giới.
Triều Tiên ngày 12 tháng 5 năm 2022 lần đầu tiên thừa nhận có dịch bệnh và đã có tử vong, như vậy chỉ còn hai nước là Turkmenistan và Tuvalu cùng với hai lãnh thổ nhỏ nam Thái Bình Dương chưa công bố có dịch. Tính đến 17 tháng 5, Triều Tiên đã vươn lên xếp 49 thế giới về số ca nhiễm, theo worldometers.  Theo CDC Mỹ, công bố vào ngày 26/4, đến tháng 2/2022, 58% dân số Mỹ (tương đương khoảng hơn 190 triệu người) đã nhiễm virus SARS-CoV-2. Theo báo New York Times 18 tháng 4 năm 2022, Số tử vong thực tế do COVID-19 toàn cầu có thể lên đến 15 triệu ca, WHO cho biết trong số khoảng 9 triệu ca tử vong bổ sung so với dữ liệu báo cáo chính thức, khoảng 1/3 được cho là ở Ấn Độ, theo đó tổng số ca tử vong vì COVID-19 tại quốc gia Nam Á có thể ở mức ít nhất 4 triệu ca, cao nhất thế giới. Theo cách tính mới của WHO, ngoài Ấn Độ, một số nước khác như Nga, Trung Quốc, Ai Cập và Indonesia cũng được cho là có số liệu tử vong vì COVID-19 trên thực tế cao hơn so với báo cáo. WHO ngày 5 tháng 5 năm 2022 ước tính đại dịch Covid-19 đã giết gần 15 triệu người trong năm 2020 và 2021, gấp ba lần báo cáo của các quốc gia và khu vực. Theo WHO, 84% ca tử vong quá mức tập trung ở Đông Nam Á, châu Âu và châu Mỹ. Mặc dù lấy con số 14,9 triệu, WHO cũng cho số liệu dao động từ khoảng 13,3 triệu đến 16,6 triệu. Số tử vong này ngoài tử vong trực tiếp do Covid, còn có tử vong gián tiếp do tác động của đại dịch đối với hệ thống y tế và xã hội như là do hệ thống y tế quá tải nên nhiều người không thể được tiếp cận phòng và chăm sóc sức khỏe. Do đó một số nước sẽ có con số âm, vì dịch bệnh đã khiến giảm nguyên nhân chết vì các lý do khác. Số liệu này cũng nhằm phản ánh nhiều quốc gia vẫn thiếu năng lực để giám sát tử vong đáng tin cậy.
Theo WHO, Tổng tử vong vượt mức từ ngày 1 tháng 1 năm 2020 đến ngày 31 tháng 12 năm 2021 cho từng khu vực y tế của WHO: châu Phi 1,25 triệu, châu Mỹ 3,23 triệu, Đông Địa Trung Hải  1,08 triệu, châu Âu 3,25 triệu, Đông và Nam Á 5,99 triệu, Tây Thái Bình Dương 0,12 triệu. Các nước nhiều tử vong nhất vượt mức theo WHO (cách tính mới) bao gồm Ấn Độ gần 4,73 triệu, Nga hơn 1 triệu, Indonesia 1 triệu, Mỹ gần 933.000, Brazil hơn 681.000, Mexico gần 626.000, Peru gần 290.000, Thổ Nhĩ Kỳ hơn 264.000, Ai Cập gần 252.000, Nam Phi gần 239.000... Sau khi WHO công bố báo cáo, Chính phủ Ấn Độ đã phản đối phương pháp được sử dụng để ước tính tỷ lệ tử vong vượt mức trong khi Phe đối lập do Rahul Gandhi lãnh đạo trước đó đã tấn công chính phủ vì đã báo cáo thiếu chặt chẽ về những cái chết ở Ấn Độ...  Dịch bệnh đã đưa đến suy giảm kinh tế toàn cầu trong năm 2020, có xu hướng phục hồi năm 2021 nhưng năm 2022 là khó đoán. Nó cũng dẫn đến nhiều sự thay đổi chính trị như thất cử của tổng thống Mỹ, từ chức của thủ tướng Nhật, hay thay đổi nhân sự cấp cao ở nhiều nước khác, và nhiều vụ án tham nhũng bị phanh phui có liên quan đến dịch bệnh, cũng như ghi nhận bất ổn chính trị ở một số nước ít nhiều có liên quan đến dịch bệnh hay khủng hoảng kinh tế do dịch bệnh. Dịch bệnh năm 2022 buộc Trung Quốc phải tạm thời hoãn tổ chức các sự kiện thể thao lớn như Asiad 2022 hay vòng chung kết Asian Cup 2023. Dự báo của IMF tháng 4 năm 2022 tăng trưởng kinh tế Trung Quốc năm 2022 chỉ là 4,4% (năm 2021 tăng trưởng của nước này là 8,1%, trong khi Ấn Độ là 8,9%, Mỹ là 5,7%, Euro (Khu vực đồng euro) là 5,3%, toàn cầu là 6,1%, của Việt Nam theo nhà nước là ước 2,58%) trong khi dự báo tăng trưởng toàn cầu 2022 là 3,6%, Mỹ là 3,7%.
Tính đến hết 31/12/2022, theo trang worldometers, thế giới có gần 665 triệu ca nhiễm và gần 6,7 triệu tử vong. Số liệu này được cho là còn nhiều thiếu sót. Có 229 quốc gia và vùng lãnh thổ có dịch, gần nhất là Tokelau tháng 12 năm 2022 (trước đó là Tuvalu và quần đảo  Pitcairn). Quốc gia duy nhất chưa công bố có dịch là Turkmenistan. Chỉ có 6 quốc gia và vùng lãnh thổ nhỏ có dịch nhưng chưa ghi nhận tử vong. Theo trang worldometers thì đỉnh dịch là vào tháng 1 năm 2022. Tuy nhiên đến cuối năm 2022 dịch bùng lên ở một số quốc gia, bao gồm cả Trung Quốc.
Đến 31/12/20 có 1 Tổng thống, 2 Thủ tướng, 2 Chủ tịch Quốc hội ở châu Phi, 2 Thủ tướng, 4 Chủ tịch Quốc hội ở châu Á, 4 Tổng thống, 1 Ông hoàng, 7 Thủ tướng, 4 Chủ tịch Quốc hội ở châu Âu, 4 Tổng thống, 1 Thủ tướng, 1 Chủ tịch Quốc hội ở Bắc Mỹ, 2 Tổng thống, 5 Chủ tịch Quốc hội ở Nam Mỹ mắc Covid,  có 1 Thủ tướng tử vong, một số cựu Tổng thống, Thủ tướng, Chủ tịch Quốc hội một số nước tử vong (xem danh sách ở dưới).

## Bản đồ

### Tổng số ca
Bản đồ thế giới hiển thị tổng số trường hợp đã xác nhận và tổng số trường hợp được xác nhận trên một triệu, theo quốc gia. Dữ liệu được lấy từ Kho dữ liệu COVID-19 của Trung tâm Khoa học và Kỹ thuật Hệ thống (CSSE) tại Đại học Johns Hopkins.
- Tổng số trường hợp được xác nhận theo quốc gia.[7][note 2][note 3] Xem ngày tải lên mới nhất tại nguồn Commons.
- Ca nhiễm trên 1 triệu đã được xác nhận theo quốc gia.[8][note 2][note 3] Xem ngày tải lên mới nhất tại nguồn Commons.

### Tổng số ca tử vong
Dữ liệu được lấy từ Kho dữ liệu COVID-19 của Trung tâm Khoa học và Kỹ thuật Hệ thống (CSSE) tại Đại học Johns Hopkins.
| Bản đồ tổng số người chết được xác nhận trên một triệu người theo quốc gia. |
|                                                                             |
| Xem ngày tải lên mới nhất tại nguồn Commons.                                |

| MBản đồ tổng số người chết được xác nhận theo quốc gia. |
|                                                         |
| Xem ngày tải lên mới nhất tại nguồn Commons.            |

### Ca tử vong mỗi ngày
Dữ liệu cho bản đồ và biểu đồ được lấy từ Kho dữ liệu COVID-19 của Trung tâm Khoa học và Kỹ thuật Hệ thống (CSSE) tại Đại học Johns Hopkins. Rolling 7-day average.
| Bản đồ số ca tử vong mới được xác nhận hàng ngày trên một triệu người theo quốc gia. |
|                                                                                      |
| Xem ngày tải lên mới nhất tại nguồn Commons.                                         |

| Graph of daily new confirmed deaths worldwide per million people. |
|                                                                   |
| Xem ngày tại dòng thời gian ở phía dưới.                          |

| Graph showing the daily count of new confirmed deaths worldwide. |
|                                                                  |
| Xem ngày tại dòng thời gian ở phía dưới.                         |

### Tổng số lượt tiêm chủng
Dữ liệu được thu thập từ Our World in Data trong dữ liệu từ các số liệu có thể xác minh được dựa trên các nguồn chính thức công khai.
| Tỷ lệ dân số được tiêm chủng đầy đủ COVID-19 theo quốc gia so với dân số của quốc gia đó. |
|                                                                                           |
| Xem ngày ở cuối bản đồ.                                                                   |

| Tỷ lệ dân số đã được tiêm ít nhất một liều vắc-xin COVID-19 theo quốc gia so với dân số của quốc gia đó. |
| |
| Xem ngày ở cuối bản đồ.                                                                                  |

| Liều lượng vắc xin COVID-19 được tiêm trên 100 người theo quốc gia. |
|                                                                     |
| Xem ngày ở cuối bản đồ.                                             |

## Thống kê

### Tổng số ca mắc, tử vong và tỷ lệ tử vong theo từng quốc gia (Our World in Data)
Bảng được cập nhật tự động vào ngày 6 tháng 8 2025. Nguồn dữ liệu từ Our World in Data.
Xem Tỷ lệ tử vong do đại dịch COVID-19 theo quốc gia để có một bảng mở rộng nhiều thông tin hơn.
Tất cả các cột là tích lũy. "Tử vong/triệu" là số người chết trên một triệu người.
|                                                   | Thế giới                                    | 891   | 7.098.256 | 778.344.590 |
| Perú                                              | Peru                                        | 6.603 | 221.058   | 4.532.664   |
| Bulgaria                                          | Bulgaria                                    | 5.679 | 38.765    | 1.338.490   |
| Bắc Macedonia                                     | Bắc Macedonia                               | 5.429 | 9.991     | 352.093     |
| Bosna và Hercegovina                              | Bosna và Hercegovina                        | 5.119 | 16.406    | 404.287     |
| Hungary                                           | Hungary                                     | 5.072 | 49.124    | 2.238.059   |
| Croatia                                           | Croatia                                     | 4.807 | 18.784    | 1.357.359   |
| Slovenia                                          | Slovenia                                    | 4.687 | 9.914     | 1.363.345   |
| Gruzia                                            | Gruzia                                      | 4.519 | 17.151    | 1.864.383   |
| Montenegro                                        | Montenegro                                  | 4.318 | 2.654     | 251.280     |
| Séc                                               | Cộng hòa Séc                                | 4.105 | 43.816    | 4.833.778   |
| Latvia                                            | Latvia                                      | 4.047 | 7.613     | 977.782     |
| Moldova                                           | Moldova                                     | 4.040 | 12.284    | 651.074     |
| Slovakia                                          | Slovakia                                    | 3.888 | 21.282    | 1.886.074   |
| Hy Lạp                                            | Hy Lạp                                      | 3.849 | 40.080    | 5.781.348   |
| San Marino                                        | San Marino                                  | 3.698 | 126       | 25.292      |
| România                                           | România                                     | 3.598 | 68.965    | 3.570.231   |
| Hoa Kỳ                                            | Hoa Kỳ                                      | 3.588 | 1.225.706 | 103.436.829 |
| Litva                                             | Litva                                       | 3.508 | 9.884     | 1.427.062   |
| Vương quốc Liên hiệp Anh và Bắc Ireland           | Vương quốc Anh                              | 3.404 | 232.112   | 25.060.111  |
| Brasil                                            | Brasil                                      | 3.342 | 702.986   | 37.755.316  |
| Ý                                                 | Ý                                           | 3.329 | 198.523   | 26.968.605  |
| Chile                                             | Chile                                       | 3.298 | 64.497    | 5.410.169   |
| Martinique                                        | Martinique                                  | 3.159 | 1.104     | 230.354     |
| Ba Lan                                            | Ba Lan                                      | 3.151 | 120.981   | 6.781.741   |
| Armenia                                           | Armenia                                     | 3.049 | 8.785     | 454.363     |
| Gibraltar                                         | Gibraltar                                   | 3.006 | 113       | 20.550      |
| Bỉ                                                | Bỉ                                          | 2.949 | 34.339    | 4.897.620   |
| Paraguay                                          | Paraguay                                    | 2.940 | 19.880    | 735.759     |
| Trinidad và Tobago                                | Trinidad và Tobago                          | 2.934 | 4.390     | 191.496     |
| Argentina                                         | Argentina                                   | 2.880 | 130.782   | 10.113.670  |
| Liên minh châu Âu                                 | châu Âu                                     | 2.827 | 1.268.557 | 186.633.043 |
| Bồ Đào Nha                                        | Bồ Đào Nha                                  | 2.811 | 29.283    | 5.671.586   |
| Nga                                               | Nga                                         | 2.777 | 404.290   | 24.901.467  |
| Colombia                                          | Colombia                                    | 2.759 | 142.782   | 6.399.563   |
| Thụy Điển                                         | Thụy Điển                                   | 2.747 | 28.818    | 2.776.517   |
| Aruba                                             | Aruba                                       | 2.710 | 292       | 44.224      |
| Ukraina                                           | Ukraina                                     | 2.677 | 109.925   | 5.543.759   |
| Serbia                                            | Serbia                                      | 2.658 | 18.057    | 2.567.965   |
| Guadeloupe                                        | Guadeloupe                                  | 2.654 | 1.021     | 203.235     |
| Pháp                                              | Pháp                                        | 2.616 | 168.162   | 39.041.914  |
| México                                            | México                                      | 2.604 | 334.974   | 7.628.171   |
| Bermuda                                           | Bermuda                                     | 2.548 | 165       | 18.860      |
| Tây Ban Nha                                       | Tây Ban Nha                                 | 2.547 | 121.852   | 13.980.340  |
| Guam                                              | Guam                                        | 2.537 | 419       | 52.287      |
| Áo                                                | Áo                                          | 2.485 | 22.534    | 6.083.153   |
| Tunisia                                           | Tunisia                                     | 2.427 | 29.423    | 1.153.361   |
| Estonia                                           | Estonia                                     | 2.333 | 3.150     | 614.816     |
| Polynésie thuộc Pháp                              | Polynesia thuộc Pháp                        | 2.318 | 650       | 79.451      |
| Saint Lucia                                       | Saint Lucia                                 | 2.293 | 410       | 30.248      |
| Uruguay                                           | Uruguay                                     | 2.269 | 7.695     | 1.042.815   |
| Liechtenstein                                     | Liechtenstein                               | 2.265 | 89        | 21.624      |
| Suriname                                          | Suriname                                    | 2.256 | 1.406     | 82.515      |
| Sint Maarten                                      | Sint Maarten                                | 2.184 | 92        | 11.051      |
| Bahamas                                           | Bahamas                                     | 2.135 | 849       | 39.127      |
| Barbados                                          | Barbados                                    | 2.100 | 593       | 108.921     |
| Đức                                               | Đức                                         | 2.080 | 174.979   | 38.437.870  |
| Phần Lan                                          | Phần Lan                                    | 2.058 | 11.466    | 1.512.347   |
| Grenada                                           | Grenada                                     | 2.036 | 238       | 19.693      |
| Ecuador                                           | Ecuador                                     | 2.023 | 36.060    | 1.080.371   |
| Panamá                                            | Panama                                      | 1.999 | 8.799     | 1.045.458   |
| Andorra                                           | Andorra                                     | 1.995 | 159       | 48.015      |
| Malta                                             | Malta                                       | 1.971 | 1.041     | 124.346     |
| Cộng hòa Ireland                                  | Ireland                                     | 1.925 | 9.840     | 1.757.269   |
| Liban                                             | Liban                                       | 1.905 | 10.947    | 1.239.904   |
| Kosovo                                            | Kosovo                                      | 1.869 | 3.212     | 274.279     |
| Bolivia                                           | Bolivia                                     | 1.853 | 22.389    | 1.212.173   |
| Costa Rica                                        | Costa Rica                                  | 1.847 | 9.386     | 1.238.916   |
| Puerto Rico                                       | Puerto Rico                                 | 1.832 | 5.938     | 1.252.713   |
| Montserrat                                        | Montserrat                                  | 1.806 | 8         | 1.403       |
| Hồng Kông                                         | Hồng Kông                                   | 1.798 | 13.466    | 2.876.106   |
| Monaco                                            | Monaco                                      | 1.722 | 67        | 17.181      |
| Belize                                            | Belize                                      | 1.708 | 688       | 71.482      |
| Đan Mạch                                          | Đan Mạch                                    | 1.696 | 10.012    | 3.447.873   |
| Quần đảo Virgin thuộc Anh                         | Quần đảo Virgin thuộc Anh                   | 1.671 | 64        | 7.652       |
| Curaçao                                           | Curaçao                                     | 1.645 | 305       | 45.883      |
| Cộng hòa Nam Phi                                  | Nam Phi                                     | 1.644 | 102.595   | 4.072.974   |
| Iran                                              | Iran                                        | 1.640 | 146.837   | 7.627.863   |
| Thụy Sĩ                                           | Thụy Sĩ                                     | 1.611 | 14.170    | 4.479.378   |
| Guyana                                            | Guyana                                      | 1.596 | 1.312     | 75.479      |
| Bản mẫu:Country data Collectivity of Saint Martin | Saint Martin                                | 1.594 | 46        | 12.324      |
| Antigua và Barbuda                                | Antigua và Barbuda                          | 1.573 | 146       | 9.106       |
| Jersey                                            | Jersey                                      | 1.556 | 161       | 66.391      |
| Luxembourg                                        | Luxembourg                                  | 1.530 | 1.000     | 398.269     |
| Quần đảo Virgin thuộc Mỹ                          | United States Virgin Islands                | 1.526 | 132       | 25.389      |
| Cộng hòa Síp                                      | Síp                                         | 1.450 | 1.364     | 713.897     |
| Caribe Hà Lan                                     | Caribbean Hà Lan                            | 1.433 | 41        | 11.922      |
| Canada                                            | Canada                                      | 1.424 | 55.282    | 4.819.055   |
| Namibia                                           | Namibia                                     | 1.422 | 4.110     | 172.557     |
| Israel                                            | Israel                                      | 1.395 | 12.707    | 4.841.558   |
| Guyane thuộc Pháp                                 | Guiana thuộc Pháp                           | 1.384 | 413       | 98.041      |
| Đảo Man                                           | Isle of Man                                 | 1.379 | 116       | 38.008      |
| Seychelles                                        | Seychelles                                  | 1.370 | 172       | 51.899      |
| Hà Lan                                            | Hà Lan                                      | 1.283 | 22.986    | 8.651.352   |
| Jamaica                                           | Jamaica                                     | 1.277 | 3.628     | 157.604     |
| Albania                                           | Albania                                     | 1.276 | 3.608     | 337.198     |
| Jordan                                            | Jordan                                      | 1.254 | 14.122    | 1.746.997   |
| Saint Vincent và Grenadines                       | Saint Vincent và Grenadines                 | 1.215 | 124       | 9.674       |
| Eswatini                                          | Eswatini                                    | 1.170 | 1.427     | 75.356      |
| Thổ Nhĩ Kỳ                                        | Thổ Nhĩ Kỳ                                  | 1.164 | 101.419   | 17.004.718  |
| Botswana                                          | Botswana                                    | 1.148 | 2.801     | 330.699     |
| Guatemala                                         | Guatemala                                   | 1.132 | 20.205    | 1.253.386   |
| Dominica                                          | Dominica                                    | 1.107 | 74        | 16.047      |
| Nouvelle-Calédonie                                | New Caledonia                               | 1.093 | 314       | 80.203      |
| Malaysia                                          | Malaysia                                    | 1.076 | 37.351    | 5.329.836   |
| Nhà nước Palestine                                | Palestine                                   | 1.075 | 5.708     | 703.228     |
| Honduras                                          | Honduras                                    | 1.062 | 11.114    | 472.981     |
| Réunion                                           | Réunion                                     | 1.056 | 921       | 494.595     |
| Guernsey                                          | Guernsey                                    | 1.051 | 67        | 35.326      |
| Na Uy                                             | Na Uy                                       | 1.050 | 5.732     | 1.539.178   |
| Azerbaijan                                        | Azerbaijan                                  | 1.005 | 10.353    | 836.510     |
| Bahrain                                           | Bahrain                                     | 1.001 | 1.536     | 696.614     |
| Saint Kitts và Nevis                              | Saint Kitts và Nevis                        | 985   | 46        | 6.607       |
| Oman                                              | Oman                                        | 978   | 4.628     | 399.449     |
| Úc                                                | Úc                                          | 963   | 25.236    | 11.861.161  |
| Fiji                                              | Fiji                                        | 962   | 885       | 69.047      |
| Kazakhstan                                        | Kazakhstan                                  | 951   | 19.072    | 1.504.370   |
| Quần đảo Turks và Caicos                          | Quần đảo Turks và Caicos                    | 894   | 41        | 6.911       |
| Libya                                             | Libya                                       | 891   | 6.437     | 507.269     |
| Quần đảo Bắc Mariana                              | Quần đảo Bắc Mariana                        | 890   | 41        | 14.985      |
| New Zealand                                       | New Zealand                                 | 884   | 4.538     | 2.668.236   |
| Anguilla                                          | Anguilla                                    | 847   | 12        | 3.904       |
| Mauritius                                         | Mauritius                                   | 841   | 1.074     | 332.068     |
| Cabo Verde                                        | Cabo Verde                                  | 802   | 417       | 64.474      |
| Wallis và Futuna                                  | Wallis và Futuna                            | 785   | 9         | 3.760       |
| Belarus                                           | Belarus                                     | 775   | 7.118     | 994.052     |
| Cuba                                              | Cuba                                        | 771   | 8.530     | 1.113.720   |
| Sri Lanka                                         | Sri Lanka                                   | 740   | 16.907    | 672.812     |
| Đài Loan                                          | Đài Loan                                    | 739   | 17.672    | 9.970.937   |
| Samoa thuộc Mỹ                                    | American Samoa                              | 703   | 34        | 8.359       |
| Hàn Quốc                                          | Hàn Quốc                                    | 693   | 35.934    | 34.571.873  |
| El Salvador                                       | El Salvador                                 | 673   | 4.230     | 202.029     |
| Mông Cổ                                           | Mông Cổ                                     | 630   | 2.136     | 1.011.489   |
| Mayotte                                           | Mayotte                                     | 612   | 187       | 42.027      |
| Maldives                                          | Maldives                                    | 602   | 316       | 186.694     |
| Nhật Bản                                          | Nhật Bản                                    | 597   | 74.694    | 33.803.572  |
| Philippines                                       | Philippines                                 | 586   | 66.864    | 4.173.631   |
| Indonesia                                         | Indonesia                                   | 581   | 162.059   | 6.830.274   |
| Liên bang Micronesia                              | Liên bang Micronesia                        | 579   | 65        | 31.765      |
| Iraq                                              | Iraq                                        | 575   | 25.375    | 2.465.545   |
| Palau                                             | Palau                                       | 563   | 10        | 6.372       |
| Kuwait                                            | Kuwait                                      | 559   | 2.570     | 667.290     |
| Quần đảo Faroe                                    | Quần đảo Faroe                              | 518   | 28        | 34.658      |
| Quần đảo Cayman                                   | Quần đảo Cayman                             | 517   | 37        | 31.472      |
| Iceland                                           | Iceland                                     | 489   | 186       | 210.916     |
| Thái Lan                                          | Thái Lan                                    | 487   | 34.980    | 5.384.888   |
| Saint-Barthélemy                                  | Saint Barthélemy                            | 458   | 5         | 5.507       |
| Maroc                                             | Maroc                                       | 436   | 16.305    | 1.279.115   |
| Việt Nam                                          | Việt Nam                                    | 433   | 43.206    | 11.624.000  |
| Quần đảo Marshall                                 | Quần đảo Marshall                           | 424   | 17        | 16.297      |
| Nepal                                             | Nepal                                       | 404   | 12.033    | 1.003.826   |
| Brunei                                            | Brunei                                      | 399   | 182       | 350.550     |
| Cộng hòa Dominica                                 | Cộng hòa Dominica                           | 390   | 4.384     | 661.103     |
| Greenland                                         | Greenland                                   | 375   | 21        | 11.971      |
| Ấn Độ                                             | Ấn Độ                                       | 374   | 533.825   | 45.055.713  |
| Myanmar                                           | Myanmar                                     | 362   | 19.494    | 643.397     |
| Singapore                                         | Singapore                                   | 358   | 2.024     | 3.006.155   |
| Zimbabwe                                          | Zimbabwe                                    | 357   | 5.740     | 266.434     |
| São Tomé và Príncipe                              | São Tomé và Príncipe                        | 353   | 80        | 6.771       |
| Saint-Pierre và Miquelon                          | Saint Pierre và Miquelon                    | 349   | 2         | 3.426       |
| Lesotho                                           | Lesotho                                     | 310   | 709       | 36.140      |
| Ả Rập Xê Út                                       | Ả Rập Xê Út                                 | 299   | 9.646     | 841.469     |
| Quần đảo Solomon                                  | Quần đảo Solomon                            | 254   | 199       | 25.954      |
| Qatar                                             | Qatar                                       | 238   | 690       | 514.524     |
| Các Tiểu vương quốc Ả Rập Thống nhất              | Các Tiểu vương quốc Ả Rập Thống nhất        | 229   | 2.349     | 1.067.030   |
| Ai Cập                                            | Ai Cập                                      | 220   | 24.830    | 516.023     |
| Venezuela                                         | Venezuela                                   | 207   | 5.856     | 552.743     |
| Mauritanie                                        | Mauritanie                                  | 204   | 997       | 63.891      |
| Zambia                                            | Zambia                                      | 202   | 4.078     | 349.892     |
| Afghanistan                                       | Afghanistan                                 | 197   | 7.998     | 235.214     |
| Comoros                                           | Comoros                                     | 193   | 161       | 9.109       |
| Kiribati                                          | Kiribati                                    | 183   | 24        | 5.085       |
| Campuchia                                         | Campuchia                                   | 177   | 3.056     | 139.326     |
| Bangladesh                                        | Bangladesh                                  | 174   | 29.526    | 2.052.246   |
| Ma Cao                                            | Ma Cao                                      | 174   | 121       | 3.514       |
| Djibouti                                          | Djibouti                                    | 166   | 189       | 15.690      |
| Algérie                                           | Algérie                                     | 151   | 6.881     | 272.370     |
| Kyrgyzstan                                        | Kyrgyzstan                                  | 147   | 1.024     | 88.953      |
| Samoa                                             | Samoa                                       | 144   | 31        | 17.057      |
| Gambia                                            | Gambia                                      | 141   | 372       | 12.627      |
| Syria                                             | Syria                                       | 140   | 3.163     | 57.423      |
| Quần đảo Cook                                     | Quần đảo Cook                               | 135   | 2         | 7.375       |
| Malawi                                            | Malawi                                      | 130   | 2.686     | 89.168      |
| Gabon                                             | Gabon                                       | 126   | 307       | 49.069      |
| Pakistan                                          | Pakistan                                    | 125   | 30.656    | 1.580.631   |
| Tonga                                             | Tonga                                       | 123   | 13        | 16.992      |
| Sénégal                                           | Sénégal                                     | 111   | 1.972     | 89.385      |
| Rwanda                                            | Rwanda                                      | 107   | 1.468     | 133.268     |
| Kenya                                             | Kenya                                       | 104   | 5.689     | 344.136     |
| Sudan                                             | Sudan                                       | 102   | 5.046     | 63.993      |
| Guinea Xích Đạo                                   | Guinea Xích Đạo                             | 101   | 183       | 17.130      |
| Đông Timor                                        | Đông Timor                                  | 100   | 138       | 23.460      |
| Tuvalu                                            | Tuvalu                                      | 100   | 1         | 2.943       |
| Lào                                               | Lào                                         | 88    | 671       | 219.060     |
| Trung Quốc                                        | Trung Quốc                                  | 85    | 122.398   | 99.381.761  |
| Nauru                                             | Nauru                                       | 84    | 1         | 5.393       |
| Guiné-Bissau                                      | Guiné-Bissau                                | 84    | 177       | 9.614       |
| Uganda                                            | Uganda                                      | 76    | 3.632     | 172.206     |
| Somalia                                           | Somalia                                     | 76    | 1.361     | 27.334      |
| Haiti                                             | Haiti                                       | 74    | 860       | 34.797      |
| Cameroon                                          | Cameroon                                    | 71    | 1.974     | 125.311     |
| Mozambique                                        | Mozambique                                  | 68    | 2.252     | 233.909     |
| Papua New Guinea                                  | Papua New Guinea                            | 65    | 670       | 46.864      |
| Cộng hòa Congo                                    | Cộng hòa Congo                              | 64    | 389       | 25.234      |
| Ethiopia                                          | Ethiopia                                    | 60    | 7.574     | 501.317     |
| Yemen                                             | Yemen                                       | 56    | 2.159     | 11.945      |
| Liberia                                           | Liberia                                     | 54    | 294       | 8.090       |
| Angola                                            | Angola                                      | 54    | 1.937     | 107.487     |
| Madagascar                                        | Madagascar                                  | 46    | 1.428     | 68.692      |
| Vanuatu                                           | Vanuatu                                     | 44    | 14        | 12.019      |
| Ghana                                             | Ghana                                       | 44    | 1.463     | 172.701     |
| Nicaragua                                         | Nicaragua                                   | 36    | 245       | 16.398      |
| Guinée                                            | Guinée                                      | 33    | 468       | 38.593      |
| Mali                                              | Mali                                        | 32    | 743       | 33.197      |
| Togo                                              | Togo                                        | 31    | 290       | 39.553      |
| Eritrea                                           | Eritrea                                     | 30    | 103       | 10.189      |
| Uzbekistan                                        | Uzbekistan                                  | 29    | 1.016     | 175.119     |
| Bờ Biển Ngà                                       | Bờ Biển Ngà                                 | 27    | 835       | 88.434      |
| Bhutan                                            | Bhutan                                      | 26    | 21        | 63.075      |
| Cộng hòa Trung Phi                                | Cộng hòa Trung Phi                          | 22    | 113       | 15.486      |
| Burkina Faso                                      | Burkina Faso                                | 17    | 400       | 22.213      |
| Sierra Leone                                      | Sierra Leone                                | 15    | 126       | 7.985       |
| Cộng hòa Dân chủ Congo                            | Cộng hòa Dân chủ Congo                      | 14    | 1.474     | 101.010     |
| Nigeria                                           | Nigeria                                     | 14    | 3.155     | 267.215     |
| Nam Sudan                                         | Nam Sudan                                   | 13    | 147       | 18.873      |
| Tanzania                                          | Tanzania                                    | 13    | 846       | 43.545      |
| Niger                                             | Niger                                       | 12    | 315       | 9.573       |
| Tajikistan                                        | Tajikistan                                  | 12    | 125       | 17.786      |
| Bénin                                             | Bénin                                       | 11    | 163       | 28.036      |
| Tchad                                             | Tchad                                       | 10    | 194       | 7.702       |
| Burundi                                           | Burundi                                     | 1     | 15        | 54.569      |
| Quần đảo Pitcairn                                 | Quần đảo Pitcairn                           | 0     | 0         | 4           |
| Quần đảo Falkland                                 | Quần đảo Falkland                           | 0     | 0         | 1.923       |
| Niue                                              | Niue                                        | 0     | 0         | 1.092       |
| Cộng hòa Dân chủ Nhân dân Triều Tiên              | Triều Tiên                                  | 0     | 0         | 0           |
| Turkmenistan                                      | Turkmenistan                                | 0     | 0         | 0           |
| Tokelau                                           | Tokelau                                     | 0     | 0         | 80          |
| Thành Vatican                                     | Thành Vatican                               | 0     | 0         | 26          |
| Saint Helena, Ascension và Tristan da Cunha       | Saint Helena, Ascension và Tristan da Cunha | 0     | 0         | 2.166       |
| 1. 2. 3.                                          |                                             |       |           |             |

#### 2021
| 2021                                 | 1 thg 1   | 1 thg 2   | 1 thg 3   | 1 thg 4   | 1 thg 5   | 1 thg 6   | 1 thg 7   | 1 thg 8   | 1 thg 9   | 1 thg 10  | 1 thg 11  | 1 thg 12 |
| ------------------------------------ | --------- | --------- | --------- | --------- | --------- | --------- | --------- | --------- | --------- | --------- | --------- | -------- |
| Thế giới                             | 1,925,656 | 2,358,544 | 2,657,997 | 2,938,648 | 3,305,818 | 3,680,696 | 3,954,287 | 4,228,358 | 4,535,931 | 4,791,457 | 4,999,157 |          |
| Hoa Kỳ                               | 366,491   | 469,409   | 529,966   | 558,122   | 577,087   | 592,657   | 601,446   | 610,469   | 643,496   | 696,682   | 739,856   |          |
| Brasil                               | 193,875   | 223,945   | 254,221   | 317,646   | 401,186   | 461,931   | 515,985   | 555,460   | 579,574   | 596,122   | 607,694   |          |
| Ấn Độ                                | 151,001   | 156,420   | 159,216   | 165,435   | 219,450   | 353,795   | 407,208   | 427,001   | 441,828   | 450,920   | 461,275   |          |
| México                               | 148,494   | 186,843   | 210,431   | 223,407   | 230,859   | 234,706   | 237,623   | 245,354   | 266,098   | 281,100   | 288,276   |          |
| Nga                                  | 57,555    | 73,619    | 86,455    | 99,233    | 110,520   | 121,873   | 135,886   | 159,352   | 184,014   | 208,142   | 239,693   |          |
| Perú                                 | 93,192    | 103,396   | 121,940   | 142,864   | 166,382   | 183,879   | 192,331   | 196,291   | 198,263   | 199,367   | 200,217   |          |
| Indonesia                            | 22,329    | 30,277    | 36,325    | 41,054    | 45,652    | 50,723    | 58,995    | 95,723    | 133,676   | 142,026   | 143,423   |          |
| Anh Quốc                             | 73,512    | 106,158   | 122,849   | 126,713   | 127,517   | 127,782   | 128,140   | 129,654   | 132,535   | 136,662   | 140,632   |          |
| Ý                                    | 74,159    | 88,516    | 97,699    | 109,346   | 120,807   | 126,128   | 127,566   | 128,063   | 129,221   | 130,921   | 132,100   |          |
| Colombia                             | 42,909    | 53,650    | 59,660    | 63,255    | 73,230    | 88,282    | 105,934   | 120,432   | 124,883   | 126,261   | 127,258   |          |
| Iran                                 | 55,223    | 57,959    | 60,073    | 62,665    | 71,758    | 80,156    | 84,264    | 90,630    | 107,794   | 120,428   | 126,303   |          |
| Argentina                            | 43,163    | 47,931    | 51,965    | 55,736    | 63,508    | 77,456    | 93,668    | 105,586   | 111,607   | 115,179   | 115,950   |          |
| Pháp                                 | 64,254    | 75,661    | 85,986    | 95,062    | 103,828   | 108,711   | 110,160   | 110,822   | 112,770   | 114,470   | 115,272   |          |
| Đức                                  | 33,624    | 57,120    | 70,105    | 76,543    | 83,082    | 88,595    | 90,938    | 91,659    | 92,223    | 93,711    | 95,752    |          |
| Nam Phi                              | 28,469    | 44,164    | 49,993    | 52,846    | 54,350    | 56,506    | 60,647    | 72,013    | 82,261    | 87,626    | 89,177    |          |
| Tây Ban Nha                          | 54,180    | 65,473    | 74,467    | 77,498    | 79,734    | 81,122    | 81,724    | 82,695    | 85,533    | 86,936    | 87,458    |          |
| Ba Lan                               | 28,956    | 37,222    | 43,793    | 53,665    | 67,924    | 73,856    | 75,044    | 75,261    | 75,358    | 75,666    | 77,012    |          |
| Thổ Nhĩ Kỳ                           | 20,881    | 25,993    | 28,569    | 31,537    | 40,131    | 47,527    | 49,732    | 51,332    | 56,710    | 64,054    | 70,611    |          |
| Ukraina                              | 18,680    | 22,768    | 26,050    | 33,246    | 44,436    | 50,699    | 52,391    | 52,951    | 53,833    | 56,446    | 68,027    |          |
| România                              | 15,841    | 18,402    | 20,403    | 23,674    | 28,194    | 30,353    | 33,861    | 34,286    | 34,616    | 37,242    | 48,073    |          |
| Philippines                          | 9,244     | 10,749    | 12,318    | 13,297    | 17,234    | 20,966    | 24,662    | 27,889    | 33,448    | 38,294    | 43,172    |          |
| Chile                                | 16,608    | 18,452    | 20,572    | 23,135    | 26,353    | 29,300    | 32,545    | 35,448    | 36,937    | 37,468    | 37,757    |          |
| Ecuador                              | 14,034    | 14,859    | 15,811    | 16,847    | 18,631    | 20,572    | 21,560    | 31,631    | 32,244    | 32,767    | 32,958    |          |
| Hungary                              | 9,667     | 12,578    | 15,058    | 20,995    | 27,701    | 29,762    | 29,992    | 30,026    | 30,059    | 30,199    | 30,881    |          |
| Séc                                  | 12,014    | 16,862    | 21,020    | 27,091    | 29,657    | 30,315    | 30,393    | 30,409    | 30,436    | 30,481    | 30,807    |          |
| Canada                               | 15,472    | 19,942    | 21,960    | 22,926    | 24,169    | 25,512    | 26,273    | 26,592    | 26,918    | 27,819    | 28,965    |          |
| Malaysia                             | 471       | 760       | 1,130     | 1,272     | 1,506     | 2,796     | 5,170     | 9,024     | 16,664    | 26,335    | 28,912    |          |
| Pakistan                             | 10,105    | 11,657    | 12,860    | 14,434    | 17,811    | 20,779    | 22,281    | 23,360    | 25,788    | 27,729    | 28,449    |          |
| Bangladesh                           | 7,576     | 8,137     | 8,416     | 9,105     | 11,510    | 12,660    | 14,646    | 20,916    | 26,274    | 27,531    | 27,870    |          |
| Bỉ                                   | 19,720    | 21,283    | 22,254    | 23,067    | 24,271    | 24,980    | 25,181    | 25,251    | 25,388    | 25,613    | 26,047    |          |
| Tunisia                              | 4,676     | 6,754     | 8,001     | 8,812     | 10,722    | 12,654    | 14,959    | 19,858    | 23,538    | 24,890    | 25,241    |          |
| Bulgaria                             | 7,576     | 9,045     | 10,191    | 13,197    | 16,399    | 17,700    | 18,061    | 18,213    | 18,896    | 20,882    | 23,999    |          |
| Iraq                                 | 12,813    | 13,047    | 13,406    | 14,323    | 15,465    | 16,375    | 17,186    | 18,657    | 20,830    | 22,260    | 23,170    |          |
| Việt Nam                             | 35        | 35        | 35        | 35        | 35        | 47        | 87        | 1,306     | 11,064    | 19,301    | 22,083    |          |
| Thái Lan                             | 63        | 77        | 83        | 94        | 224       | 1,069     | 2,080     | 4,990     | 11,841    | 16,850    | 19,260    |          |
| Bolivia                              | 9,149     | 10,330    | 11,628    | 12,239    | 12,951    | 14,471    | 16,702    | 17,806    | 18,429    | 18,726    | 18,925    |          |
| Myanmar                              | 2,697     | 3,138     | 3,199     | 3,206     | 3,209     | 3,217     | 3,347     | 9,731     | 15,490    | 17,789    | 18,714    |          |
| Ai Cập                               | 7,631     | 9,316     | 10,688    | 11,995    | 13,339    | 15,096    | 16,169    | 16,524    | 16,736    | 17,331    | 18,651    |          |
| Hà Lan                               | 11,405    | 13,981    | 15,556    | 16,533    | 17,145    | 17,623    | 17,744    | 17,826    | 18,010    | 18,170    | 18,411    |          |
| Nhật Bản                             | 3,460     | 5,722     | 7,887     | 9,162     | 10,229    | 13,048    | 14,781    | 15,192    | 16,041    | 17,648    | 18,268    |          |
| Bồ Đào Nha                           | 6,906     | 12,482    | 16,317    | 16,848    | 16,974    | 17,025    | 17,096    | 17,361    | 17,743    | 17,975    | 18,157    |          |
| Kazakhstan                           | 2,749     | 3,126     | 3,389     | 5,912     | 6,561     | 7,321     | 7,759     | 9,077     | 13,732    | 16,055    | 17,150    |          |
| Paraguay                             | 2,242     | 2,704     | 3,167     | 4,161     | 6,302     | 9,083     | 12,763    | 14,929    | 15,742    | 16,195    | 16,246    |          |
| Hy Lạp                               | 4,838     | 5,872     | 6,580     | 8,169     | 10,457    | 12,171    | 12,763    | 13,016    | 13,698    | 14,828    | 15,938    |          |
| Guatemala                            | 4,813     | 5,643     | 6,393     | 6,840     | 7,524     | 8,165     | 9,215     | 10,339    | 11,926    | 13,564    | 15,050    |          |
| Thụy Điển                            | 9,742     | 12,226    | 13,031    | 13,616    | 14,196    | 14,571    | 14,661    | 14,677    | 14,724    | 14,903    | 15,044    |          |
| Maroc                                | 7,388     | 8,275     | 8,623     | 8,818     | 9,023     | 9,147     | 9,296     | 9,785     | 12,649    | 14,267    | 14,668    |          |
| Sri Lanka                            | 204       | 323       | 476       | 571       | 687       | 1,527     | 3,063     | 4,451     | 9,400     | 12,964    | 13,760    |          |
| Slovakia                             | 2,250     | 4,711     | 7,270     | 9,790     | 11,732    | 12,353    | 12,511    | 12,540    | 12,548    | 12,649    | 13,045    |          |
| Bosna và Hercegovina                 | 4,072     | 4,705     | 5,096     | 6,581     | 8,533     | 9,235     | 9,647     | 9,689     | 9,803     | 10,606    | 11,555    |          |
| Nepal                                | 2,767     | 2,962     | 3,010     | 3,031     | 3,298     | 7,454     | 9,145     | 9,875     | 10,770    | 11,148    | 11,416    |          |
| Áo                                   | 6,355     | 7,817     | 8,530     | 9,259     | 10,071    | 10,424    | 10,507    | 10,527    | 10,582    | 10,802    | 11,094    |          |
| Jordan                               | 3,834     | 4,316     | 4,701     | 6,858     | 8,836     | 9,462     | 9,750     | 10,032    | 10,411    | 10,718    | 11,038    |          |
| Thụy Sĩ                              | 7,598     | 9,179     | 9,621     | 9,912     | 10,163    | 10,308    | 10,366    | 10,387    | 10,489    | 10,681    | 10,829    |          |
| Honduras                             | 3,130     | 3,592     | 4,141     | 4,599     | 5,261     | 6,316     | 6,980     | 7,834     | 8,850     | 9,777     | 10,240    |          |
| Gruzia                               | 2,528     | 3,194     | 3,520     | 3,785     | 4,130     | 4,804     | 5,327     | 5,853     | 7,482     | 8,976     | 10,089    |          |
| Serbia                               | 3,211     | 4,020     | 4,443     | 5,308     | 6,362     | 6,865     | 7,047     | 7,114     | 7,292     | 8,234     | 9,955     |          |
| Croatia                              | 3,920     | 5,027     | 5,526     | 5,947     | 7,081     | 8,026     | 8,206     | 8,259     | 8,334     | 8,640     | 9,251     |          |
| Ả Rập Xê Út                          | 6,223     | 6,375     | 6,494     | 6,669     | 6,957     | 7,362     | 7,819     | 8,237     | 8,545     | 8,716     | 8,794     |          |
| Liban                                | 1,455     | 3,082     | 4,692     | 6,234     | 7,278     | 7,729     | 7,851     | 7,906     | 8,053     | 8,325     | 8,502     |          |
| Cuba                                 | 146       | 214       | 322       | 424       | 644       | 958       | 1,284     | 2,758     | 5,303     | 7,436     | 8,236     |          |
| Israel                               | 3,373     | 4,816     | 5,763     | 6,219     | 6,389     | 6,422     | 6,430     | 6,485     | 7,118     | 7,796     | 8,102     |          |
| Moldova                              | 2,985     | 3,438     | 3,949     | 4,960     | 5,812     | 6,107     | 6,194     | 6,255     | 6,401     | 6,777     | 7,790     |          |
| Panamá                               | 3,975     | 5,244     | 5,831     | 6,109     | 6,227     | 6,370     | 6,536     | 6,808     | 7,054     | 7,223     | 7,315     |          |
| Afghanistan                          | 2,201     | 2,404     | 2,444     | 2,489     | 2,631     | 2,973     | 4,962     | 6,737     | 7,123     | 7,206     | 7,280     |          |
| Bắc Macedonia                        | 2,503     | 2,855     | 3,137     | 3,781     | 4,855     | 5,413     | 5,484     | 5,493     | 5,938     | 6,714     | 7,143     |          |
| Azerbaijan                           | 2,609     | 3,126     | 3,218     | 3,567     | 4,517     | 4,913     | 4,974     | 5,023     | 5,636     | 6,525     | 7,074     |          |
| Costa Rica                           | 2,171     | 2,612     | 2,803     | 2,957     | 3,217     | 4,022     | 4,661     | 5,030     | 5,492     | 6,349     | 7,029     |          |
| Ethiopia                             | 1,923     | 2,093     | 2,365     | 2,865     | 3,688     | 4,165     | 4,320     | 4,385     | 4,675     | 5,582     | 6,459     |          |
| Armenia                              | 2,828     | 3,084     | 3,195     | 3,533     | 4,128     | 4,445     | 4,517     | 4,619     | 4,857     | 5,339     | 6,379     |          |
| Uruguay                              | 174       | 431       | 603       | 953       | 2,563     | 4,213     | 5,558     | 5,959     | 6,029     | 6,054     | 6,077     |          |
| Algérie                              | 2,756     | 2,891     | 2,983     | 3,093     | 3,253     | 3,472     | 3,716     | 4,254     | 5,269     | 5,812     | 5,920     |          |
| Litva                                | 1,845     | 2,849     | 3,270     | 3,590     | 3,947     | 4,289     | 4,392     | 4,417     | 4,573     | 5,021     | 5,913     |          |
| Trung Quốc                           | 4,789     | 4,825     | 4,844     | 4,851     | 4,857     | 4,970     | 5,495     | 5,635     | 5,683     | 5,691     | 5,696     |          |
| Ireland                              | 2,167     | 3,249     | 4,294     | 4,670     | 4,894     | 4,941     | 4,998     | 5,035     | 5,092     | 5,249     | 5,436     |          |
| Kenya                                | 1,670     | 1,763     | 1,856     | 2,153     | 2,724     | 3,172     | 3,634     | 3,931     | 4,726     | 5,123     | 5,281     |          |
| Libya                                | 1,478     | 1,877     | 2,179     | 2,667     | 3,029     | 3,126     | 3,193     | 3,509     | 4,247     | 4,651     | 5,099     |          |
| Slovenia                             | 2,981     | 3,833     | 4,158     | 4,377     | 4,589     | 4,704     | 4,753     | 4,763     | 4,784     | 4,914     | 5,089     |          |
| Venezuela                            | 1,025     | 1,183     | 1,338     | 1,589     | 2,117     | 2,629     | 3,101     | 3,576     | 4,010     | 4,454     | 4,884     |          |
| Palestine                            | 1,529     | 2,012     | 2,259     | 2,881     | 3,517     | 3,765     | 3,831     | 3,872     | 3,948     | 4,366     | 4,681     |          |
| Zimbabwe                             | 363       | 1,217     | 1,463     | 1,523     | 1,567     | 1,596     | 1,789     | 3,532     | 4,419     | 4,623     | 4,678     |          |
| Belarus                              | 1,424     | 1,718     | 1,976     | 2,247     | 2,542     | 2,851     | 3,143     | 3,454     | 3,780     | 4,143     | 4,631     |          |
| Cộng hòa Dominica                    | 2,414     | 2,666     | 3,100     | 3,325     | 3,480     | 3,628     | 3,822     | 3,963     | 4,008     | 4,046     | 4,130     |          |
| Oman                                 | 1,499     | 1,529     | 1,570     | 1,678     | 2,010     | 2,345     | 3,100     | 3,836     | 4,064     | 4,096     | 4,111     |          |
| Zambia                               | 388       | 763       | 1,091     | 1,208     | 1,251     | 1,281     | 2,199     | 3,389     | 3,602     | 3,648     | 3,661     |          |
| El Salvador                          | 1,336     | 1,623     | 1,854     | 2,010     | 2,124     | 2,249     | 2,381     | 2,629     | 2,918     | 3,234     | 3,622     |          |
| Namibia                              | 205       | 352       | 424       | 523       | 643       | 830       | 1,521     | 3,044     | 3,244     | 3,511     | 3,552     |          |
| Latvia                               | 635       | 1,195     | 1,618     | 1,899     | 2,131     | 2,376     | 2,513     | 2,556     | 2,578     | 2,717     | 3,250     |          |
| Puerto Rico                          | 1,503     | 1,829     | 2,036     | 2,113     | 2,303     | 2,502     | 2,549     | 2,580     | 2,860     | 3,149     | 3,234     |          |
| Uganda                               | 251       | 324       | 334       | 335       | 343       | 362       | 1,023     | 2,690     | 3,012     | 3,161     | 3,215     |          |
| Sudan                                | 1,576     | 1,812     | 1,890     | 2,087     | 2,361     | 2,631     | 2,760     | 2,780     | 2,793     | 2,878     | 2,995     |          |
| Kosovo                               | 1,325     | 1,488     | 1,589     | 1,862     | 2,163     | 2,233     | 2,248     | 2,256     | 2,494     | 2,943     | 2,967     |          |
| Albania                              | 1,181     | 1,380     | 1,796     | 2,235     | 2,394     | 2,451     | 2,456     | 2,457     | 2,498     | 2,698     | 2,924     |          |
| Nigeria                              | 1,289     | 1,586     | 1,907     | 2,057     | 2,063     | 2,099     | 2,120     | 2,149     | 2,455     | 2,721     | 2,896     |          |
| Hàn Quốc                             | 917       | 1,425     | 1,605     | 1,735     | 1,831     | 1,963     | 2,021     | 2,098     | 2,292     | 2,497     | 2,859     |          |
| Campuchia                            | 0         | 0         | 0         | 14        | 96        | 220       | 602       | 1,397     | 1,903     | 2,319     | 2,788     |          |
| Đan Mạch                             | 1,298     | 2,125     | 2,361     | 2,419     | 2,485     | 2,516     | 2,534     | 2,549     | 2,584     | 2,656     | 2,714     |          |
| Kyrgyzstan                           | 1,356     | 1,412     | 1,466     | 1,500     | 1,612     | 1,815     | 2,009     | 2,335     | 2,532     | 2,607     | 2,672     |          |
| Syria                                | 711       | 921       | 1,027     | 1,265     | 1,592     | 1,770     | 1,876     | 1,914     | 2,013     | 2,247     | 2,566     |          |
| Kuwait                               | 934       | 959       | 1,083     | 1,313     | 1,563     | 1,772     | 1,969     | 2,320     | 2,419     | 2,449     | 2,461     |          |
| Botswana                             | 40        | 134       | 310       | 568       | 712       | 849       | 1,125     | 1,569     | 2,261     | 2,368     | 2,406     |          |
| Malawi                               | 189       | 702       | 1,040     | 1,117     | 1,148     | 1,155     | 1,196     | 1,635     | 2,177     | 2,282     | 2,301     |          |
| Jamaica                              | 302       | 350       | 422       | 596       | 778       | 948       | 1,075     | 1,190     | 1,518     | 1,869     | 2,236     |          |
| Các Tiểu vương quốc Ả Rập Thống nhất | 669       | 850       | 1,221     | 1,497     | 1,587     | 1,680     | 1,811     | 1,949     | 2,041     | 2,097     | 2,136     |          |
| Montenegro                           | 681       | 802       | 999       | 1,266     | 1,492     | 1,583     | 1,610     | 1,629     | 1,720     | 1,919     | 2,100     |          |
| Mozambique                           | 166       | 367       | 641       | 775       | 814       | 836       | 878       | 1,434     | 1,864     | 1,917     | 1,930     |          |
| Yemen                                | 611       | 616       | 635       | 889       | 1,227     | 1,321     | 1,361     | 1,375     | 1,472     | 1,721     | 1,889     |          |
| Sénégal                              | 410       | 628       | 872       | 1,051     | 1,107     | 1,139     | 1,166     | 1,353     | 1,765     | 1,858     | 1,878     |          |
| Úc                                   | 909       | 909       | 909       | 909       | 910       | 910       | 910       | 923       | 1,006     | 1,289     | 1,734     |          |
| Angola                               | 405       | 466       | 508       | 537       | 596       | 766       | 900       | 1,011     | 1,217     | 1,537     | 1,710     |          |
| Trinidad và Tobago                   | 126       | 134       | 139       | 142       | 165       | 479       | 833       | 1,070     | 1,285     | 1,474     | 1,696     |          |
| Cameroon                             | 448       | 462       | 551       | 779       | 1,064     | 1,275     | 1,324     | 1,334     | 1,357     | 1,459     | 1,686     |          |
| Mông Cổ                              | 0         | 2         | 2         | 8         | 110       | 276       | 563       | 820       | 931       | 1,204     | 1,672     |          |
| Estonia                              | 234       | 422       | 598       | 908       | 1,166     | 1,258     | 1,269     | 1,272     | 1,293     | 1,357     | 1,540     |          |
| Bahrain                              | 352       | 375       | 449       | 521       | 646       | 980       | 1,352     | 1,384     | 1,388     | 1,389     | 1,393     |          |
| Rwanda                               | 92        | 196       | 261       | 307       | 335       | 353       | 427       | 808       | 1,083     | 1,273     | 1,331     |          |
| Uzbekistan                           | 614       | 621       | 622       | 630       | 650       | 690       | 740       | 880       | 1,088     | 1,242     | 1,325     |          |
| Eswatini                             | 206       | 565       | 652       | 667       | 671       | 673       | 678       | 787       | 1,101     | 1,220     | 1,242     |          |
| Somalia                              | 130       | 130       | 239       | 529       | 713       | 769       | 775       | 811       | 977       | 1,111     | 1,208     |          |
| Phần Lan                             | 597       | 702       | 784       | 881       | 932       | 970       | 979       | 1,001     | 1,054     | 1,117     | 1,184     |          |
| Ghana                                | 335       | 416       | 607       | 743       | 779       | 785       | 796       | 823       | 1,036     | 1,156     | 1,175     |          |
| Cộng hòa Dân chủ Congo               | 591       | 671       | 707       | 743       | 766       | 782       | 924       | 1,038     | 1,059     | 1,084     | 1,098     |          |
| Suriname                             | 121       | 154       | 170       | 177       | 201       | 292       | 516       | 645       | 718       | 879       | 1,090     |          |
| Madagascar                           | 261       | 281       | 297       | 409       | 643       | 839       | 909       | 947       | 956       | 960       | 963       |          |
| Na Uy                                | 433       | 563       | 622       | 660       | 753       | 783       | 792       | 799       | 820       | 869       | 917       |          |
| Guyana                               | 164       | 176       | 195       | 231       | 295       | 385       | 468       | 535       | 613       | 783       | 913       |          |
| Luxembourg                           | 495       | 579       | 637       | 743       | 794       | 814       | 818       | 822       | 830       | 835       | 845       |          |
| Guadeloupe                           | 155       | 157       | 164       | 173       | 211       | 255       | 267       | 283       | 508       | 767       | 820       |          |
| Mauritanie                           | 324       | 418       | 439       | 449       | 455       | 463       | 489       | 562       | 715       | 774       | 797       |          |
| Tanzania                             | 21        | 21        | 21        | 21        | 21        | 21        | 21        | 21        | 50        | 719       | 725       |          |
| Bờ Biển Ngà                          | 137       | 154       | 192       | 244       | 286       | 305       | 313       | 329       | 441       | 624       | 695       |          |
| Martinique                           | 43        | 44        | 45        | 50        | 70        | 95        | 98        | 129       | 460       | 628       | 683       |          |
| Haiti                                | 236       | 245       | 250       | 251       | 254       | 321       | 443       | 558       | 586       | 629       | 679       |          |
| Fiji                                 | 2         | 2         | 2         | 2         | 2         | 4         | 21        | 239       | 496       | 624       | 674       |          |
| Lesotho                              | 50        | 160       | 292       | 315       | 316       | 326       | 329       | 374       | 403       | 632       | 658       |          |
| Bahamas                              | 170       | 176       | 180       | 188       | 199       | 230       | 246       | 287       | 381       | 533       | 643       |          |
| Polynésie thuộc Pháp                 | 114       | 131       | 139       | 141       | 141       | 142       | 142       | 149       | 423       | 621       | 636       |          |
| Qatar                                | 245       | 248       | 258       | 291       | 458       | 556       | 590       | 601       | 602       | 606       | 610       |          |
| Síp                                  | 126       | 200       | 232       | 257       | 313       | 361       | 375       | 422       | 512       | 552       | 574       |          |
| Mali                                 | 269       | 330       | 353       | 385       | 484       | 517       | 525       | 532       | 539       | 548       | 563       |          |
| Belize                               | 242       | 301       | 314       | 317       | 323       | 324       | 329       | 337       | 359       | 409       | 491       |          |
| Malta                                | 225       | 270       | 315       | 394       | 415       | 419       | 420       | 423       | 441       | 457       | 461       |          |
| Singapore                            | 29        | 29        | 29        | 30        | 30        | 33        | 36        | 37        | 55        | 95        | 407       |          |
| Guinée                               | 81        | 82        | 89        | 125       | 144       | 161       | 171       | 220       | 335       | 379       | 385       |          |
| Réunion                              | 42        | 46        | 52        | 115       | 148       | 189       | 237       | 275       | 342       | 366       | 374       |          |
| Papua New Guinea                     | 9         | 9         | 13        | 60        | 115       | 162       | 174       | 192       | 192       | 234       | 370       |          |
| Cabo Verde                           | 113       | 134       | 147       | 168       | 217       | 264       | 286       | 298       | 311       | 339       | 349       |          |
| Gambia                               | 124       | 128       | 150       | 164       | 174       | 179       | 181       | 213       | 319       | 338       | 340       |          |
| Guyane thuộc Pháp                    | 71        | 76        | 85        | 93        | 100       | 116       | 145       | 187       | 219       | 267       | 308       |          |
| Liberia                              | 83        | 84        | 85        | 85        | 85        | 86        | 128       | 148       | 245       | 286       | 287       |          |
| Cộng hòa Congo                       | 100       | 117       | 128       | 135       | 144       | 153       | 166       | 178       | 183       | 197       | 278       |          |
| Nouvelle-Calédonie                   | 0         | 0         | 0         | 0         | 0         | 0         | 0         | 0         | 0         | 119       | 265       |          |
| Saint Lucia                          | 5         | 13        | 35        | 60        | 74        | 79        | 84        | 89        | 103       | 201       | 255       |          |
| Maldives                             | 48        | 52        | 62        | 67        | 73        | 169       | 213       | 221       | 226       | 231       | 243       |          |
| Togo                                 | 68        | 77        | 84        | 109       | 123       | 125       | 129       | 152       | 185       | 229       | 242       |          |
| Gabon                                | 64        | 68        | 83        | 118       | 139       | 152       | 159       | 164       | 165       | 186       | 239       |          |
| Guam                                 | 122       | 129       | 131       | 134       | 136       | 139       | 140       | 143       | 149       | 197       | 238       |          |
| Burkina Faso                         | 85        | 120       | 142       | 146       | 157       | 166       | 168       | 169       | 171       | 184       | 214       |          |
| Niger                                | 102       | 159       | 172       | 187       | 191       | 192       | 193       | 195       | 199       | 202       | 213       |          |
| Nicaragua                            | 165       | 169       | 173       | 178       | 182       | 186       | 191       | 195       | 200       | 204       | 208       |          |
| Grenada                              | 1         | 1         | 1         | 1         | 1         | 1         | 1         | 1         | 1         | 139       | 198       |          |
| Mayotte                              | 55        | 61        | 110       | 161       | 170       | 173       | 174       | 174       | 175       | 178       | 185       |          |
| Djibouti                             | 61        | 63        | 63        | 70        | 143       | 154       | 155       | 156       | 157       | 167       | 181       |          |
| Mauritius                            | 10        | 10        | 10        | 12        | 16        | 18        | 18        | 20        | 31        | 84        | 176       |          |
| Tchad                                | 104       | 118       | 140       | 164       | 170       | 173       | 174       | 174       | 174       | 174       | 174       |          |
| Curaçao                              | 14        | 20        | 22        | 33        | 108       | 122       | 126       | 126       | 143       | 162       | 174       |          |
| Aruba                                | 49        | 58        | 71        | 85        | 98        | 107       | 107       | 109       | 139       | 166       | 171       |          |
| Guinea Xích Đạo                      | 86        | 86        | 91        | 102       | 112       | 118       | 121       | 123       | 124       | 147       | 167       |          |
| Bénin                                | 44        | 52        | 70        | 93        | 99        | 101       | 104       | 108       | 128       | 159       | 161       |          |
| Barbados                             | 7         | 12        | 33        | 42        | 44        | 47        | 47        | 48        | 50        | 69        | 153       |          |
| Comoros                              | 9         | 93        | 144       | 146       | 146       | 146       | 146       | 147       | 147       | 147       | 147       |          |
| Guiné-Bissau                         | 45        | 45        | 48        | 63        | 67        | 68        | 69        | 76        | 119       | 135       | 141       |          |
| Nam Sudan                            | 63        | 64        | 93        | 112       | 115       | 115       | 117       | 119       | 120       | 130       | 133       |          |
| Andorra                              | 84        | 101       | 110       | 115       | 125       | 127       | 127       | 128       | 130       | 130       | 130       |          |
| Tajikistan                           | 90        | 91        | 91        | 91        | 91        | 91        | 91        | 122       | 125       | 125       | 125       |          |
| Đông Timor                           | 0         | 0         | 0         | 0         | 3         | 16        | 24        | 26        | 72        | 117       | 122       |          |
| Sierra Leone                         | 76        | 79        | 79        | 79        | 79        | 79        | 100       | 120       | 121       | 121       | 121       |          |
| Seychelles                           | 0         | 4         | 11        | 21        | 27        | 40        | 57        | 86        | 102       | 112       | 114       |          |
| Antigua và Barbuda                   | 5         | 7         | 14        | 28        | 32        | 42        | 42        | 43        | 44        | 79        | 102       |          |
| Bermuda                              | 10        | 12        | 12        | 12        | 27        | 32        | 33        | 33        | 33        | 72        | 101       |          |
| Cộng hòa Trung Phi                   | 63        | 63        | 63        | 72        | 88        | 98        | 98        | 98        | 100       | 100       | 100       |          |
| Gibraltar                            | 6         | 75        | 93        | 94        | 94        | 94        | 94        | 94        | 97        | 97        | 98        |          |
| San Marino                           | 59        | 67        | 74        | 84        | 90        | 90        | 90        | 90        | 90        | 91        | 92        |          |
| Quần đảo Virgin thuộc Mỹ             | 23        | 24        | 25        | 26        | 27        | 27        | 30        | 37        | 54        | 71        | 81        |          |
| Jersey                               | 42        | 66        | 69        | 69        | 69        | 69        | 69        | 69        | 77        | 78        | 80        |          |
| Sint Maarten                         | 27        | 27        | 27        | 27        | 27        | 28        | 33        | 34        | 51        | 66        | 75        |          |
| Saint Vincent và Grenadines          | 0         | 2         | 8         | 10        | 11        | 12        | 12        | 12        | 12        | 21        | 66        |          |
| Lào                                  | 0         | 0         | 0         | 0         | 0         | 3         | 3         | 7         | 14        | 18        | 65        |          |
| Liechtenstein                        | 44        | 53        | 55        | 56        | 56        | 57        | 58        | 58        | 58        | 58        | 58        |          |
| Đảo Man                              | 35        | 35        | 35        | 39        | 39        | 39        | 39        | 43        | 48        | 52        | 57        |          |
| São Tomé và Príncipe                 | 17        | 17        | 29        | 34        | 35        | 37        | 37        | 37        | 37        | 50        | 56        |          |
| Brunei                               | 3         | 3         | 3         | 3         | 3         | 3         | 3         | 3         | 9         | 32        | 54        |          |
| Eritrea                              | 3         | 7         | 7         | 10        | 10        | 14        | 23        | 35        | 38        | 42        | 45        |          |
| Quần đảo Virgin thuộc Anh            | 1         | 1         | 1         | 1         | 1         | 1         | 1         | 31        | 37        | 37        | 37        |          |
| Saint-Martin                         | 12        | 12        | 12        | 12        | 13        | 15        | 27        | 30        | 17        | 35        | 37        |          |
| Monaco                               | 3         | 13        | 24        | 28        | 32        | 32        | 33        | 33        | 35        | 35        | 36        |          |
| Iceland                              | 29        | 29        | 29        | 29        | 29        | 30        | 30        | 30        | 33        | 33        | 33        |          |
| Dominica                             | 0         | 0         | 0         | 0         | 0         | 0         | 0         | 0         | 4         | 20        | 32        |          |
| New Zealand                          | 25        | 25        | 26        | 26        | 26        | 26        | 26        | 26        | 26        | 27        | 28        |          |
| Guernsey                             | 16        | 16        | 17        | 17        | 17        | 17        | 17        | 17        | 18        | 21        | 23        |          |
| Saint Kitts và Nevis                 | 0         | 0         | 0         | 0         | 0         | 0         | 3         | 3         | 3         | 13        | 23        |          |
| Quần đảo Turks và Caicos             | 6         | 9         | 14        | 17        | 17        | 17        | 18        | 18        | 20        | 23        | 23        |          |
| Bonaire                              | 3         | 3         | 4         | 10        | 16        | 17        | 17        | 17        | 17        | 19        | 19        |          |
| Burundi                              | 2         | 2         | 3         | 6         | 6         | 6         | 8         | 9         | 10        | 14        | 14        |          |
| Khác                                 | 13        | 13        | 13        | 13        | 13        | 13        | 13        | 13        | 13        | 13        | 13        |          |
| Wallis và Futuna                     | 0         | 0         | 0         | 4         | 7         | 7         | 7         | 7         | 7         | 7         | 7         |          |
| Saint-Barthélemy                     | 0         | 0         | 0         | 1         | 1         | 1         | 1         | 1         | 1         | 2         | 4         |          |
| Bhutan                               | 0         | 1         | 1         | 1         | 1         | 1         | 1         | 2         | 3         | 3         | 3         |          |
| Quần đảo Bắc Mariana                 | 2         | 2         | 2         | 2         | 2         | 2         | 2         | 2         | 2         | 2         | 3         |          |
| Quần đảo Cayman                      | 2         | 2         | 2         | 2         | 2         | 2         | 2         | 2         | 2         | 2         | 2         |          |
| Quần đảo Faroe                       | 0         | 1         | 1         | 1         | 1         | 1         | 1         | 1         | 2         | 2         | 2         |          |
| Anguilla                             | 0         | 0         | 0         | 0         | 0         | 0         | 0         | 0         | 0         | 1         | 1         |          |
| Montserrat                           | 1         | 1         | 1         | 1         | 1         | 1         | 1         | 1         | 1         | 1         | 1         |          |
| Samoa thuộc Mỹ                       | 0         | 0         | 0         | 0         | 0         | 0         | 0         | 0         | 0         | 0         | 0         |          |
| Quần đảo Cook                        | 0         | 0         | 0         | 0         | 0         | 0         | 0         | 0         | 0         | 0         | 0         |          |
| CHDCND Triều Tiên                    | 0         | 0         | 0         | 0         | 0         | 0         | 0         | 0         | 0         | 0         | 0         |          |
| Quần đảo Falkland                    | 0         | 0         | 0         | 0         | 0         | 0         | 0         | 0         | 0         | 0         | 0         |          |
| Greenland                            | 0         | 0         | 0         | 0         | 0         | 0         | 0         | 0         | 0         | 0         | 0         |          |
| Tòa Thánh                            | 0         | 0         | 0         | 0         | 0         | 0         | 0         | 0         | 0         | 0         | 0         |          |
| Kiribati                             | 0         | 0         | 0         | 0         | 0         | 0         | 0         | 0         | 0         | 0         | 0         |          |
| Quần đảo Marshall                    | 0         | 0         | 0         | 0         | 0         | 0         | 0         | 0         | 0         | 0         | 0         |          |
| Micronesia                           | 0         | 0         | 0         | 0         | 0         | 0         | 0         | 0         | 0         | 0         | 0         |          |
| Nauru                                | 0         | 0         | 0         | 0         | 0         | 0         | 0         | 0         | 0         | 0         | 0         |          |
| Niue                                 | 0         | 0         | 0         | 0         | 0         | 0         | 0         | 0         | 0         | 0         | 0         |          |
| Palau                                | 0         | 0         | 0         | 0         | 0         | 0         | 0         | 0         | 0         | 0         | 0         |          |
| Quần đảo Pitcairn                    | 0         | 0         | 0         | 0         | 0         | 0         | 0         | 0         | 0         | 0         | 0         |          |
| Saba                                 | 0         | 0         | 0         | 0         | 0         | 0         | 0         | 0         | 0         | 0         | 0         |          |
| Saint Helena                         | 0         | 0         | 0         | 0         | 0         | 0         | 0         | 0         | 0         | 0         | 0         |          |
| Saint-Pierre và Miquelon             | 0         | 0         | 0         | 0         | 0         | 0         | 0         | 0         | 0         | 0         | 0         |          |
| Samoa                                | 0         | 0         | 0         | 0         | 0         | 0         | 0         | 0         | 0         | 0         | 0         |          |
| Sint Eustatius                       | 0         | 0         | 0         | 0         | 0         | 0         | 0         | 0         | 0         | 1         | 0         |          |
| Quần đảo Solomon                     | 0         | 0         | 0         | 0         | 0         | 0         | 0         | 0         | 0         | 0         | 0         |          |
| Tokelau                              | 0         | 0         | 0         | 0         | 0         | 0         | 0         | 0         | 0         | 0         | 0         |          |
| Tonga                                | 0         | 0         | 0         | 0         | 0         | 0         | 0         | 0         | 0         | 0         | 0         |          |
| Turkmenistan                         | 0         | 0         | 0         | 0         | 0         | 0         | 0         | 0         | 0         | 0         | 0         |          |
| Tuvalu                               | 0         | 0         | 0         | 0         | 0         | 0         | 0         | 0         | 0         | 0         | 0         |          |
| Vanuatu                              | 0         | 0         | 0         | 0         | 0         | 0         | 0         | 0         | 0         | 0         | 0         |          |

### Biểu đồ lôgarit các ca nhiễm đã được xác nhận từ Our World in Data
Biểu đồ logarit của các ca nhiễm được xác nhận từ Our World in Data sử dụng dữ liệu gần trong 12 tháng đầu tiên của đại dịch.

Các trường hợp theo quốc gia tính đến ngày 18 tháng 4 năm 2021, được vẽ trên thang đo lôgarit

### Các ca nhiễm và tử vong theo khu vực
Các tiêu chuẩn báo cáo rất khác nhau ở các quốc gia khác nhau. Không có số liệu thống kê nào là đặc biệt chính xác, nhưng tỷ lệ trường hợp mắc và tử vong ở Ấn Độ (Nam Á) và Châu Phi cận Sahara nói riêng có lẽ cao hơn nhiều so với báo cáo.
| Region                              | Tổng số ca  | Tổng số ca tử vong | Ca nhiễm mỗi 1 triệu | Tử vong mỗi 1 triệu | Ca nhiễm hàng tuần hiện tại | Ca tử vong hàng tuần hiện tại | Dân số theo hàng triệu | Đã tiêm đủ % |
| ----------------------------------- | ----------- | ------------------ | -------------------- | ------------------- | --------------------------- | ----------------------------- | ---------------------- | ------------ |
| Bắc Mỹ                              | 48,979,877  | 788,818            | 132,806              | 2,139               | 750,755                     | 10,186                        | 369                    | 59.6         |
| Nam Mỹ                              | 38,712,559  | 1,174,634          | 90,056               | 2,733               | 148,556                     | 2,914                         | 430                    | 55.7         |
| Liên minh Châu Âu và Vương quốc Anh | 52,053,776  | 947,404            | 101,001              | 1,838               | 1,428,123                   | 10,139                        | 515                    | 66.6         |
| Các quốc gia Châu Âu khác           | 15,416,638  | 221,419            | 93,106               | 1,337               | 463,561                     | 8,074                         | 166                    | 45.7         |
| Trung Mỹ                            | 6,036,040   | 345,282            | 33,595               | 1,922               | 30,021                      | 1,890                         | 180                    | 44.7         |
| Nga và Trung Á                      | 12,049,489  | 296,478            | 50,886               | 1,252               | 283,282                     | 8,265                         | 237                    | 32.8         |
| Trung Đông                          | 13,996,848  | 209,059            | 53,629               | 801                 | 82,704                      | 1,159                         | 261                    | 37.0         |
| Ca-ri-bê                            | 2,041,573   | 23,913             | 47,155               | 552                 | 21,093                      | 263                           | 43                     | 41.1         |
| Nam Á                               | 38,917,535  | 553,649            | 20,964               | 298                 | 94,724                      | 2,865                         | 1,856                  | 26.5         |
| Châu Đại Dương và các đảo ở Đông Á  | 9,194,126   | 212,965            | 15,927               | 369                 | 31,722                      | 1,535                         | 577                    | 44.4         |
| Bắc Phi                             | 2,630,605   | 71,034             | 13,037               | 352                 | 14,271                      | 627                           | 202                    | 22.8         |
| Châu Phi cận Sahara                 | 5,971,983   | 149,990            | 5,254                | 132                 | 13,531                      | 634                           | 1,137                  | 4.1          |
| Đông Á                              | 7,440,009   | 106,245            | 4,185                | 60                  | 225,005                     | 1,872                         | 1,778                  | 69.9         |
| Tổng (hoặc trung bình)              | 253,441,058 | 5,100,890          | 32,698               | 658                 | 3,587,348                   | 50,423                        | 7,751                  | 41.9         |

| Các trường hợp COVID-19 mới được xác định hàng tuần tại 7 khu vực hàng đầu trên thế giới. |
|                                                                                           |

| Ca tử vong vì COVID-19 hàng tuần tại 7 khu vực hàng đầu trên thế giới. |
|                                                                        |

### Vắc-xin
Bảng được cập nhật tự động vào ngày 6 tháng 8 2025.
Số lượng và tỷ lệ phần trăm những người đã nhận được ít nhất một liều vắc xin COVID-19 (trừ khi có ghi chú khác). Có thể bao gồm việc tiêm chủng cho những người không phải là công dân, có thể đẩy tổng số vượt quá 100% dân số địa phương.

| Địa điểm                                    | Địa điểm                                    | Số lượt tiêm  | %      |
| ------------------------------------------- | ------------------------------------------- | ------------- | ------ |
|                                             | Thế giới                                    | 5.645.247.500 | 70,7%  |
| Trung Quốc                                  | Trung Quốc                                  | 1.318.026.800 | 92,5%  |
| Ấn Độ                                       | Ấn Độ                                       | 1.027.438.900 | 72,1%  |
| Liên minh châu Âu                           | châu Âu                                     | 338.481.060   | 75,4%  |
| Hoa Kỳ                                      | Hoa Kỳ                                      | 270.227.170   | 79,1%  |
| Indonesia                                   | Indonesia                                   | 204.419.400   | 73,3%  |
| Brasil                                      | Brasil                                      | 189.643.420   | 90,2%  |
| Pakistan                                    | Pakistan                                    | 165.567.890   | 67,9%  |
| Bangladesh                                  | Bangladesh                                  | 151.507.170   | 89,4%  |
| Nhật Bản                                    | Nhật Bản                                    | 104.740.060   | 83,8%  |
| México                                      | México                                      | 97.179.496    | 75,6%  |
| Nigeria                                     | Nigeria                                     | 93.829.430    | 42,0%  |
| Việt Nam                                    | Việt Nam                                    | 90.497.670    | 90,8%  |
| Nga                                         | Nga                                         | 89.081.600    | 61,2%  |
| Philippines                                 | Philippines                                 | 82.684.776    | 72,6%  |
| Iran                                        | Iran                                        | 65.199.830    | 72,8%  |
| Đức                                         | Đức                                         | 64.876.300    | 77,2%  |
| Thổ Nhĩ Kỳ                                  | Thổ Nhĩ Kỳ                                  | 57.941.052    | 66,6%  |
| Thái Lan                                    | Thái Lan                                    | 57.005.496    | 79,5%  |
| Ai Cập                                      | Ai Cập                                      | 56.907.320    | 50,5%  |
| Pháp                                        | Pháp                                        | 54.677.680    | 82,5%  |
| Vương quốc Liên hiệp Anh và Bắc Ireland     | Vương quốc Anh                              | 53.806.964    | 78,9%  |
| Ethiopia                                    | Ethiopia                                    | 52.489.510    | 41,9%  |
| Ý                                           | Ý                                           | 50.936.720    | 85,4%  |
| Hàn Quốc                                    | Hàn Quốc                                    | 44.764.956    | 86,4%  |
| Colombia                                    | Colombia                                    | 43.012.176    | 83,1%  |
| Myanmar                                     | Myanmar                                     | 41.551.930    | 77,3%  |
| Argentina                                   | Argentina                                   | 41.529.056    | 91,5%  |
| Tây Ban Nha                                 | Tây Ban Nha                                 | 41.351.230    | 86,5%  |
| Canada                                      | Canada                                      | 34.742.936    | 89,5%  |
| Tanzania                                    | Tanzania                                    | 34.434.932    | 53,2%  |
| Perú                                        | Peru                                        | 30.563.708    | 91,3%  |
| Malaysia                                    | Malaysia                                    | 28.138.564    | 81,1%  |
| Nepal                                       | Nepal                                       | 27.883.196    | 93,8%  |
| Ả Rập Xê Út                                 | Ả Rập Xê Út                                 | 27.041.364    | 84,0%  |
| Maroc                                       | Maroc                                       | 25.020.168    | 67,0%  |
| Cộng hòa Nam Phi                            | Nam Phi                                     | 24.210.952    | 38,8%  |
| Ba Lan                                      | Ba Lan                                      | 22.984.544    | 59,9%  |
| Mozambique                                  | Mozambique                                  | 22.869.646    | 70,0%  |
| Úc                                          | Úc                                          | 22.231.734    | 84,9%  |
| Venezuela                                   | Venezuela                                   | 22.157.232    | 78,5%  |
| Uzbekistan                                  | Uzbekistan                                  | 22.094.470    | 63,2%  |
| Đài Loan                                    | Đài Loan                                    | 21.899.240    | 93,5%  |
| Uganda                                      | Uganda                                      | 20.033.188    | 42,3%  |
| Afghanistan                                 | Afghanistan                                 | 19.151.368    | 47,2%  |
| Chile                                       | Chile                                       | 18.088.516    | 92,5%  |
| Sri Lanka                                   | Sri Lanka                                   | 17.143.760    | 75,1%  |
| Cộng hòa Dân chủ Congo                      | Cộng hòa Dân chủ Congo                      | 17.045.720    | 16,6%  |
| Angola                                      | Angola                                      | 16.550.642    | 46,4%  |
| Ukraina                                     | Ukraina                                     | 16.267.198    | 39,6%  |
| Ecuador                                     | Ecuador                                     | 15.345.791    | 86,1%  |
| Campuchia                                   | Campuchia                                   | 15.316.670    | 89,0%  |
| Sudan                                       | Sudan                                       | 15.207.452    | 30,8%  |
| Kenya                                       | Kenya                                       | 14.494.372    | 26,7%  |
| Ghana                                       | Ghana                                       | 13.864.186    | 41,8%  |
| Bờ Biển Ngà                                 | Bờ Biển Ngà                                 | 13.568.372    | 44,6%  |
| Hà Lan                                      | Hà Lan                                      | 12.582.081    | 70,3%  |
| Zambia                                      | Zambia                                      | 11.711.565    | 58,1%  |
| Iraq                                        | Iraq                                        | 11.332.925    | 25,7%  |
| Rwanda                                      | Rwanda                                      | 10.884.714    | 79,7%  |
| Kazakhstan                                  | Kazakhstan                                  | 10.858.101    | 54,2%  |
| Cuba                                        | Cuba                                        | 10.805.570    | 97,7%  |
| Các Tiểu vương quốc Ả Rập Thống nhất        | Các Tiểu vương quốc Ả Rập Thống nhất        | 9.991.089     | 97,5%  |
| Bồ Đào Nha                                  | Bồ Đào Nha                                  | 9.821.414     | 94,3%  |
| Bỉ                                          | Bỉ                                          | 9.261.641     | 79,6%  |
| Somalia                                     | Somalia                                     | 8.972.167     | 50,4%  |
| Guatemala                                   | Guatemala                                   | 8.937.923     | 50,1%  |
| Tunisia                                     | Tunisia                                     | 8.896.848     | 73,4%  |
| Guinée                                      | Guinée                                      | 8.715.641     | 62,0%  |
| Hy Lạp                                      | Hy Lạp                                      | 7.938.031     | 76,2%  |
| Algérie                                     | Algérie                                     | 7.840.131     | 17,2%  |
| Thụy Điển                                   | Thụy Điển                                   | 7.775.726     | 74,1%  |
| Zimbabwe                                    | Zimbabwe                                    | 7.525.882     | 46,8%  |
| Cộng hòa Dominica                           | Cộng hòa Dominica                           | 7.367.193     | 65,6%  |
| Bolivia                                     | Bolivia                                     | 7.361.008     | 61,0%  |
| Israel                                      | Israel                                      | 7.055.466     | 77,5%  |
| Séc                                         | Cộng hòa Séc                                | 6.982.006     | 65,4%  |
| Hồng Kông                                   | Hồng Kông                                   | 6.920.057     | 92,7%  |
| Áo                                          | Áo                                          | 6.899.873     | 76,1%  |
| Honduras                                    | Honduras                                    | 6.596.213     | 63,0%  |
| Belarus                                     | Belarus                                     | 6.536.392     | 71,3%  |
| Hungary                                     | Hungary                                     | 6.420.354     | 66,3%  |
| Nicaragua                                   | Nicaragua                                   | 6.404.524     | 95,2%  |
| Niger                                       | Niger                                       | 6.248.483     | 24,7%  |
| Thụy Sĩ                                     | Thụy Sĩ                                     | 6.096.911     | 69,3%  |
| Burkina Faso                                | Burkina Faso                                | 6.089.089     | 27,1%  |
| Lào                                         | Lào                                         | 5.888.649     | 77,9%  |
| Sierra Leone                                | Sierra Leone                                | 5.676.123     | 68,6%  |
| România                                     | România                                     | 5.474.507     | 28,6%  |
| Malawi                                      | Malawi                                      | 5.433.538     | 26,4%  |
| Azerbaijan                                  | Azerbaijan                                  | 5.373.253     | 52,2%  |
| Tajikistan                                  | Tajikistan                                  | 5.328.277     | 52,3%  |
| Singapore                                   | Singapore                                   | 5.287.005     | 93,6%  |
| Tchad                                       | Tchad                                       | 5.147.667     | 27,9%  |
| Jordan                                      | Jordan                                      | 4.821.579     | 42,8%  |
| Đan Mạch                                    | Đan Mạch                                    | 4.746.522     | 80,4%  |
| El Salvador                                 | El Salvador                                 | 4.659.970     | 74,2%  |
| Costa Rica                                  | Costa Rica                                  | 4.650.636     | 91,5%  |
| Turkmenistan                                | Turkmenistan                                | 4.614.869     | 63,8%  |
| Phần Lan                                    | Phần Lan                                    | 4.524.288     | 81,2%  |
| Mali                                        | Mali                                        | 4.354.292     | 18,9%  |
| Na Uy                                       | Na Uy                                       | 4.346.995     | 79,7%  |
| Nam Sudan                                   | Nam Sudan                                   | 4.315.127     | 39,2%  |
| New Zealand                                 | New Zealand                                 | 4.302.330     | 83,8%  |
| Cộng hòa Ireland                            | Ireland                                     | 4.112.237     | 80,5%  |
| Paraguay                                    | Paraguay                                    | 3.995.915     | 59,1%  |
| Liberia                                     | Liberia                                     | 3.903.802     | 72,7%  |
| Cameroon                                    | Cameroon                                    | 3.753.733     | 13,6%  |
| Panamá                                      | Panama                                      | 3.746.041     | 85,1%  |
| Bénin                                       | Bénin                                       | 3.697.190     | 26,9%  |
| Kuwait                                      | Kuwait                                      | 3.457.498     | 75,3%  |
| Serbia                                      | Serbia                                      | 3.354.075     | 49,4%  |
| Syria                                       | Syria                                       | 3.295.630     | 14,7%  |
| Oman                                        | Oman                                        | 3.279.632     | 69,3%  |
| Uruguay                                     | Uruguay                                     | 3.010.464     | 88,8%  |
| Qatar                                       | Qatar                                       | 2.852.178     | 98,6%  |
| Slovakia                                    | Slovakia                                    | 2.840.017     | 51,9%  |
| Liban                                       | Liban                                       | 2.740.227     | 47,7%  |
| Madagascar                                  | Madagascar                                  | 2.710.365     | 8,9%   |
| Sénégal                                     | Sénégal                                     | 2.684.696     | 15,2%  |
| Cộng hòa Trung Phi                          | Cộng hòa Trung Phi                          | 2.600.389     | 51,0%  |
| Croatia                                     | Croatia                                     | 2.323.025     | 59,5%  |
| Libya                                       | Libya                                       | 2.316.327     | 32,1%  |
| Mông Cổ                                     | Mông Cổ                                     | 2.284.018     | 67,5%  |
| Togo                                        | Togo                                        | 2.255.579     | 24,8%  |
| Bulgaria                                    | Bulgaria                                    | 2.155.863     | 31,6%  |
| Mauritanie                                  | Mauritanie                                  | 2.103.754     | 43,1%  |
| Nhà nước Palestine                          | Palestine                                   | 2.012.767     | 37,9%  |
| Litva                                       | Litva                                       | 1.958.299     | 69,5%  |
| Botswana                                    | Botswana                                    | 1.951.054     | 80,0%  |
| Kyrgyzstan                                  | Kyrgyzstan                                  | 1.736.541     | 25,0%  |
| Gruzia                                      | Gruzia                                      | 1.654.504     | 43,6%  |
| Albania                                     | Albania                                     | 1.349.255     | 47,7%  |
| Latvia                                      | Latvia                                      | 1.346.184     | 71,6%  |
| Slovenia                                    | Slovenia                                    | 1.265.802     | 59,8%  |
| Bahrain                                     | Bahrain                                     | 1.241.174     | 80,9%  |
| Armenia                                     | Armenia                                     | 1.150.915     | 40,0%  |
| Mauritius                                   | Mauritius                                   | 1.123.773     | 88,1%  |
| Moldova                                     | Moldova                                     | 1.109.524     | 36,5%  |
| Yemen                                       | Yemen                                       | 1.050.202     | 2,7%   |
| Lesotho                                     | Lesotho                                     | 1.014.073     | 44,4%  |
| Bosna và Hercegovina                        | Bosna và Hercegovina                        | 943.394       | 29,4%  |
| Kosovo                                      | Kosovo                                      | 906.858       | 52,8%  |
| Đông Timor                                  | Đông Timor                                  | 886.838       | 64,8%  |
| Estonia                                     | Estonia                                     | 870.202       | 64,5%  |
| Jamaica                                     | Jamaica                                     | 859.773       | 30,3%  |
| Bắc Macedonia                               | Bắc Macedonia                               | 854.570       | 46,4%  |
| Trinidad và Tobago                          | Trinidad và Tobago                          | 754.399       | 50,4%  |
| Guiné-Bissau                                | Guiné-Bissau                                | 747.057       | 35,5%  |
| Fiji                                        | Fiji                                        | 712.025       | 77,4%  |
| Bhutan                                      | Bhutan                                      | 699.116       | 89,5%  |
| Cộng hòa Congo                              | Cộng hòa Congo                              | 695.760       | 11,5%  |
| Ma Cao                                      | Ma Cao                                      | 679.703       | 96,5%  |
| Gambia                                      | Gambia                                      | 674.314       | 25,6%  |
| Cộng hòa Síp                                | Síp                                         | 671.193       | 71,4%  |
| Namibia                                     | Namibia                                     | 629.767       | 21,8%  |
| Eswatini                                    | Eswatini                                    | 526.050       | 43,2%  |
| Haiti                                       | Haiti                                       | 521.396       | 4,5%   |
| Guyana                                      | Guyana                                      | 497.550       | 60,6%  |
| Luxembourg                                  | Luxembourg                                  | 481.957       | 73,8%  |
| Malta                                       | Malta                                       | 478.953       | 90,7%  |
| Brunei                                      | Brunei                                      | 451.149       | 99,1%  |
| Comoros                                     | Comoros                                     | 438.825       | 52,6%  |
| Djibouti                                    | Djibouti                                    | 421.573       | 37,1%  |
| Maldives                                    | Maldives                                    | 399.308       | 76,2%  |
| Papua New Guinea                            | Papua New Guinea                            | 382.020       | 3,7%   |
| Cabo Verde                                  | Cabo Verde                                  | 356.734       | 68,6%  |
| Quần đảo Solomon                            | Quần đảo Solomon                            | 343.821       | 44,0%  |
| Gabon                                       | Gabon                                       | 311.244       | 12,8%  |
| Iceland                                     | Iceland                                     | 309.770       | 81,4%  |
| Bắc Síp                                     | Bắc Síp                                     | 301.673       | 78,8%  |
| Montenegro                                  | Montenegro                                  | 292.783       | 47,6%  |
| Guinea Xích Đạo                             | Guinea Xích Đạo                             | 270.109       | 15,0%  |
| Suriname                                    | Suriname                                    | 267.820       | 43,0%  |
| Belize                                      | Belize                                      | 258.473       | 64,2%  |
| Nouvelle-Calédonie                          | New Caledonia                               | 192.375       | 67,0%  |
| Samoa                                       | Samoa                                       | 191.403       | 88,9%  |
| Polynésie thuộc Pháp                        | Polynesia thuộc Pháp                        | 190.908       | 68,1%  |
| Vanuatu                                     | Vanuatu                                     | 176.624       | 56,4%  |
| Bahamas                                     | Bahamas                                     | 174.810       | 44,0%  |
| Barbados                                    | Barbados                                    | 163.853       | 58,0%  |
| São Tomé và Príncipe                        | São Tomé và Príncipe                        | 140.256       | 62,0%  |
| Curaçao                                     | Curaçao                                     | 108.601       | 58,6%  |
| Kiribati                                    | Kiribati                                    | 100.900       | 77,4%  |
| Aruba                                       | Aruba                                       | 90.546        | 84,0%  |
| Seychelles                                  | Seychelles                                  | 88.520        | 70,5%  |
| Tonga                                       | Tonga                                       | 87.375        | 83,2%  |
| Jersey                                      | Jersey                                      | 84.365        | 81,6%  |
| Đảo Man                                     | Isle of Man                                 | 69.560        | 82,7%  |
| Antigua và Barbuda                          | Antigua và Barbuda                          | 64.290        | 69,3%  |
| Quần đảo Cayman                             | Quần đảo Cayman                             | 62.113        | 86,8%  |
| Saint Lucia                                 | Saint Lucia                                 | 60.140        | 33,6%  |
| Andorra                                     | Andorra                                     | 57.913        | 72,7%  |
| Guernsey                                    | Guernsey                                    | 54.223        | 85,1%  |
| Bermuda                                     | Bermuda                                     | 48.554        | 75,0%  |
| Grenada                                     | Grenada                                     | 44.241        | 37,9%  |
| Gibraltar                                   | Gibraltar                                   | 42.175        | 112,2% |
| Quần đảo Faroe                              | Quần đảo Faroe                              | 41.715        | 77,3%  |
| Greenland                                   | Greenland                                   | 41.227        | 73,7%  |
| Saint Vincent và Grenadines                 | Saint Vincent và Grenadines                 | 37.532        | 36,8%  |
| Burundi                                     | Burundi                                     | 36.909        | 0,3%   |
| Saint Kitts và Nevis                        | Saint Kitts và Nevis                        | 33.794        | 72,4%  |
| Dominica                                    | Dominica                                    | 32.995        | 49,4%  |
| Quần đảo Turks và Caicos                    | Quần đảo Turks và Caicos                    | 32.815        | 71,6%  |
| Sint Maarten                                | Sint Maarten                                | 29.788        | 70,7%  |
| Monaco                                      | Monaco                                      | 28.875        | 74,2%  |
| Liechtenstein                               | Liechtenstein                               | 26.771        | 68,1%  |
| San Marino                                  | San Marino                                  | 26.357        | 77,4%  |
| Quần đảo Virgin thuộc Anh                   | Quần đảo Virgin thuộc Anh                   | 19.466        | 50,8%  |
| Caribe Hà Lan                               | Caribbean Hà Lan                            | 19.109        | 66,8%  |
| Quần đảo Cook                               | Quần đảo Cook                               | 15.112        | 102,8% |
| Nauru                                       | Nauru                                       | 13.106        | 111,2% |
| Anguilla                                    | Anguilla                                    | 10.858        | 76,7%  |
| Tuvalu                                      | Tuvalu                                      | 9.763         | 97,9%  |
| Wallis và Futuna                            | Wallis và Futuna                            | 7.150         | 62,4%  |
| Saint Helena, Ascension và Tristan da Cunha | Saint Helena, Ascension và Tristan da Cunha | 4.361         | 81,8%  |
| Quần đảo Falkland                           | Quần đảo Falkland                           | 2.632         | 75,7%  |
| Tokelau                                     | Tokelau                                     | 2.203         | 96,6%  |
| Montserrat                                  | Montserrat                                  | 2.104         | 47,5%  |
| Niue                                        | Niue                                        | 1.638         | 90,4%  |
| Quần đảo Pitcairn                           | Quần đảo Pitcairn                           | 47            | 100,0% |
| Cộng hòa Dân chủ Nhân dân Triều Tiên        | Triều Tiên                                  | 0             | 0,0%   |

## Đại dịch theo quốc gia và vùng lãnh thổ

### Các ca bệnh được xác nhận
Tính đến ngày 31 tháng 12 năm 2020, có hơn 83.790.000 ca nhiễm được xác nhận trên toàn cầu với hơn 59.300.000 người khỏi bệnh và hơn 1.820.000 trường hợp tử vong ở hơn 220 quốc gia và vùng lãnh thổ, trong đó có năm tàu du lịch. Mỹ là quốc gia có số người nhiễm cao nhất thế giới với hơn 20.445.000 người nhiễm và cũng là quốc gia có số người tử vong cao nhất với hơn 354.200 người chết. Đứng thứ 2 thế giới là Ấn Độ với hơn 10.286.000 người nhiễm và hơn 149.000 người tử vong. Đứng thứ 3 thế giới là Brazil với hơn 7.670.000 người nhiễm và gần 195.000 người tử vong. Tính đến hết năm 2020, các nước xếp ở vị trí 4 đến 10 về số ca nhiễm là: Nga, Pháp, Anh, Thổ Nhĩ Kỳ, Ý, Tây Ban Nha, Đức, các nước xếp ở vị trí 4 đến 10 về số tử vong là Mexico, Ý, Anh, Pháp, Nga, Iran, Tây Ban Nha. Có 18 nước trên 1 triệu ca /nước, và 18 nước trên 20.000 tử vong / nước.
Các nước / vùng có tỷ lệ ca nhiễm trên quy mô dân số cao nhất: 1.Qatar, 2.San Marino, 3.Vatican, 4.Bahrain, 5. Chile, 6.Andorra, 7.Kuwait, 8.Mayotte, 9.Peru, 10. Singapore, 11.Mỹ, 12.Guiana thuộc Pháp... và thấp nhất: 213.Papua New Guinea, 212.Lesotho, 211.Lào, 210.Việt Nam, 209.Angola, 208. Myanmar, 207.Campuchia, 206.Burundi, 205.Tanzania,... (cập nhật 19/6). Các nước / vùng có tỷ lệ ca nhiễm trên quy mô dân số cao nhất: Andorra, Bahrain, Qatar, Aruba, Belgium, Czechia, Armenia...(cập nhật 8/11)
Các nước / vùng có tỷ lệ ca nhiễm trên quy mô dân số cao nhất (31/12) thứ tự: Andorra, Montenegro, Luxembourg, 	San Marino, Czechia, USA, Gibraltar, French Polynesia, Slovenia, Gruzia...; có tỷ lệ ca nhiễm trên quy mô dân số thấp nhất (31/12) thứ tự: Vanuatu, Lào, Tanzania, Samoa, Vietnam, Western Sahara, Cambodia, Solomon Islands...(8 nước, và cộng một số vùng lãnh thổ nhỏ chưa có ca nào).
Các nước / vùng có tỷ lệ chết vì dịch trên quy mô dân số cao nhất: 1.San Marino, 2.Bỉ, 3.Andorra, 4. Anh, 5. Tây Ban Nha, 6. Ý, 7. Thụy Điển, 8. Pháp, 9. Mỹ, 10. Hà Lan,... (cập nhật 19/6). Các nước / vùng có tỷ lệ chết vì dịch trên quy mô dân số cao nhất: San Marino, Bỉ, Peru, Andorra, Spain, Brazil, Chile... (cập nhật 8/11).
Các nước / vùng có tỷ lệ ca tử vong trên quy mô dân số cao nhất (31/12) thứ tự: San Marino, Belgium, Slovenia, Bosnia and Herzegovina, Italy, North Macedonia, Peru, Bulgaria, Tây Ban Nha, Czechia...; có tỷ lệ ca tử vong trên quy mô dân số thấp nhất (31/12) thứ tự: Burundi, Tanzania, Đài Loan, Mongolia, Vietnam, Eritrea, Thailand, Papua New Guinea, Tây Sahara, Fiji...(có 22 nước / vùng có ca nhiễm nhưng chưa ghi nhận tử vong tính đến 31 tháng 12 năm 2020).
Theo khu vực đến 31 tháng 12 năm 2020 đứng đầu về số ca nhiễm và tử vong là châu Âu, tiếp đến là Bắc Mỹ, châu Á xếp 3 về ca nhiễm và 4 về tử vong, Nam Mỹ xếp 4 về ca nhiễm và 3 tử vong, châu Phi xếp áp chót và cuối cùng là châu Đại Dương (chưa tính Nam Cực) (cụ thể ở dưới).
Tính đến hết nửa năm 2021, thế giới có gần 183 triệu ca nhiễm trên tất cả châu lục, gần 4 triệu ca tử vong. Châu Âu gần 48 triệu ca nhiễm, hơn 1,1 triệu tử vong, Bắc Mỹ hơn 40 triệu ca nhiễm, hơn 0,9 triệu tử vong, châu Á gần 56 triệu ca nhiễm, gần 0,8 triệu tử vong, Nam Mỹ gần 33 triệu ca nhiễm, hơn 1 triệu tử vong, châu Phi hơn 4,5 triệu ca nhiễm hơn 143.000 tử vong, châu Đại Dương hơn 74.000 ca nhiễm, gần 1.300 tử vong. Đứng đầu số ca nhiễm lần lượt là Mỹ, Ấn Độ, Brazil, Pháp, Nga, Thổ Nhĩ Kỳ, Anh, Áchentina, Ý, Colombia. Đứng đầu tử vong lần lượt là Mỹ, Brazil, Ấn Độ, Mexico, Peru, Nga, Anh, Ý, Pháp, Colombia. Các nước đứng đầu tỷ lệ ca nhiễm trên dân số là Andorra, Montenegro, Seychelles, Séc, Baranh, San Marino, Manđivơ... Các nước đứng đầu tỷ lệ tử vong trên dân số là Peru, Hungary, Bosnia and Herzegovina, Séc...
Tính đến hết năm 2021, cả thế giới có 288,469 triệu ca mắc, 5,453 triệu tử  vong, đứng đầu về số ca mắc theo thứ tự là Mỹ, Ấn Độ, Brazil,  Anh, Nga, Pháp,..., đứng đầu về tử vong thứ tự là Mỹ, Brazil, Ấn Độ, Nga, Mexico, Peru... Số ca mắc bình quân đầu người cao nhất là Andorra, Montenegro,... tử vong bình quân đầu người cao nhất là Peru, Bulgaria...
Số liệu ở mỗi nước, vùng lãnh thổ và số liệu, đặc điểm dịch bệnh ở mỗi khu vực châu Phi, châu Á, châu Âu, Bắc Mỹ, châu Đại Dương, Nam Mỹ,...:

### Châu Phi

Cập nhật tình hình dịch bệnh tại châu Phi ngày 23 tháng 5, 2021
1–999 ca
1,000–9,999 ca
10,000–99,999 ca
100,000–999,999 ca
1,000,000+ ca

Các ca bệnh đã được xác nhận ở hầu hết các nước và vùng lãnh thổ châu Phi. Theo Michael Yao, người đứng đầu các hoạt động khẩn cấp của WHO ở châu Phi, việc phát hiện sớm là rất quan trọng bởi vì các hệ thống y tế của lục địa này "đã bị quá tải bởi nhiều vụ bùng phát dịch bệnh đang diễn ra". Kể từ ngày 13 tháng 5, các trường hợp đã được xác nhận ở tất cả các quốc gia châu Phi, với Lesotho là quốc gia châu Phi cuối cùng phát hiện ca nhiễm đầu tiên là vào ngày 13 tháng 5. Không có trường hợp báo cáo trong lãnh thổ của Saint Helena, Ascension và Tristan da Cunha, nhưng đã có những trường hợp nghi ngờ.
Tính đến 12 tháng Bảy giờ địa phương, Nam Phi có 276.242 ca xếp thứ 1 châu Phi, các tỉnh nhiều ca nhiễm nhất là: Gauteng 98.431 ca; Western Cape 78.3996 ca; Eastern Cape 50.300 ca; KwaZulu-Natal 25.572 ca;...
Tính đến 22 tháng Tám năm 2020, châu Phi có hơn 1,1 triệu ca với hơn 27.000 tử vong. Cộng hòa Nam Phi vẫn đứng đầu, đỉnh dịch gần 14.000 ca ngày 24 tháng Bảy, và có xu hướng giảm trong tháng Tám. Morocco xếp thứ 4 và Ethiopia xếp thứ 7 châu Phi có xu hướng tăng khá nhanh từ giữa tháng Tám.
Tính đến 14 tháng 10, châu Phi có hơn 1,6 triệu ca, và gần 39.000 đã chết. Đầu tháng 10 dịch có xu hướng giảm ở Nam Phi, ở Ethiopia số ca đã giảm, nhưng Morocco vẫn khá nghiêm trọng, và Tunisia một nước Bắc Phi khác số ca tăng nhanh. Đầu tháng 11 dịch ở Morocco vẫn nghiêm trọng. Tanzania sau ngày 8 tháng Năm không công bố bất kỳ ca mới và tử vong mới nào (đến thời điểm đó nước này có 509 ca và 21 tử vong), mặc dù phe đối lập phản đối.
Tính đến 3 tháng 12 năm 2020, trong 14 ngày tuần gần nhất số ca tăng nhanh nhất là Marốc, hơn 57.000 ca mới, tiếp đến là Nam Phi hơn 39.000 ca mới, tiếp theo là Tuynidi, Angiêri, Kênia,...
Tính đến 18 tháng 12, trong 14 ngày tuần gần nhất tăng nhanh nhất là Nam Phi hơn 73.200 ca mới, tiếp đến là Marốc hơn 45.800 ca, Tuynidi hơn 15.100 ca mới.
Tính đến 31 tháng 12 châu Phi có hơn 2,77 triệu ca và hơn 65.500 tử vong. Các nước đứng đầu về số ca là Nam Phi,  Morocco, Tunisia, Ai Cập, Ethiopia, Libya đều trên 100.000 ca / nước, đứng đầu tử vong là Nam Phi, Ai Cập, Morocco đều trên 7.000 tử vong / nước. Hai tuần cuối năm tăng nhanh nhất là Nam Phi trên 150.000 ca mới, tiếp đến là Morocco gần 32.500 ca mới, Tunisia hơn 20.000 ca mới, Nigeria gần 12.000 ca mới, Ai Cập gần 11.000 ca mới,...
Tính 14 ngày gần nhất đến hết tuần đầu năm 2021 nhiều ca mới nhất Nam Phi gần 220.000 ca, Tuynidi hơn 30.700 ca, Morocco hơn 20.400 ca,...
Tính hai tuần thứ hai và ba tháng 1/2021, nơi tăng nhanh nhất là Nam Phi (nơi ghi nhận đầu tiên biến chủng virus có tên 501.V2), với 181.389 ca, Tunisia 36.286 ca, Nigeria 22.909 ca (từng nghi ngờ  biến thể mới virus corona), đáng chú ý là tăng nhanh ở một số nước quanh Nam Phi như Zambia, Malawi, Mozambique...
Tại Tanzania mặc dù từ tháng 5 năm 2020 không có báo cáo chính thức nào nhưng có một số nghi ngờ nước này bị dịch. Tháng 12 năm 2020 có nguồn cho biết một số ca ở Dar es Salaam và nguyên nhân cái chết của cựu tổng thống Benjamin Mkapa không phải do đau tim như đã tuyên bố chính thức, mà bị nghi là do COVID-19. Tháng 1 năm 2021 có một số nguồn cho biết Tanzania có dịch, đặc biệt vào ngày 31 tháng 1, Đảng Liên minh Thay đổi và Minh bạch thông báo Chủ tịch đảng kiêm Phó Tổng thống thứ nhất của Zanzibar, Seif Sharif Hamad cùng với vợ và một số phụ tá của ông đã mắc bệnh COVID-19 và đang ở bệnh viện. Ngày 17 tháng 2, Seif Sharif Hamad tử vong. Một số quan chức khác cũng được ghi nhận tử vong do Covid và trong tháng 2 năm 2021 một số nguồn tiếp tục cho biết nước này có dịch mặc dù không có công bố chính thức của chính phủ. Ngày 21 tháng 2 Tổng thống phải kêu gọi người dân đề phòng Covid; trong khi WTO kêu gọi nước này chia sẻ thông tin.
Tại Tanzania, lần đầu tiên chính quyền mới của tổng thống Samia Suluhu nói công khai về các biện pháp mới đối với đại dịch ngày 6 tháng 4 năm 2021, kể từ khi bà tuyên thệ nhậm chức tổng thống Tanzania vào ngày 19 tháng 3 năm 2021, sau cái chết của người tiền nhiệm John Pombe Magufuli. Chính quyền mới thành lập lực lượng đặc nhiệm COVID-19 quốc gia. Trước đó, vào ngày 29 tháng 4 năm 2020, Tanzania ngừng công bố thông tin về trường hợp nhiễm COVID-19 và các trường hợp tử vong liên quan. Các số liệu chính thức vẫn như cũ vào năm 2020 - 509 trường hợp nhiễm trùng được xác nhận và 39 trường hợp tử vong. Tuy nhiên nhiều trường hợp tử vong trong những tháng đầu 2021, bao gồm cả những cá nhân nổi bật khác nhau, được cho là do COVID-19, mặc dù các thông tin chính thức cho rằng là do các nguyên nhân như "khó thở" và "viêm phổi do vi rút", theo Hội đồng Giám mục Tanzania (TEC). Chỉ riêng trong tháng 2 năm 2021, 10 nhân vật nổi tiếng trong chính phủ đã chết, trong đó có Phó Tổng thống thứ nhất của Zanzibar, Seif Sharif Hamad. Tuy nhiên ngay cả sau khi Tổng thống Suluhu nhậm chức, việc sử dụng khẩu trang, cách ly xã hội và các biện pháp phòng ngừa khác hầu như không có trên khắp Tanzania.
Tính đến 7 tháng 4, trong 14 ngày gần nhất, Ethiopia, Kenya, Cameroon, Tuynidi, Nam Phi, Libya đứng đầu về số ca mới, trên 10.000 ca mỗi nước. Tính đến 24 tháng 4 châu Phi có gần 76.000 ca mới trong một tuần, giảm 6% khi so với số ca trong 7 ngày trước nữa. Tunisia, Ethiopia, Nam Phi lần lượt đứng đầu số ca mới trong 7 ngày qua. Có gần 2.200 ca tử vong tính trong một tuần, giảm 2% so với tuần trước nữa.
Tính đến hết tháng 6 năm 2021, Nam Phi, Marốc, Tuynidi đứng đầu số ca nhiễm, Nam Phi, Ai Cập, Tuynidi đứng đầu về tử vong. Tính đến hết tháng 6 tuần gần nhất số ca mới cao nhất trong 7 ngày gần nhất đứng đầu là Nam Phi, Tuynidi, Dămbia, Namibia, Zimbabwe, Rwanda, tử vong cao nhất trong 7 ngày gần nhất đứng đầu là Nam Phi, Tuynidi, Dămbia, Namibia, Uganda, Ai Cập, Kenya.
Tính đến 8 tháng 9 châu Phi có 8 triệu ca nhiễm. Tuần gần nhất có hơn 154.000 ca nhiễm mới và giảm đáng kể so với tuần trước.
Tính đến 15/9/2021 tuần gần nhất số ca nhiễm mới giảm 24% và tử vong giảm 18% so với tuần trước. Nam Phi và Marốc xếp đầu về ca nhiễm mới.
Tính đến hết năm 2021, châu Phi có hơn 9,8 triệu ca mắc, và 229.000 tử vong.
Các nhân vật nổi tiếng mắc Covid: Bộ trưởng y tế Nam Phi Zweli Mkhize; Pierre Lumbi, Bộ trưởng Bộ Bưu chính Viễn thông Cộng hòa Dân chủ Congo, tử vong;...(xem thêm)	
Xem ở dưới

### Châu Á
| ≥ 800 600–799 300–599 | 200–299 100–199 <100 |

Cập nhật ca tử vong do COVID-19 tại châu Á ngày 10 tháng 12, 2020
≥ 800
600–799
300–599
200–299
100–199
<100

Một cụm các trường hợp viêm phổi bí ẩn đã được phát hiện vào tháng 12 năm 2019 tại Vũ Hán và cuối cùng lan sang phần còn lại của Trung Quốc. Sau đó, nhiều quốc gia châu Á khác bắt đầu xác nhận các trường hợp, với một số quốc gia bị ảnh hưởng nhất là Hàn Quốc, Nhật Bản và Iran. Mô hình tinh vi của vụ dịch cho thấy rằng trong khi số ca mắc bệnh ở Trung Quốc sẽ tăng gấp nhiều lần nếu không có sự can thiệp như phát hiện sớm và cách ly người nhiễm bệnh, thì sẽ có ít hơn 66% người bị nhiễm nếu Trung Quốc thực hiện các biện pháp ít nhất một tuần sớm hơn. Kể từ ngày 30 tháng 4, các ca bệnh đã được báo cáo ở tất cả các nước châu Á ngoại trừ Turkmenistan - trong khi Bắc Triều Tiên đã có các trường hợp nghi ngờ. Không có trường hợp nào được báo cáo ở các lãnh thổ bên ngoài Đảo Christmas và Quần đảo Cocos (Keeling).
Tính đến 12 tháng Bảy năm 2020, Ấn Độ đứng đầu số ca, có hơn 877.000 ca, xếp 3 thế giới, các tâm dịch là Maharashtra hơn 254.000 ca, Tamil Nadu 138470 ca, Delhi hơn 112.000 ca, các thành phố nhiều ca: Delhi, Mumbai: gần 92.000 ca, Pune hơn 37.000 ca, Thane gần 60000 ca (Maharashtra), Chennai gần 75.000 ca, Ahmedabad (Gujarat) hơn 23.000 ca, Bengaluru hơn 18.000 ca, Kolkata hơn 9.100 ca...Tiếp theo là Iran tổng số ca 256.303. Các tỉnh Tây Azarbaijan, Khuzestan, Khorasan Razavi và Mazandaran được coi là vùng đỏ, 12.993 chết. Tổ chức đối lập PMOI/MEK cho số bị chết vượt 69.800 người, ở một số thành phố / tỉnh: Tehran là 17.450, Khorasan Razavi 5.250, Khuzestan 5.245, Lorestan 2.530, Sistan and Baluchistan 2.155 người, West Azerbaijan 2,070 người, Golestan 1,760 người. Tại Pakistan, 251.624 ca, 5.266 chết, tỉnh nhiều ca nhất: Sindh 105.533 ca; tiếp đến Punjab...Saudi Arabia 232.259 ca; địa phương nhiều ca nhất: Ar Riyadh 50.243; Jeddah: 27.375 ca...Thổ Nhĩ Kỳ gần 213.000 ca, hơn 5.300 người chết đến 12 tháng Bảy. Các điểm nóng Istanbul, Sanliurfa, Ankara, Gaziantep and Konya. Các địa phương nhiều ca nhất: İstanbul gần 111.000 ca; Doğu Marmara hơn 22.400 ca... đến 5 tháng Bảy. Bangladesh đến 12 tháng 7 của năm có 186.894 ca, trong đó nhiều nhất là vùng Dhaka (huyện / thành phố Narayanganj 5.424 ca; huyện Dhaka 3396 ca; huyện Gazipur 3.613 ca;...), tiếp đến vùng Chittagong... (10 tháng Bảy). Các nước xếp tiếp theo: Qatar, Iraq, Indonesia, China, Kazakhstan, Philippines...
Trung Quốc nơi đầu tiên bị dịch tính đến 16 tháng 7 năm 2020 có 83.622 ca, trường hợp tử vong 4.634, tâm dịch Hồ Bắc 68.135 ca, 4.512 tử vong, trong đó Vũ Hán 50.340 ca, 3.869 tử vong (hết dịch 4 tháng 6).
Tính đến 22 tháng Tám, châu Á có hơn 6,1 triệu ca, và hơn 127.000 tử vong. Ấn Độ vẫn xếp đầu, hơn 2,9 triệu ca, từ đầu tháng Tám nhiều ngày trên 60.000 ca mỗi ngày. Maharashtra vẫn là bang đứng đầu với hơn 657.000 ca, Pune vượt qua Mumbai là các thành phố nhiều ca nhất, con số lần lượt là trên 144.000 ca (Pune) và trên 134.000 ca (Mumbai). Tamil Nadu (với tâm dịch là Chennai), xếp thứ hai, với hơn 367.000 ca, bang Andhra Pradesh tăng nhanh, lên vị trí thứ ba, Karnataka, Uttar Pradesh, Delhi (158.000 ca), West Bengal, Bihar, Telangana (tâm dịch Hyderabad hơn 47.500 ca) xếp tiếp theo đều trên 10 vạn ca. Từ nửa đầu tháng Tám dịch có xu hướng giảm  ở một số điểm nóng như Saudi Arabia, Qatar, Oman, Singapore, ổn định ở Iran (xếp 2 châu Á), Thổ Nhĩ Kỳ, Israel, tăng nhanh hay  khá nhanh ở Iraq, Philippines, Indonesia, Kazakhstan, Nhật Bản...Tại Philippines, vùng thủ đô (NCR) chiếm hơn 35.000 ca đang phải nhập viện / 61.000 ca đang phải nhập viện cả nước (20 tháng 8). Indonesia tâm dịch là các tỉnh DKI Jakarta hơn 32.200 ca và Jawa Timur hơn 29.700 ca, hai tỉnh chiếm 40% số ca cả nước. Tại Nhật Bản, Tokyo là tâm dịch với trên 18.800 ca. Trung Quốc xếp 13 châu Á, từ 18 tháng Tư không nghi nhận ca tử vong mới nào. 6/24 nước / vùng có ca nhiễm chưa có tử vong nằm ở châu Á gồm Mông Cổ, Campuchia, Butan, Macao, Timo, Lào.
Tính đến 14 tháng 10, châu Á có hơn 12,1 triệu ca, và chết hơn 217.000 người. Ấn Độ dịch vẫn rất nghiêm trọng, hai nước láng giềng Nepal và Myanmar đầu tháng 10 số ca tăng nhanh, nhưng tại Bangladesh và Pakistan dịch giảm đáng kể. Tình hình tại Iran, Iraq vẫn nghiêm trọng, nhưng Thổ Nhĩ Kỳ giảm nhiều. Israel số ca tăng nhanh. Tại Đông Nam Á, Philippines và Indonesia dịch vẫn nghiêm trọng. Khu vực Đông Bắc Á số ca giảm nhiều so với trước. Đầu tháng 11 dịch chậm lại ở một số nước, nhưng tăng nhanh hơn ở một số nước khác bao gồm cả Iran. Đứng đầu số ca là Ấn Độ hơn 8,4 triệu ca, Maharashtra đứng đầu với hơn 1,7 triệu ca, và gần 45.000 đã chết, tiếp theo là các bang Karnataka gần 842.000 ca, hơn 11.300 đã chết, Andhra Pradesh hơn 838.000 ca và hơn 6.700 đã chết, tiếp theo là Tamil Nadu gần 740.000 ca với gần 11.300 đã chết... Các thành phố nhiều ca Ấn Độ: Delhi 430.700 ca, Pune 338.000 ca, Mumbai 263.000 ca, Thane 227.000 ca, Bengaluru 347.700 ca, Chennai 204.200 ca, Kolkata 87.300 ca, Hyderabad 70.900 ca, Lucknow 65.000 ca, Thiruvananthapuram 63.000 ca, Ahmedabad 43.700 ca,..(8/11), ở Iran là Tehran, Isfahan, Qom. Một số nước trước ít bị nhưng tăng nhanh đầu tháng 11 như Jordan, Armenia, Gruzia, Lebanon... Cuối tháng 11 dịch bệnh gia tăng ở một số nước như Iran, Thổ Nhĩ Kỳ, Gruzia, Azerbaijan,... nhưng giảm ở một số điểm nóng khác (riêng Đông Bắc Á có Nhật Bản nhiều ngày ở bốn con số mắc mỗi ngày).
Tính đến 3 tháng 12 trong 14 ngày tuần gần nhất số ca tăng nhanh nhất ở Ấn Độ hơn 576.000 ca, Iran hơn 187.000 ca, Thổ Nhĩ Kỳ hơn 88.000 ca, Indonesia gần 71.000 ca, Gioócđani hơn 63.000 ca, Grudia hơn 58.000 ca, Adécbaidan hơn 48.000 ca, Pakistan gần 41.000 ca, Bănglađét gần 31.000 ca, Irắc và Nhật Bản gần 30.000 ca mỗi nước, Palextin hơn 25.000 ca,...
Tính đến 18 tháng 12 năm 2020, trong 14 ngày tuần gần nhất, tăng nhanh nhất là các nước Ấn Độ, hơn 452.400 ca, Thổ Nhĩ Kỳ gần 410.000 ca, Iran hơn 159.500 ca, Indonesia hơn 83.500 ca, Adécbaidăng hơn 57.700 ca, Grudia gần 55.500 ca, Gioócđani  hơn 45.300 ca, Pakistan gần 42.800 ca, Nhật Bản gần 33.000 ca,...
Tính đến 31 tháng 12 châu Á có hơn 20,68 triệu ca, hơn 337.000 tử vong. Các nước đứng đầu về số ca là Ấn Độ (gần 1/2 số ca châu Á), Thổ Nhĩ Kỳ, Iran, Indonesia, Iraq, Bangladesh, Pakistan, Philippines, Israel (trên 400.000 ca /nước). Các nước đứng đầu tử vong là Ấn Độ, Iran, Indonesia, Thổ Nhĩ Kỳ, Iraq, Pakistan (trên 10.000 tử vong / nước)... Triều Tiên, Turkmenistan chưa có ca nào, và Lào, Timo, Macao, Campuchia, Butan là các nước/ vùng có ca nhiễm nhưng chưa có tử vong. Gruzia, Armenia, Bahrain, Qatar đứng đầu tỷ lệ số ca / tổng dân số, và Armenia, Iran, Gruzia, Jordan đứng đầu tỷ lệ tử vong / tổng dân số (so sánh châu Á). Trung Quốc nước đầu tiên bị dịch chỉ xếp 82 thế giới 27 châu Á về số ca, xếp 44 thế giới, 10 châu Á về tử vong (87.052 ca, và 4.634 tử vong, từ 18 tháng 4 đến cuối năm không có tử vong nào). Trung Quốc xếp 12 từ dưới lên về tỷ lệ số ca/ tổng số dân và 11 từ dưới lên về tỷ lệ tử vong / tổng số dân (so sánh toàn cầu).
Tính đến 31 tháng 12 trong 2 tuần gần nhất, các nước nhiều ca mới là Thổ Nhĩ Kỳ gần 337.800 ca, Ấn Độ hơn 323.700 ca, Indonesia hơn 95.500 ca, Iran gần 92.200 ca, Israel hơn 46.100 ca, Azerbaijan hơn 39.600 ca, Nhật Bản hơn 38.700 ca, Pakistan hơn 32.500 ca, Gruzia hơn 31.000 ca, Jordan hơn 28.300 ca, Palestine hơn 25.700 ca, Libăng hơn 24.700 ca, Malaysia hơn 21.600 ca, Philippines gần 20.500 ca,... Dịch có xu hướng giảm ở một số nước như Bănglađét, Nêpan ở Nam Á, Myanmar ở Đông Nam Á, Ả rập Sauđi ở Tây Á... nhưng tăng lên ở UAE, hay Hàn Quốc, ở Đông Nam Á là Thái Lan... Hai tuần cuối năm số ca mới ở Thái Lan là hơn 2.000 trong khi Hàn Quốc là gần 14.200. Lào và Brunây là 2 nước không có ca mới nào (Brunây tính đến trước 30/12, Ma Cao từ sau 26 tháng 6 không ca mới nào). Ngày 8 tháng 1 năm 2021 Butan ghi nhận ca tử vong đầu tiên, chỉ còn Campuchia, Lào, Timo, Macao là các nước / vùng có dịch duy nhất châu Á chưa ghi nhận ca tử vong. Ngày 14/1/2021 Trung Quốc ghi nhận ca tử vong đầu tiên sau 242 ngày không có tử vong kể từ hôm 17/4/2020.
Tính 14 ngày gần nhất đến hết tuần đầu năm 2021 nhiều ca mới nhất Ấn Độ gần 259.000 ca, Thổ Nhĩ Kỳ gần 179.000 ca, Indonesia gần 115.000 ca, Israel hơn 91.000 ca, Iran gần 86.000 ca, Nhật Bản hơn 66.500 ca, UAE hơn 31.000 ca, Pakistan và Malaysia mỗi nước gần 31.000 ca,...
Tính hai tuần thứ hai và ba tháng 1/2021 Ấn Độ có thêm 201.141 ca, Indonesia có thêm 161.236 ca, Israel có 106.006 ca, Thổ Nhĩ Kỳ 103.349 ca, Lebanon 90.319 ca, tiếp đến là Iran, Nhật Bản... Tại Đông Nam Á, Malaysia vượt qua Philippines về số ca hai tuần, chỉ đứng sau Indonesia.
Tính đến 7 tháng 4, trong 14 ngày gần nhất, Ấn Độ, Thổ Nhĩ Kỳ, Philippines, Iran, Jordan, Irắc, Bangladesh, Pakistan đứng đầu về số ca mới, trên 60.000 ca mỗi nước. Tính đến 24 tháng 4, châu Á có gần 3,114 triệu ca mới trong một tuần, tăng 33% khi so sánh số ca của 7 ngày trước đó. Các nước có số ca mới nhiều nhất trong tuần là Ấn Độ, Thổ Nhĩ Kỳ, Iran, Philippin, Irắc. Gần 25.300 tử vong trong một tuần, tăng 48% so với tuần trước, nhiều nhất là Ấn Độ, gần 14.000 tử vong tăng 93% so với số tử vong của 7 ngày trước. Tính đến sáng 25 tháng 4, Ấn Độ đã có gần 17 triệu ca nhiễm, trong đó bang Maharashtra gần 4,23 triệu ca (Pune hơn 786.000 ca, Mumbai hơn 622.000 ca,...), Kerala gần 1,4 triệu ca, Karnataka hơn 1,3 triệu ca (Bengaluru gần 633.000 ca,...), Tamil Nadu gần 1,1 triệu ca (Chennai hơn 305.000 ca,...), Uttar Pradesh gần 1,1 triệu ca, Andhra Pradesh và Delhi mỗi nơi đều trên 1 triệu ca. Theo Viện Đo lường và Đánh giá Y tế của Đại học Washington cuối tháng 6 số người chết thực sự của Ấn Độ vượt 1,1 triệu, gần gấp ba lần báo cáo. Tại các khu vực nông thôn Ấn Độ, nơi điều kiện y tế thiếu thốn, số ca nhiễm và tử vong do Covid-19 cao gấp hai đến ba lần thống kê.
Tính đến hết tháng 6 năm 2021, Ấn Độ đứng đầu về số ca nhiễm, và tử vong, tiếp đến về số ca nhiễm là Thổ Nhĩ Kỳ, Iran, tiếp theo về tử vong là Iran, Indonesia. Hai nước Bắc Triều tiên và Tuốcmênixtan không thông báo ca nào. Tính đến hết nửa năm 2021, trong 7 ngày gần nhất số ca nhiễm mới cao nhất là Ấn Độ, Indonesia, Iran, Bănglađét, Malaysia,..., số ca tử vong mới cao nhất là Ấn Độ, Indonesia, Iran, Philippin...Israel, Síp, Tatghikixtan, Myanmar đứng đầu về tỷ lệ % tăng số ca so với số ca 7 ngày trước đó.
Tính đến 8 tháng 9 châu Á có 72,15 triệu ca nhiễm đứng đầu các khu vực. Tuần gần nhất Châu Á có gần 1,6 triệu ca nhiễm mới giảm 11% so với tuần trước, gần 26.000 tử vong chiếm trên 40% tử vong toàn thế giới trong tuần giảm 8% so với tuần trước. Xếp đầu về số ca nhiễm mới trong tuần lần lượt là Ấn Độ, Iran, Thổ Nhĩ Kỳ, Malaysia, Philippines, Nhật Bản, Thái Lan, Việt Nam. Đứng đầu về tử vong trong tuần thứ tự là Indonesia, Iran, Việt Nam,...Tại Việt Nam dịch nghiêm trọng nhất là thành phố Hồ Chí Minh, các tỉnh Bình Dương, Đồng Nai, Long An... Riêng ngày 8 tháng 9 Việt Nam xếp thứ 14 thế giới về số ca nhiễm mới và xếp 6 thế giới về tử vong.
Tính đến 15/9/2021 Châu Á giảm 13% ca mắc và giảm 16% tử vong so với tuần trước. Ấn Độ và Thổ Nhĩ Kỳ đứng đầu về số ca nhiễm mới trong tuần.  Việt Nam xếp 17 Châu Á về tổng số ca tuy nhiên số ca đang điều trị lại đang xếp thứ 5 châu Á sau Iran,Thổ Nhĩ Kỳ, Ấn Độ, Malaysia, và xếp trên Philippines, Thái Lan, Nhật Bản...Trong Đông Nam Á, Việt Nam xếp sau Indonesia, Philippines, Malaysia, Thái Lan về tổng số ca nhiễm. Về tử vong tuần gần nhất Việt Nam chỉ xếp sau Malaysia và xếp trên Philippines, Thái Lan, Indonesia. Trong tuần tại Đông Nam Á, các nước nhiều ca mới nhất thứ tự là Philippines tăng 6%, Malaysia giảm 4%, Thái Lan giảm 5%, Việt Nam giảm 9%, và Indonesia nước có số ca nhiễm cao nhất khu vực giảm tới 35%.
Riêng Việt Nam trải qua bốn đợt dịch lớn, không kể xen kẽ là các đợt chỉ ghi nhận các ca nhập cảnh hoặc số rất ít ca nhiễm nội địa. Đợt dịch lớn đầu tiên từ cuối tháng 1/2020 đến giữa tháng 4/2020, trở lên nghiêm trọng sau ca 17 vào ngày 6/3 buộc phải giãn cách xã hội trên toàn quốc theo chỉ thị 15 và 16 của Chính phủ. Đợt dịch này không có tử vong dù có một số ca nặng như ca phi công người Anh. Đợt dịch lớn thứ hai từ cuối tháng 7/2020 đến đầu tháng 12/2020, ghi nhận 35 ca tử vong chủ yếu ở Đà Nẵng, một số ở Quảng Nam và một ở Quảng Trị, không tính một số ca tử vong sau khi âm tính rải rác kể từ khi có dịch. Đến hết năm 2020, Việt Nam có 1465 ca với 1325 khỏi bệnh và 35 tử vong. Đợt dịch lớn thứ ba từ cuối tháng 1 đến cuối tháng 3/2021 bùng phát ở Hải Dương và Quảng Ninh, ghi nhận biến chủng Alpha, tuy nhiên chỉ nghiêm trọng chủ yếu ở Hải Dương, và không có tử vong. Đợt dịch lớn thứ tư từ 27/4/2021 với xuất hiện biến chủng Delta. Các ca đầu tiên đợt này ghi nhận ở Hà Nam, nhưng trở nên nghiêm trọng ở Bắc Ninh và sau đó là Bắc Giang. Số ca sau đó chủ yếu ở các tỉnh phía nam đặc biệt thành phố Hồ Chí Minh. Nhiều ngày cả nước ghi nhận trên 10.000 ca/ngày và trên 200 tử vong/ngày. Có đến 23 tỉnh thành phải giãn cách xã hội trên toàn địa bàn gồm 19 tỉnh ở Đông Nam Bộ và Tây Nam Bộ và Khánh Hòa, Phú Yên, Đà Nẵng, Hà Nội. Một số tỉnh thành khác giãn cách xã hội ở một số địa phương. Tính đến 16/9 chỉ tính đợt dịch thứ tư ca cộng đồng đã có 656.076 ca, và tổng số tử vong từ đầu dịch năm ngoái là 16.425. Hiện có 216.156 ca đang điều trị. Thành phố Hồ Chí Minh đứng đầu về số ca nhiễm đợt dịch này ghi nhận 320.823 ca, Bình Dương xếp thứ hai với 169.073 ca. Tử vong cộng dồn của thành phố Hồ Chí Minh là 12.636 ca, Bình Dương là 1524 ca, xếp tiếp theo là Đồng Nai 423 tử vong và Long An 357 tử vong. Đây là các địa phương nhiều tử vong nhất. Theo Sở y tế và CDC các tỉnh thành: thành phố Hồ Chí Minh đến ngày 15/9 có 310.322 ca trong đó 309.846 ca cộng đồng và 476 ca nhập cảnh. Các quận huyện nhiều ca có Bình Tân 24.364 ca, thành phố Thủ Đức 23.132 ca, Bình Chánh 20.892 ca, quận 8 có 19.407 ca,  quận Tân Bình 18.512 ca, quận 12 có 18.241 ca, quận 10 có 17. 433 ca, Bình Thạnh 17.400 ca,... Bình Dương đến sáng 16/9 có 2.998 ca nhiễm mới trong 24h, trong đó Thuận An có 1.455 ca mới, Tân Uyên có 995 ca mới ...cộng dồn lại các huyện và thành phố, thị xã thuộc tỉnh ghi nhận Thuận An 61.935 ca, Tân Uyên 44.112 ca, Bến Cát 23.115 ca, Dĩ An 22.854 ca, Thủ Dầu Một 8.379 ca... tổng cộng 169.907 ca. Tỉnh có dịch xếp thứ ba là Đồng Nai sáng 16/9 ghi nhận 566 ca trong 24h, huyện Nhơn Trạch có 252 ca, thành phố Biên Hòa 171 ca, cộng dồn thì Biên Hòa 14.633 ca, Nhơn Trạch 9.256 ca là các địa phương cấp huyện đứng đầu. Tổng ca của tỉnh là 37.834 ca. Xếp thứ tư là Long An đến chiều 15/9 có 29.601 ca, trong đó 29.289 ca cộng đồng, 279 ca cộng đồng chưa vào sổ và 33 ca nhập cảnh. Các huyện nhiều ca nhất cộng dồn có Đức Hòa 12.101 ca, Bến Lức 6.641 ca, Cần Giuộc 5.406 ca,... Thủ đô Hà Nội từ đầu đợt dịch thứ tư 27/4 đến 15/9/2021 có 4.116 ca nhiễm trong đó 47 ca nhập cảnh, và 28 tử vong xếp hạng 12 về ca nhiễm và 12 về tử vong.  Các quận huyện nhiều ca là Thanh Xuân 727 ca, Đống Đa 394 ca, Thanh Trì 380 ca...Chỉ có Cao Bằng chưa ghi nhận ca nhiễm nào từ đầu dịch trong số 63 tỉnh thành. Tính đến 23 tháng 9, tuần gần nhất số ca mới của Việt Nam có giảm. Tỷ lệ tử vong còn cao, số ca tử vong có đến 50,4% trên 65 tuổi và 35,4% từ 50 đến 64 tuổi. Thành phố Hồ Chí Minh đã nằm trong top các thành phố có nhiều ca nhiễm trên thế giới. Tại châu Á các đô thị nhiều ca nhiễm như Delhi có trên 1,43 triệu ca, Jakarta trên 852.000 ca, hay Tokyo trên 373.000 ca và trên 2.800 tử vong... Ngày 27 tháng 9 năm 2021, TP.HCM xin cấp bổ sung mã số 150.000 ca dương tính sau test nhanh nhưng đến cuối tháng 9 chưa cộng dồn. Đến hết tháng 9, số ca nhiễm cộng dồn của Việt Nam là trên 790.000 ca, hiện có trên 162.000 đang nhập viện. Số ca đang nhập viện của Việt Nam cuối tháng 9 xếp thứ 5 châu Á, sau Thổ Nhĩ Kỳ, Iran, Ấn Độ và Malaysia.
Một số đô thị ở châu Á có nhiều ca: Istanbul hơn 1,16 triệu ca, Ankara hơn 323.000 ca (19/9), Almaty của Kadắcxtan hơn 169.000 ca (2/10), vùng đô thị Malina của Philippin hơn 805.000 ca, hơn 9.600 tử vong, Delhi của Ấn Độ hơn 1,438 triệu ca, hơn 25.000 tử vong. Tại Ấn Độ, bang nhiều ca nhất là Maharashtra đã có trên 6,55 triệu ca với gần 140.000 tử vong, nhưng đến cuối tháng 9 đầu tháng 10 bang Kerala là bang ghi nhận nhiều ca mới nhất, một số bang gần như không còn dịch. Tại Malaysia, vùng Selangor là bang chịu ảnh hưởng nặng nhất của dịch có trên 664.000 ca hơn 1/4 số ca nước này (tính đến đầu tháng 10/2021).
Tính đến hết năm 2021, châu Á có hơn 84,66 triệu ca mắc và hơn 1,254 triệu tử vong. Ấn Độ đứng đầu về ca mắc và tử vong. Việt Nam xếp 10 châu lục về ca mắc và 6 châu lục về tử vong. Sau khi Cao Bằng ghi nhận ca đầu tiên vào 5/11/2021, tất cả các tỉnh thành Việt Nam đều có dịch. Cuối năm dịch lan rộng ra toàn quốc, Hà Nội một số ngày đứng đầu ca nhiễm theo ngày, Hải Phòng trước chống dịch rất tốt cũng đã ghi nhận nhiều ca.  Tính đến hết năm 2021, Việt Nam có trên 1,73 triệu ca mắc và gần 32.400 tử vong.
Các nhân vật nổi tiếng mắc Covid: Bộ trưởng Nội vụ Thổ Nhĩ Kỳ Süleyman Soylu,  Bộ trưởng liên bang của Ấn Độ về Phát triển Phụ nữ và Trẻ em Smriti Irani,  Nursultan Nazarbayev, cựu Tổng thống Kazakhstan; diễn viên Amitabh Bachchan cùng con trai Abhishek Bachchan, con dâu Aishwarya Rai,...(xem thêm)
xem ở dưới

### Châu Âu
| > 1578.1 1578.1–1087.0 1087.0–728.3 457.2–728.3 | 258.3–457.2 116.2–258.3 < 116.2 |

Cập nhật tình hình ca tử vong trên 1 triệu dân vì COVID-19 tại châu Âu ngày 22 tháng 5, 2021
> 1578.1
1578.1–1087.0
1087.0–728.3
457.2–728.3
258.3–457.2
116.2–258.3
< 116.2

Các trường hợp ban đầu ở châu Âu đã được báo cáo ở Pháp, Đức và các nước khác với số lượng ca bệnh tương đối thấp. Vào ngày 21 tháng 2, một vụ bùng phát dịch lớn đã được báo cáo ở Ý, chủ yếu ở phía bắc gần Milan. Các trường hợp phát triển nhanh chóng khi dịch bệnh lan rộng khắp châu Âu. Các trường hợp đã được báo cáo ở tất cả các nước châu Âu sau khi Montenegro báo cáo một trường hợp vào ngày 17 tháng 3 và tại tất cả các vùng lãnh thổ châu Âu sau Đảo Man vào ngày 19 tháng 3, bang Transnistria đang tranh chấp vào ngày 21 tháng 3  và Quần đảo Åland vào ngày 22 tháng 3. WHO đã tuyên bố châu Âu là trung tâm mới của virus sau khi tình hình được cải thiện ở Trung Quốc. Tính đến ngày 24 tháng 3, đã có 200.000 trường hợp được xác nhận và 10,400 trường hợp tử vong ở châu Âu; Trong số này, 64.000 trường hợp và 6.100 người chết là ở Ý.
Tính đến 12 tháng Bảy Nga có hơn 727.000 ca, xếp 4 thế giới, hơn 11.000 đã chết. Tâm dịch là Moskva gần 230.000 ca, vùng Moskovskaya hơn 60.400 ca, Saint Petersburg hơn 27.000 ca, vùng Nizhegorodskaya hơn 20.000 ca,... Tính đến 11 tháng Bảy, Tây Ban Nha có 253.908 ca nhiễm, 28.403 chết. Tâm dịch là các vùng / cộng đồng: Madrid 72.532 ca; Catalonia 68.888 ca; Castilla y León 19.787 ca; Castilla-La Mancha 18.343 ca; Basque 13.939 ca; Andalusia 13.386 ca;...
Tính đến 11 tháng Bảy năm 2020, Vương quốc Anh và Bắc Ailen có 289,603 ca, 44,819 đã chết. Nước Anh có 249,510 ca trong đó vùng North West England hơn 43.400 ca (hạt Lancashire hơn 6.700 ca;...); South East England 34.200 ca (Kent hơn 7.700 ca; Hampshire hơn 5.000 ca; Surrey hơn 4.600 ca;...); London hơn 34.100 ca; Yorkshire and The Humber gần 30.000 ca (Bradford hơn 4.300 ca; Sheffield hơn 4.000 ca...); West Midlands hơn 25.700 ca (Birmingham hơn 4.800 ca;...); East of England hơn 23.700 ca (Essex hơn 5.400 ca;...); East Midlands hơn 21.000 ca (Leicester hơn 4.200 ca;...);... Số ca Scotland là 18,359; xứ Wales 15,962, Bắc Ireland 5,772 ca. Tính đến 12 tháng Bảy, Ý có hơn 243.000 ca; các vùng tâm dịch: Lombardia hơn 95.000 ca; Piemonte hơn 31.400 ca; Emilia-Romagna gần 29.000 ca; Veneto gần 20.000 ca; Toscana hơn 10.000 ca; Liguria hơn 10.000 ca;...
Tính đến 12 tháng Bảy, Đức có 198.804 ca trong đó 9.063 đã chết. Các bang nhiều ca nhất: Bayern 49.204 ca; Nordrhein-Westfalen 44.915 ca; Baden-Württemberg 36.041 ca; Niedersachsen 13.804 ca; Hessen 11.162 ca; Berlin 8.637 ca;...Tính đến 12 tháng Bảy, Pháp có 170.752 ca; 30.004 đã chết; các tỉnh nhiều ca đang phải nhập viện: Île-de-France (39.145 ca); Grand Est (16,892 ca); Auvergne-Rhône-Alpes (9,994 ca); Hauts-de-France (9,191 ca)...;nếu tính tổng số ca thì nhiều nhất là Île-de-France hơn 62.200 ca; Grand Est hơn 26.700 ca; Auvergne-Rhône-Alpes hơn 15.800 ca...(21 tháng 7). Tính đến 13 tháng Bảy, Thụy Điển có 75.179 ca, 5.566 đã chết, các vùng nhiều ca nhất: Stockholm có 21907 ca, Västra Götaland có 16.650 ca; Jönköping có 4.422 ca... Các nước xếp tiếp: Belarus, Belgium, Ukraine,...
Tính đến 22 tháng 8 năm 2020, châu Âu có hơn 3,3 triệu ca, hơn 200.000 tử vong. Nga vẫn xếp vị trí thứ nhất, từ đầu tháng 8 có xu hướng giảm chậm, tâm dịch Moscow trên 255.000 ca. Từ đầu tháng 8, một số nước số ca tăng nhanh trở lại như Tây Ban Nha, Pháp... Madrid (gần 100.000 ca) và Catalonia (hơn 90.000 ca) là hai tâm dịch tại Tây Ban Nha, còn tại Pháp là Ile de France / vùng thủ đô với hơn 83.000 ca, trên 7.600 tử vong, Grand Est xếp thứ hai với hơn 35.000 ca, và trên 3.600 tử vong. Tại Anh, vùng North West xếp đầu gần 51.000 ca, và London hơn 37.700 ca xếp thứ hai. Các điểm nóng Thụy Điển, Belarus có xu hướng giảm từ đầu tháng 8 nhưng cùng thời gian tăng khá nhanh ở Ukraine, Romania.
Tính đến 14 tháng 10, châu Âu có hơn 6,4 triệu ca, hơn 234.000 đã chết, số liệu khác 7,2 triệu ca, và hơn 249.000 đã chết (số liệu WHO, tính gộp cả Trung Á, Thổ Nhĩ Kỳ, vùng Kavkaz, Israel). Đầu tháng 10 số ca tăng nhanh ở rất nhiều nước (Pháp, Anh, Tây Ban Nha, Đức, Czechia, Ba Lan, Ukraine, Hà Lan, Bỉ, Ý, Romania....) thậm trí một số nước có ngày trên 10.000 ca. Thụy Điển một điểm nóng trước đây đầu tháng 10 thường chỉ trên dưới 500 ca - 800 ca / ngày (từ tuần 38, Thụy Điển cập nhật dữ liệu hàng ngày Covid bốn lần mỗi tuần từ Thứ Ba đến Thứ Sáu, ngày 13/11 Thụy Điển lập kỷ lục số ca nước này, hơn 6.700 ca /ngày- tính đến nửa đầu tháng 11). Đến giữa tháng 10, Nga vẫn đứng đầu số ca.
Tính đến 6 tháng 11 châu Âu có trên 11,6 triệu ca (hơn 287.000 chết), tốc độ tăng đầu tháng 11 nhanh nhất khi so với các châu lục khác (riêng 6 tháng 11 trên 317.000 ca với hơn 4.300 tử vong). Đầu tháng 11 tăng nhanh nhất là Pháp, tính đến ngày 6 Pháp có trên 1,66 triệu ca, các vùng Île-de-France hơn 528.100 ca đứng đầu (9.400 đã chết, riêng Paris 2.172 đã chết), tiếp theo Auvergne-Rhône-Alpes trên 222.500 ca (vùng tăng nhanh nhất đầu tháng 11, hơn 3.200 đã chết), Grand Est trên 190.600 ca (hơn 4.000 đã chết), Provence-Alpes-Côte d'Azur hơn 151.000 ca, Hauts-de-France hơn 149.700 ca...(Trong 7 ngày đến 8 tháng 11, Île-de-France có hơn 58.000 ca nhập viện, riêng Paris hơn 12.300 ca). Tại Tây Ban Nha hơn 1,328 triệu ca, Comunidad de Madrid hơn 319.600 ca (hơn 10.800 đã chết), Cataluña hơn 257.500 ca (hơn 7.200 đã chết)... Tại Anh, trong số hơn 1,146 triệu ca, nhiều nhất là North West hơn 239.300 ca, Yorkshire and the Humber hơn 150.300 ca, London hơn 109.100 ca..Tại Ý hơn 862.000 ca, vùng Lombardia hơn 242.900 ca (chết hơn 18.100), Piemonte hơn 89.400 ca, Campania hơn 78.000 ca, Veneto hơn 72.000 ca, Emilia-Romagna hơn 67.000 ca (xếp 2 về chết: hơn 4.700)... Tại Đức hơn 640.000 ca, xếp đầu là các bang Nordrhein-Westfalen hơn 162.000 ca, Bayern hơn 125.700 ca, Baden-Württemberg gần 97.000 ca... Tại Nga, số ca hơn 1,7 triệu ca đứng đầu châu Âu, tâm dịch là Moscow hơn 456.600 ca, với hơn 7.100 đã chết, Moscow Oblast  hơn 90.200 ca với hơn 1.600 đã chết, Saint Petersburg hơn 67.400 ca với hơn 4.000 đã chết...Ba Lan hơn 493.000 ca, nhiều nhất là tỉnh Mazowieckie hơn 68.100 ca, hơn 900 đã chết, tiếp theo là Śląskie gần 63.000 ca với hơn 1.100 đã chết...Dịch cũng tăng nhanh ở Bỉ, Ukraine, Séc, Hà Lan, Rumani, Thụy Sĩ... Một số đô thị nhiều ca có Milan hơn 94.400 ca, Napoli 51.700 ca (Ý), Praha 52.700 ca (Séc), Liège 81.600 ca, Brussel 68.800 ca, Antwerpen 57.400 ca (Bỉ)...(8/11). Ngày 13/11 châu Âu có 280.080 ca, và 4.682 tử vong, là khu vực tăng nhanh và chết nhiều nhất, ngoài các điểm nóng quen thuộc dịch cũng tăng nhanh ở một số nước khác như Bồ Đào Nha, Áo, Hungary, Bulgaria... Tại Pháp không có dữ liệu chính thức tổng số ca mỗi vùng, chỉ có cộng từ các số liệu hàng ngày. Theo WHO, tính đến 10/11, Île-de-France là vùng nhiều ca nhất 445.703 ca, trong 1 tuần tăng 35.890 ca (dữ liệu EHPAD và EMS thì vùng này đến 13/11 có 587.360 ca). Tuy nhiên các vùng báo động đỏ ở Pháp là Hauts-de-France (theo WHO đến 10/11 có 196.134 ca; một tuần gần nhất 24.993 ca; số liệu EHPAD và EMS tổng ca đến 13/11 là 174.170); Bourgogne-Franche-Comté, (theo WHO đến 10/11 có 73.550 ca, trong 1 tuần gần nhất có 14.098 ca, theo EHPAD và EMS thì vùng này đến 13/11 có 89.203 ca); vùng Auvergne-Rhône-Alpes theo WHO đến 10/11 có 335.639 ca, một tuần gần nhất có 56.193 ca, dữ liệu EHPAD và EMS thì vùng này đến 13/11 có 269.008 ca); vùng Provence-Alpes-Côte d'Azur (theo WHO có 163.222 ca đến 10/11, trong đó một tuần gần nhất là 20.406 ca, dữ liệu EHPAD và EMS thì vùng này đến 13/11 có 177.210 ca). Vùng Occitanie có 147.928 ca, trong 1 tuần gần nhất 18.740 ca (tính đến 10/11, số liệu WHO), 98.244 ca (dữ liệu EHPAD và EMS đến 13/11) xếp 6 toàn quốc về tổng số ca. Tuy có chênh về các vùng do cách tính nhưng tổng ca toàn quốc không đổi. Các vùng báo động đỏ khác tính đến 13/11 ở châu Âu là Yorkshire and The Humber (175.377 ca, theo WHO đến 11/11) và North East (79.681 ca theo WHO đến 11/11) của Anh, vùng Wallonia của Bỉ, Lombardia, Piemonte, Campania,... ở Ý, toàn bộ nước Áo, Luxembourg, Montenegro, phần lớn lãnh thổ Ba Lan, Czechia, vùng Castilla y León, Aragón,... ở Tây Ban Nha, và ở nhiều nước khác dựa trên số ca mắc trong tuần gần nhất chia cho tổng dân số. Số ca một số thủ đô: Budapest của Hunggari 31.111 ca (12/11- theo WHO), București của Rumani 47.782 ca (13/11- theo WHO), Wien của Áo 45.867 ca (12/11 theo WHO), Sofia của Bungari 30.250 ca (12/11-theo WHO), Berlin của Đức 45.106 ca (13/11 theo WHO), Lisbon của Bồ Đào Nha 75.014 ca (13/11 theo WHO)... Theo Worldometers, ngày 14/11, châu Âu có 242.779 ca, 3.773 tử vong trong ngày (Tây Ban Nha chưa có số liệu trong ngày, Thụy Sĩ chỉ có số tử vong 32 nhưng không số liệu ca mới, Thụy Điển chưa có số liệu trong ngày...). Cuối tháng 11, châu Âu vẫn là khu vực có nhiều ca nhiễm nhất và tử vong thứ hai sau Bắc Mỹ nhưng nhiều nhất nửa cuối tháng, riêng 27 tháng 11 có 221.534 ca (chưa dữ liệu Thụy Điển) / 613.146 ca toàn thế giới và 5.477 tử vong / 10.818 tử vong toàn thế giới. Các nước Nga, Ý, Đức, Ba Lan, Ukraine, Romania, Thụy Sĩ, Bồ Đào Nha, Áo, Hungary, Serbia, Croatia, Slovenia, Lít va, Montenegro...dịch vẫn rất nghiêm trọng. Thụy Điển 19 tháng 11 có 7.623 ca lập kỷ lục nước này, ngày 17 tháng 12 kỷ lục mới hơn 9.600 ca / ngày.
Tính đến 3 tháng 12 tính 14 ngày tuần gần nhất các điểm nóng số ca tăng là: Ý gần 370.000, Nga gần 360.000, Đức gần 251.000, Ba Lan gần 241.000, Anh gần 229.000, Ukraine hơn 188.100, Pháp gần 179.500, Tây Ban Nha hơn 140.400, Rumani hơn 100.800 ca, Xécbia gần 93.400 ca, Hà Lan hơn 70.700, Hunggari hơn 70.300, Thụy Điển gần 69.100 ca, Bồ Đào Nha hơn 67.800, Áo hơn 66.400, tiếp đến là các nước Séc, Thụy Sĩ, Croatia, Bungari,...Châu Âu cũng là điểm nóng về tử vong, cao hơn các khu vực khác.
Tính đến 18 tháng 12 trong 14 ngày tuần gần nhất, các nước nhiều ca mới là:  Nga hơn 384.600 ca, Đức hơn 283.200 ca, Ý hơn 258.500 ca, Anh hơn 232.000 ca, Ukraina gần 178.000 ca, Pháp hơn 158.300 ca, Ba Lan hơn 150.600 ca, Tây Ban Nha gần 103.700 ca, Xécbia hơn 97.200 ca, Hà Lan gần 94.500 ca, Rumani gần 84.800 ca, Thụy Điển gần 80.000 ca, Hunggari hơn 66.700 ca, Séc hơn 61.300 ca, Thụy Sĩ hơn 55.300 ca, Bồ Đào Nha gần 54.000 ca, Croatia hơn 49.200 ca, Áo gần 42.000 ca, Bungari gần 37.000 ca, Lítva gần 33.700 ca, Đan Mạch và Bỉ hơn 30.000 ca mỗi nước...
Tính đến 31 tháng 12 năm 2020, châu Âu có hơn 23,65 triệu ca, hơn 543.800 tử vong đứng đầu trong các khu vực. Nga, Pháp, Anh, Ý đứng đầu số ca, đều trên 2 triệu ca / nước. Ý, Anh, Pháp, Nga, Tây Ban Nha, Đức xếp đầu tử vong, đều trên 30.000 tử vong / nước.
Tính đến 31 tháng 12 trong 14 ngày tuần gần nhất, tăng ca nhanh nhất là Anh hơn 480.300 ca, Nga hơn 424.100 ca, Đức hơn 314.700 ca, Ý gần 204.000 ca, Pháp 185.800 ca, Hà Lan 156.700 ca, Ukraina hơn 129.700 ca, Tây Ban Nha hơn 127.500 ca, Ba Lan hơn 125.300 ca, Séc gần 93.300 ca, Thụy Điển gần 83.400 ca, Thụy Sĩ hơn 63.900 ca, Serbia gần 62.200 ca, Romania gần 62.100 ca, Bồ Đào Nha hơn 47.900 ca, Đan Mạch hơn 46.000 ca, Lítva hơn 37.300 ca, Slovakia hơn 35.100 ca, Hungary gần 32.800 ca, Áo hơn 31.300 ca,...Dịch cũng có xu hướng tăng nhanh ở  Ireland, Hy Lạp, Slovenia, Moldova, Latvia,... Nước Anh một số ngày cuối năm trên 50.000 ca / ngày, Đức một số ngày có trên 1.000 tử vong / ngày. Một số nước lập kỷ lục số ca trong ngày ở những ngày cuối năm, như Thụy Điển, gần 11.400 ca ngày 23 tháng 12, Séc hơn 17.000 ca ngày 31 tháng 12...
Tính 14 ngày gần nhất đến hết tuần đầu năm 2021 nhiều ca mới nhất là Anh gần 743.000 ca (chỉ xếp sau Mỹ), Nga hơn 347.000 ca, Đức hơn 269.000 ca, Tây Ban Nha hơn 232.000 ca, Ý gần 229.000 ca, Pháp hơn 220.000 ca, Czechia hơn 161.000 ca, Ba Lan hơn 129.000 ca, Hà Lan gần 108.000 ca,...Tính đến giữa tháng 1/2021, các vùng đỏ dược ghi nhận là toàn bộ lãnh thổ Ireland, Czechia, Bồ Đào Nha, Montenegro, Slovenia, phần lớn nước Anh, một số vùng của Tây Ban Nha, Thụy Điển, Lítva, Latvia, Estonia, Ý, Slovakia, Hà Lan... Vùng lãnh thổ Gibraltar được ghi nhận là nơi có tỷ lệ ca nhiễm trên dân số cao nhất châu Âu.
Tính hai tuần thứ hai và ba tháng 1 năm 2021, Anh (nơi đầu tiên thấy biến thể tên VUI-202012/01 có khả năng lây lan nhanh) đứng đầu số ca mới, là 575.114 ca, Tây Ban Nha 481.600 ca, Nga 313.421 ca, Pháp 270.361 ca, Đức 220.641 ca, Ý 190.322 ca, Bồ Đào Nha 146.897 ca, Séc 104.550 ca.... Nước Anh và Đức nhiều ngày tháng 1 trên 1.000 tử vong / ngày. Theo worldometers tính đến cuối tháng 1, các nước / vùng Gibraltar, San Marino, Bỉ, Slovenia, Anh, Séc, Ý...đứng đầu thế giới về tỷ lệ tử vong vì dịch trên dân số.
Theo cơ quan thống kê Rosstat của Nga, số người tử vong do COVID-19 ở Nga từ tháng 1 đến 11-2020 lên đến hơn 186.000, tức gấp 3 lần số liệu ghi nhận trước đó. Với thống kê mới, Nga là quốc gia có số ca tử vong do COVID-19 cao thứ 3 thế giới, sau Mỹ với hơn 333.000 ca và Brazil với hơn 191.000 ca. Nga chỉ tính là ca Covid-19 tử vong đối với trường hợp chết "do virus Corona gây ra" chứ không tính trường hợp chết "khi nhiễm virus Corona".
Tính đến 7 tháng 4, trong 14 ngày gần nhất, Pháp, Ba Lan, Ý, Đức, Nga, Hungary, Hà Lan, Séc, Tây Ban Nha, Rumani, Thụy Điển, Xécbia, Bỉ, Anh đứng đầu số ca mới, trên 60.000 ca mỗi nước. Tính đến 24 tháng 4 trong vòng 1 tuần, có hơn 1 triệu ca mới, giảm 12% so với 7 ngày trước đó. Các nước có nhiều ca mới nhất trong tuần là Pháp, Đức, Ý, Ukraine, Ba Lan, Tây Ban Nha, Nga. Có gần 23.000 tử vong trong tuần, giảm 7% so với 7 ngày trước đó. Ba Lan, Nga, Ukraine đứng đầu tử vong trong vòng 7 ngày.
Tính đến hết tháng 6 năm 2021 đứng đầu số ca nhiễm là Pháp, Nga, Anh, đứng đầu tử vong là Nga, Anh, Ý. Tính đến hết tháng 6, trong 7 ngày gần nhất số ca mới nhiều nhất thuộc về Nga, Anh, Tây Ban Nha, Pháp, Bồ Đào Nha, Ý, tử vong mới nhiều nhất thuộc về Nga, tiếp đó là Đức, Pháp, Ý.
Tính đến 8 tháng 9 châu Âu có 56,4 triệu ca nhiễm xếp 2 thế giới, tuần gần nhất có 884.000 ca mới tăng nhẹ so với tuần trước. Các nước nhiều ca mới là Anh, Nga, Pháp... Một số nước trước đây dịch hoành hành thì có xu hướng giảm mạnh với số ca mới rất ít như Ba Lan hay cộng hòa Séc...
Tính đến 15/9/2021 trong tuần gần nhất số ca nhiễm giảm 7% nhưng tử vong tăng 4% so với tuần trước. Tính đến 23 tháng 9 tuần gần nhất ca nhiễm mới cao nhất ở Anh tiếp theo là Nga và Đức. Thành phố London đã có 1 triệu ca với 16.000 đã tử vong.
Theo WHO, đến 1/10 một số vùng đô thị thành phố có số ca cao như: Prague, Cộng hòa Séc trên 187.000 ca, London của Anh đến 29/9 có 1,08 triệu ca, Ile de France của Pháp đến 28/9 có trên 1,6 triệu ca, Brussels của Bỉ có 168.000 ca đến 30/9, Madrid của Tây Ban Nha có 891.000 ca đến 29/9, Moscow của Nga có hơn 2 triệu ca (1/10)...
Tính đến hết năm 2021, châu Âu có hơn 87,6 triệu ca mắc và hơn 1,5 triệu tử vong, đứng đầu khi so với các khu vực khác. Anh đứng đầu về số ca mắc trong khi Nga đứng đầu về tử vong cộng dồn.
Các nhân vật nổi tiếng mắc Covid: Bộ trưởng y tế Đức Jens Spahn, Thủ tướng Bulgaria Boyko Borisov, Lorenzo Sanz, Chủ tịch thứ 14 của Real Madrid -tử vong; Lucien Sève - triết gia, nhà hoạt động cộng sản Pháp, tử vong;...(xem thêm)
xem ở dưới

### Bắc Mỹ

Cập nhật tình hình dịch bệnh COVID-19 tại Bắc Mỹ ngày 18 tháng 12, 2020
1–499 ca
500–999
1,000–1,999
2,000–4,999
5,000–9,999
10,000–49,999
50,000–99,999
100,000–199,999
200,000+ ca

Các trường hợp đầu tiên ở Bắc Mỹ đã được báo cáo tại Hoa Kỳ vào tháng 1 năm 2020. Các trường hợp đã được báo cáo ở tất cả các quốc gia Bắc Mỹ sau khi Saint Kitts và Nevis xác nhận một trường hợp vào ngày 25 tháng 3, và tại tất cả các vùng lãnh thổ Bắc Mỹ.
Tính đến 12 tháng Bảy, Hoa Kỳ nước có nhiều ca nhất, có 3.236.130 ca nhiễm, trong đó 134.572 đã chết. Tâm dịch các bang: New York 402.561 ca (riêng thành phố New York 220.242 ca, các nơi khác 182.319 ca; các hạt / quận nhiều ca: Queens 66.323 ca; Kings 60.647 ca; Bronx 48.267 ca; Nassau 42.267 ca; Suffolk 41.987 ca;...); California 312.344 ca (các hạt / quận nhiều ca: Los Angeles 130.242 ca; Riverside 25.481 ca; Orange 23.901 ca; San Diego 19.371 ca; San Bernardino 18.912 ca;...); Florida 250.984 ca (Miami-Dade: 60.868 ca; Broward 28.253 ca; Palm Beach 19.847 ca; Hillsborough 18.360 ca; Orange 16.630 ca;...); Texas 250.462 ca (Harris 42.000 ca; Dallas 31.525 ca; Bexar 18.602 ca; Tarrant 17.334 ca;...); New Jersey 174.959 ca (Bergen 19.847 ca; Hudson 19.089 ca; Essex: 18.988 ca; Passaic 17.050 ca;...); Illinois 154.094 ca (Cook 95.138 ca; Lake 10.318 ca;...); Arizona 119.930 ca (Maricopa 78.481 ca; Pima 11.443 ca;...); Georgia 114.401 ca (Gwinnett 11.114 ca; Fulton 10.381 ca;...); Massachusetts 111.398 ca (Middlesex 24.436 ca; Suffolk 20.272 ca;...)...
Tính đến 12 tháng Bảy, Mexico nước xếp thứ hai Bắc Mỹ có 295,268 ca; 34,730 đã chết, các bang tâm dịch là Mexico City 57,674 ca; State of Mexico 42.372 ca; Tabasco 14.958 ca; Puebla 14.246 ca; Veracruz 13.782 ca;...
Tính đến 22 tháng 8, Bắc Mỹ có hơn 6,8 triệu ca và gần 257.000 tử vong. Mỹ vẫn là nước có số ca nhiễm và tử vong nhiều nhất, gần 5,8 triệu ca nhiễm, và hơn 179.000 tử vong. California đứng đầu số ca với gần 660.000 ca, tiếp theo là Texas và Florida, trong khi bang New York tụt xuống xếp thứ 4 nhưng vẫn đứng đầu về tử vong (gần 33.000 tử vong), Georgia vươn lên xếp thứ 5, xếp tiếp theo là Illinois, Arizona...Washington, D.C xếp 42 với hơn 13.000 ca. Mexico xếp vị trí thứ hai Bắc Mỹ, với hơn 611.000 ca và hơn 63.000 tử vong. Tâm dịch là Ciudad de México hơn 90.000 ca, Estado de México hơn 63.700 ca,...Canada xếp thứ ba, với tâm dịch Québec gần 61.500 ca chiếm 1/2 số ca cả nước.
Tính đến 14 tháng 10, Bắc Mỹ có hơn 9,7 triệu ca, với hơn 330.000 đã qua đời. Đầu tháng 10 so với trước, Mỹ giảm không đáng kể, và có xu hướng dịch chuyển tăng nhanh từ vùng Nam và Tây (trước đó nữa là Đông Bắc) sang khu vực Trung Tây. Mexico giảm không đáng kể trong khi Canada tăng khá nhanh. Tính đến đầu tháng 11 Mỹ vẫn là nước tăng nhanh nhất (đạt hơn 10 triệu ca) và số ca chết nhiều nhất, Texas là bang nhiều ca nhất xếp trên California xếp 2, bang Illinois xếp 5 và một số bang Trung Tây tăng nhanh. Các thành phố lớn nhiều ca: Los Angeles 320.000 ca, New York  271.000 ca, Chicago 215.000 ca, Miami 192.600 ca, Houston 166.500 ca...(8/11).
Ngày 13/11 Mỹ lập kỷ lục số ca, lên tới 183.527 ca mới /ngày và 1.395 tử vong /ngày (cả thế giới 656.481 ca /ngày - kỷ lục, 9.945 chết / ngày), theo worldometers. Vùng Trung Tây tăng nhanh nhất nhưng các vùng khác cũng có xu hướng tăng nhanh trở lại so với tháng trước. Mexico vẫn xếp thứ 4 thế giới về tử vong dù xếp 11 thế giới số ca nhiễm. Canada đầu tháng 11 tăng nhanh so với tháng trước.
Theo Worldometer cập nhật 8h10 giờ Việt Nam (15/11) Mỹ có 157.081 ca mới và 1.260 tử vong mới trong ngày 14/11 (trước đó lúc 8h giờ Việt Nam, trang này cập nhật 156.866 ca, với 1.259 tử vong trong ngày nhưng chưa có số liệu một số bang Louisiana, Nebraska, Connecticut, Rhode Island..., chưa có số liệu của quân đội (US Military), nhà tù liên bang (Federal Prisons)... Một số hạt của các bang chưa có số liệu mới như Hidalgo, Montgomery... ở Texas, như Riverside, Fresno, Sacramento, San Joaquin, Tulare, Imperial... ở California,v.v. Sau đó cập nhật thêm 172 ca tại Mỹ, nâng số ca là 157.253 ca. Cộng lại Mỹ có 11.226.218 ca và tử vong là 251.256 (đến 14/11). Theo trang  Johns Hopkins University, Mỹ có 10.904.023 ca, 245.600 tử vong (14/11). CDC cung cấp số liệu chậm hơn, và 181.801 ca mới, 1.364 tử vong trong ngày 14/11. Tính đến 13/11/2020 ở Mỹ các hạt /quận nhiều ca nhất thứ tự là Los Angeles (California), Cook (Illinois), Miami-Dade (Florida), Maricopa (Arizona), Harris (Texas), Dallas (Texas) (trên 100.000 ca ở mỗi hạt), các hạt /quận nhiều tử vong nhất thứ tự là Kings (New York), Queens (New York), Los Angeles (California)), Cook (Illinois), Bronx (New York) (trên 5.000 tử vong ở mỗi hạt) - theo Johns Hopkins University. Tính đến cuối tháng 11 Mỹ vẫn đứng đầu thế giới về số ca và tử vong, và riêng tháng 11 đứng đầu thế giới về số ca mới và tử vong mới, nhiều ngày trong khoảng 150.000 ca - 200.000 ca / ngày, và một số ngày trên 2.000 tử vong / ngày. Nửa cuối tháng 11, dịch cũng lan khá đều cả bốn vùng Đông Bắc- Nam - Tây và Trung Tây của Mỹ. Hai nước láng giềng Mexico và Canada dịch cũng nghiêm trọng.
Tính đến 3 tháng 12 tính 14 ngày tuần gần nhất Mỹ có hơn 2.395.000 ca (không tính các vùng quốc hải) trong khi cả thế giới hơn 8,08 triệu ca mới, Mêxicô hơn 118.500, Canađa gần 79.000 ca, tiếp theo là Panama, Costa Rica, Puerto Rico (vùng quốc hải của Mỹ),...
Ngày 18 tháng 12 Mỹ lập kỷ lục số ca, theo Đại học Johns Hopkins là 249.709 ca /ngày, còn Worldometers là 254.680 ca /ngày. Theo Dự án Theo dõi Covid (CTP) ngày 18 tháng 12 có 114.751 ca nhập viện (kỷ lục), là ngày thứ 17 liên tiếp Mỹ duy trì trên 100.000 ca nhập viện. Tính đến 18 tháng 12 trong 14 ngày tuần gần nhất Mỹ tăng hơn 2.873.400 ca (không tính các vùng quốc hải), Mexico tăng gần 143.000 ca, Canada tăng gần 90.500 ca, Panama tăng hơn 28.200 ca, Costa Rica tăng hơn 16.000 ca,...
Tính đến 31 tháng 12, Bắc Mỹ có hơn 23,43 triệu ca, hơn 514.000 tử vong. Mỹ vẫn đứng đầu thế giới về số ca, hơn 20,445 triệu ca và hơn 354.200 tử vong. Tiếp theo về số ca là Mexico, Canada, Panama, Dominican Republic, Costa Rica trên 160.000 ca / nước, và tiếp theo số tử vong là Mexico, Canada, Guatemala, Panama, Honduras trên 3.000 tử vong / nước.  Riêng nước Mỹ, California đứng đầu các bang với gần 2,3 triệu ca, tiếp theo là Texas, Florida, New York đều trên 1 triệu ca / bang. Tử vong cao nhất là các bang New York (trên 38.000), Texas, California, Florida đều trên 20.000 tử vong /bang. Ngày 31 tháng 12 có 125.379 người nhập viện, kỷ lục ở Mỹ. Ngày 18 tháng 12 nước Mỹ kỷ lục số ca mỗi ngày 255.809 ca/ ngày, và ngày 30 tháng 12 lập kỷ lục số tử vong mỗi ngày, 3.880 tử vong / ngày.
Tính đến 31 tháng 12 trong 14 ngày tuần gần nhất số ca mới ở Mỹ (không tính các vùng quốc hải) là gần 2.895.000 ca, Mexico gần 139.400 ca, Canada gần 91.300 ca, Panama gần 40.700 ca, Puerto Rico hơn 21.500 ca,...
Tính 14 ngày gần nhất đến hết tuần đầu năm 2021 nhiều ca mới nhất là Mỹ (không tính các vùng quốc hải) hơn 3,271 triệu ca, Mêhicô hơn 152.000 ca, Canada hơn 116.000 ca,...Tại Mỹ dịch lan đồng đều trong cả nước nhưng nghiêm trọng nhất là California, Arizona...Tính đến giữa tháng 1, North Dakota, South Dakota, Utah, Tennessee xếp đầu về tỷ lệ ca trên dân số, New Jersey, New York, Massachusetts, Rhode Island xếp đầu về tỷ lệ tử vong trên dân số.
Tính hai tuần thứ hai và ba tháng 1/2021, Mỹ (không tính các vùng quốc hải) 2.874.065 ca mới, Mexico có 230.107 ca, Canada có thêm 84.830 ca,...Nhiều ngày tháng 1 Mỹ có trên 4.000 tử vong/ ngày, Mexico cũng ghi nhận nhiều ngày trên 1.000 tử vong / ngày.
Theo CNN ngày 29/1/21 Bộ Y tế bang New York mới chỉ thông kê khoảng 50% số ca tử vong vì Covid-19 ở các viện dưỡng lão, theo Văn phòng Tổng chưởng lý bang này. Khi cuộc kiểm tra vẫn chưa được hoàn thành, tuyên bố cho biết thêm 3.829 cư dân các viện dưỡng lão được xác nhận đã chết vì Covid-19 sau khi được vận chuyển đến bệnh viện, nâng tổng số ca tử vong do Covid-19 được xác nhận trong số cư dân các viện dưỡng lão lên 9.786. Giới chức y tế Mỹ hôm 28/1 thông báo lần đầu phát hiện biến chủng virus có nguồn gốc từ Nam Phi nhiều phòng thí nghiệm nhận định nó có khả năng kháng vaccine và giảm hiệu quả của kháng thể.
Tính đến 7 tháng 4 trong 14 ngày gần nhất tăng nhanh nhất là Mỹ (xếp sau Brazil và Ấn Độ trên toàn thế giới), hai bang nhiều ca mới nhất là New York và Michigan, trong khi California thường xuyên tử vong mới cao nhất. Tiếp theo là Canada và Mexico, đều trên 50.000 ca mỗi nước. Tính đến 24 tháng 4, có gần 560.000 ca mới trong một tuần gần nhất, giảm 11% so với 7 ngày trước. Mỹ đứng đầu số ca với hơn 434.000 ca trong tuần, giảm 13% so với 7 ngày trước. Canada và Mexico ở vị trí tiếp theo. Tử vong trong tuần là gần 9.000 người tăng 6% so với 7 ngày trước. Mỹ và Mexico đứng đầu tử vong trong tuần.
Tính đến hết tháng 6 năm 2021 Mỹ, Mexcico, Canada, Panama đứng đầu số ca nhiễm, Mỹ, Mexico, Canada, Guatemala đứng đầu số tử vong. Tính đến hết tháng 6 năm 2021, trong 7 ngày gần nhất ca nhiễm mới nhiều nhất là Mỹ, Mexico, Cuba, Costa Rica, Guatemala, tử vong mơi nhiều nhất là Mỹ, Mexico, Guatemala, Honduras.
Tính đến 8 tháng 9 Bắc Mỹ có 41,4 triệu ca nhiễm, tuần gần nhất có 1,2 triệu ca nhiễm đứng đầu là Mỹ, Mexico, Cuba,... giảm so với tuần trước nhưng vẫn nghiêm trọng tại Cuba và một số đảo quốc vùng Caribe.
Tính đến 15 tháng 9 năm 2021 tuần gần nhất số ca nhiễm giảm 0,2% nhưng số tử vong tăng 8% so với tuần trước. Nước Mỹ tăng 0,9% ca nhiễm và 22% về tử vong so với tuần trước, đứng đầu. Tính đến 23 tháng 9 Mỹ đứng đầu ca nhiễm mới. Thành phố Los Angeles đã có hơn 1,44 triệu ca nhiễm và gần 26.000 tử vong. Thành phố New York có hơn 1 triệu ca và hơn 34.000 tử vong. Chicago có hơn 620.000 ca, và hơn 11.600 tử vong...(đầu tháng 10/2021).
Tính đến hết năm 2021, Bắc Mỹ có gần 66 triệu ca mắc và 1,245 triệu tử vong. Mỹ đứng đầu thế giới về số ca mắc và tử vong.
Các nhân vật nổi tiếng mắc Covid: Thượng nghị sĩ Ron Johnson - Chủ tịch Ủy ban An ninh Nội địa và Chính phủ của Thượng viện; Thượng nghị sĩ Rand Paul; hai thành viên đại diện bang Florida của Quốc hội là Hạ nghị sĩ Matt Gaetz và Hạ nghị sĩ  Michael Waltz (7/11);  Chánh văn phòng Nhà Trắng Mark Meadows; Herman Cain - doanh nhân (chết vì covid); Tom Seaver - vận động viên bóng chày, tử vong; Allen Garfield - diễn viên Mỹ, tử vong; David Driskell - học giả Mỹ, tử vong...(xem thêm) 
Xem ở dưới

### Châu Đại Dương

Cập nhập tình hình dịch bệnh COVID-19 tại châu Đại Dương ngày 31 tháng 7, 2021
1–9 ca
10–99 ca
100–999 ca
1000–9999 ca
10,000+ ca

Các trường hợp đã được xác nhận tại Úc, Đảo Phục Sinh, Fiji, Polynésie thuộc Pháp, Guam, Nouvelle-Calédonie, New Zealand và Papua New Guinea. Trường hợp được xác nhận đầu tiên là tại Melbourne, Victoria vào ngày 25 tháng 1. Nhiều quốc đảo nhỏ ở Thái Bình Dương đã tránh được sự bùng phát bằng cách đóng cửa biên giới. Các trường hợp đã được báo cáo ở tất cả các quốc gia có chủ quyền đại dương ngoại trừ Kiribati, Quần đảo Marshall, Liên bang Micronesia, Nauru, Palau, Samoa, Quần đảo Solomon, Tonga, Tuvalu và Vanuatu, và chưa được báo cáo ở các quốc gia liên quan của Quần đảo Cook và Niue. Không có trường hợp nào được báo cáo ở Khu tự trị Bougainville, Đảo Norfolk, Wallis và Futuna, Tokelau, Quần đảo Pitcairn và Samoa thuộc Mỹ.
Tính đến 22 tháng 8 năm 2020, châu Đại Dương có gần 27.000 ca, hơn 500 tử vong. Australia đứng đầu với hơn 24.000 ca, tăng nhanh ở bang Victoria từ cuối tháng 7, đã hơn 17.000 ca. Có 10 nước chưa có ca nào.
Tính đến 14 tháng 10, châu Đại Dương có hơn 33.000 ca, và hơn 900 đã qua đời. Nửa đầu tháng 10 thêm Solomon vào số nước có ca nhiễm. Quần đảo Marshall ca đầu 28 tháng 10. Vanuatu có ca đầu 11 tháng 11. Đầu tháng 11 Polynesia thuộc Pháp có xu hướng tăng nhanh. Samoa có ca đầu 18 tháng 11.
Tính đến 18 tháng 12 trong 14 ngày tuần gần nhất, tăng nhanh nhất là Polynesia thuộc Pháp với 1.651 ca. Tính tổng ca thì Úc vẫn đứng đầu.
Tính đến 31 tháng 12 năm 2020, châu Đại Dương có gần 48.400 ca, gần 1.100 tử vong. Australia, sau đó là French Polynesia xếp đầu về số ca và tử vong. Tính 14 ngày tuần  gần nhất đến cuối năm French Polynesia đứng đầu về số ca mới, 803 ca. Một số nước nhỏ (Kiribati, Micronesia...) chưa có ca nào.
Micronesia có ca đầu tiên 11 tháng 1.
Tính đến 7 tháng 4 trong 14 ngày gần nhất, 	Papua New Guinea đứng đầu về số ca mới. Tính đến 24 tháng 4 tuần gần nhất có hơn 1.200 ca mới, giảm 20% so với 7 ngày trước. Papua New Guinea đứng đầu số ca mới. Có 18 tử vong mới tăng 20% so với tuần trước.
Tính đến hết tháng 6 năm 2021 đứng đầu số ca nhiễm là Úc và Pôlinêxia thuộc Pháp, đứng đầu về tử vong là Úc và Papua Niu Ghinê. Tính đến hết tháng 6 năm 2021, trong 7 ngày gần nhất Fiji tiếp đến là Úc đứng đầu về số ca mới, toàn bộ số tử vong trong tuần chỉ ở Fiji.
Tính đến 8 tháng 9 châu Đại Dương có gần 180.000 ca nhiễm, tuần gần nhất hơn 13.000 ca, tăng đáng kể so với tuần trước do Úc có số ca nhiễm mới tăng đáng kể.
Tính đến 15 tháng 9 năm 2021 tuần gần nhất số ca nhiễm mới tăng 12%, tử vong giảm 19% so với tuần trước.
Tính đến hết năm 2021, châu Đại Dương có 558.790 ca mắc và 4.503 ca tử vong. Một số nước/vùng chưa có ca mắc hay có ca mắc nhưng chưa có tử vong.
Các nhân vật nổi tiếng mắc Covid: Bộ trưởng Bộ Nội vụ Australia, Peter Dutton;...(xem thêm)
Xem ở dưới

### Nam Mỹ
Đại dịch COVID-19 được xác nhận đã lan đến Nam Mỹ vào ngày 26 tháng 2 năm 2020 khi Brasil xác nhận một ca bệnh ở São Paulo. Đến ngày 3 tháng 4 năm 2020, tất cả các quốc gia và vùng lãnh thổ ở Nam Mỹ đã ghi nhận ít nhất một ca bệnh.
Brasil có nhiều ca bệnh được báo cáo nhất ở Nam Mỹ. Vào tháng 4 năm 2020, Ecuador đã bị ảnh hưởng mạnh mẽ  với hàng ngàn ca tử vong vượt mức được báo cáo chỉ trong một tỉnh so với số liệu trong một giai đoạn bình thường. Tuy nhiên, hiện tại, Ecuador đã bị Peru và Chile vượt qua về số lượng các ca bệnh được xác nhận. Tính đến hết ngày 13 tháng 4 năm 2024, 4 quốc gia có số ca tử vong cao nhất là Brasil, Peru, Colombia và Argentina.

Cập nhật tình hình dịch bệnh COVID-19 tại Nam Mỹ ngày 21 tháng 3, 2021
1–499 ca
500–999
1,000–1,999
2,000–4,999
5,000–9,999
10,000–49,999
50,000–99,999
100,000–199,999
200,000+ ca

Kể từ ngày 19 tháng 3, các ca bệnh đã được xác nhận ở tất cả các quốc gia Nam Mỹ: Argentina, Brazil, Bolivia, Chile, Colombia, Ecuador, Guyana, Paraguay, Peru, Suriname, Uruguay, Venezuela và Guyane thuộc Pháp. Không có trường hợp nào được báo cáo ở Đảo Bouvet và Nam Georgia và Quần đảo Nam Sandwich, nhưng đã có trường hợp nghi ngờ.
Virus coronavirus được báo cáo xuất hiện lần đầu tiên ở Nam Mỹ vào ngày 26 tháng 2 khi Brazil xác nhận một trường hợp ở São Paulo. Kể từ đó, các chính phủ trong khu vực đã thực hiện một loạt các hành động để bảo vệ công dân của họ và ngăn chặn sự lây lan của COVID-19.
Brazil tâm dịch Nam Mỹ. Tính đến 12 tháng Bảy năm 2020 có hơn 1.864.000 ca được ghi nhận xếp 2 thế giới, 72.100 chết; tâm dịch là các bang: São Paulo: gần 372.000 ca; Ceará: hơn 136.700 ca; Rio de Janeiro: hơn 129.000 ca; Pará hơn 125.700 ca; Maranhão: gần 99.000 ca; Bahia: hơn 105.700 ca; Amazonas: gần 84.000 ca; Minas Gerais hơn 75.000 ca; Pernambuco hơn 72.400 ca;...Các thành phố /quận / hạt tâm dịch: São Paulo hơn 152.000 ca; Brasilia hơn 70.000 ca; Rio de Janeiro hơn 64.000 ca; Salvador: hơn 43.000 ca; Fortaleza: hơn 38.000 ca; Manaus hơn 30.000 ca;...
Tiếp theo là Peru và Chile. Tính đến 12 tháng Bảy Peru có hơn 326.000 ca (Lima Metropolitan hơn 164.200 ca; Callao gần 19.100 ca; Piura hơn 18.700 ca;...); Chile có hơn 315.000 ca (Metropolitana / vùng thủ đô có 238.360 ca; vùng Valparaíso 14516 ca; vùng Antofagasta 11.799 ca)...
Tính đến 22 tháng 8, Nam Mỹ có hơn 5,6 triệu ca, hơn 186.000 tử vong. Brazil vẫn xếp đầu với hơn 3,5 triệu ca, và hơn 113.000 đã tử vong.  São Paulo đứng đầu các bang, gần 736.000 ca, tiếp theo là Bahia gần 230.000 ca xếp thứ hai (nhưng xếp thứ 6 về tử vong), Rio de Janeiro 207.000 ca xếp thứ ba (nhưng xếp thứ 2 về tử vong),  Ceará 203.000 ca, vùng quận liên bang / thủ đô có hơn 145.400 ca, xếp thứ 7. Peru xếp vị trí thứ hai với hơn 576.000 ca, hơn 27.000 tử vong. Colombia vươn lên xếp thứ 3, trên 522.000 ca, tâm dịch quận liên bang / thủ đô có hơn 181.000 ca; Chile hơn 394.000 ca, tâm dịch vùng thủ đô hơn 268.000 ca; Argentina hơn 329.000 ca, tâm dịch là thành phố Buenos Aires trên 82.000 ca và tỉnh Buenos Aires hơn 205.000 ca.
Tính đến 14 tháng 10, Nam Mỹ có gần 8,8 triệu ca, hơn 274.000 đã qua đời. Brazil và Peru, Chile có xu hướng giảm nửa đầu tháng 10 nhưng Argentina và Colombia vẫn nghiêm trọng. Uruguay là nước khống chế dịch tốt nhất khu vực tính đến nửa đầu tháng 10. Đến đầu tháng 11 số ca mới tăng chậm lại ở Nam Mỹ.
Tính đến 3 tháng 12 trong 14 ngày tuần gần nhất, tăng nhanh nhất là Braxin gần 491.000 ca, Colombia hơn 116.000 ca, Argentina gần 101.000 ca, Pêru hơn 25.000 ca, Chile hơn 19.000 ca,...
Tính đến 18 tháng 12 trong 14 ngày tuần gần nhất các nước tăng nhanh nhất là: Braxin hơn 587.200 ca, Colombia gần 117.300 ca, Áchentina gần 79.400 ca...
Tính đến 31 tháng 12 năm 2020 Nam Mỹ có hơn 13,2 triệu ca và hơn 362.700 tử vong, xếp trên châu Á về tử vong dù sau về số ca nhiễm. Brazil, Colombia, Argentina, Peru xếp đầu về số ca, trên 1 triệu ca/ nước, Brazil, Argentina, Colombia, Peru xếp đầu về tử vong, trên 30.000 tử vong / nước.
Tính đến 31 tháng 12 trong 14 ngày tuần gần nhất Brazil có hơn 582.300 ca mới, Colombia hơn 178.000 ca mới, Argentina hơn 92.300 ca mới, Chile hơn 30.100 ca mới, tiếp đến là Peru, Paraguay, có ba nước trên 7.000 ca mỗi nước là Bolivia, Ecuador, Uruguay, trong đó Uruguay là mới nổi lên.
Tính 14 ngày gần nhất đến hết tuần đầu năm 2021 nhiều ca mới nhất là Brazil hơn 647.000 ca, Colombia hơn 198.000 ca, Argentina hơn 140.000 ca...
Tính hai tuần thứ hai và ba tháng 1/2021, Brazil đứng đầu khu vực về số ca mới 739.781 ca, xếp thứ hai thế giới sau Mỹ về số ca nhiễm mới trong hai tuần. Nước này nơi dầu tiên ghi nhận có biến thể mới virus tên P.1, cũng đã ghi nhận nhiều ngày trong tháng trên 1.000 tử vong / ngày. Colombia xếp thứ hai về số nhiễm mới 225.843 ca, tiếp đó Argentina 143.876 ca...
Tính đến 7 tháng 4 trong 14 ngày gần nhất, đứng đầu ca mới là Brazil, Argentina, Peru, Colombia, Chile, đều trên 90.000 ca mỗi nước. Tính đến 24 tháng 4 có gần 865.000 ca mới trong vòng 1 tuần, giảm 5% so với 7 ngày trước đó. Brazil, Argentina, Colombia đứng đầu số ca mới trong tuần. Có gần 27.700 tử vong trong tuần, giảm 4% so với tuần trước. Brazil đứng đầu về tử vong trong tuần với hơn 20.000 ca, giảm 12% so với tuần trước.
Tính đến hết tháng 6 năm 2021 đứng đầu số ca nhiễm là Brazil, Argentina, Colombia, đứng đầu tử vong là Brazil, Peru, Colombia. Tính đến hết tháng 6, trong vòng 7 ngày gần nhất số ca mới nhiều nhất thuộc về Brazil, Colombia, Argentina, tử vong trong 7 ngày gần nhất cũng tương tự.
Tính đến 8 tháng 9 Nam Mỹ có 37,1 triệu ca nhiễm, tuần gần nhất hơn 187.000 ca nhiễm mới giảm đáng kể so với tuần trước, một số nước trước nằm trong top đầu thế giới cũng có số ca giảm nhiều như Colombia hay Argentina...
Tính đến 15/9/21 tuần gần nhất số ca nhiễm mới giảm 14% nhưng tử vong tăng 15% so với tuần trước. Tính đến đầu tháng 10, Brazil vẫn đứng đầu số ca, Sao Paulo hơn 4,3 triệu ca và Minas Gerais hơn 2,14 triệu ca đứng đầu các bang.
Tính đến hết năm 2021, Nam Mỹ có 39,8 triệu ca mắc và gần 1,2 triệu tử vong.
Các nhân vật nổi tiếng mắc Covid: Fábio Faria, Bộ trưởng Truyền thông của Brazil, Tổng thống Brazil Jair Bolsonaro và vợ, Davi Alcolumbre, Chủ tịch Thượng viện Brazil; César Salinas, chủ tịch Liên đoàn Bóng đá Bolivia - tử vong;...(xem thêm)
Xem ở dưới

### Châu Nam Cực
Tính đến cuối tháng 6 năm 2020, châu Nam Cực là lục địa duy nhất chưa phát hiện ca lây nhiễm nào.
Các trường hợp COVID-19  đầu tiên ở Nam Cực được Chile thông báo vào ngày 21 tháng 12 năm 2020. 36 người, bao gồm 10 dân thường và 26 sĩ quan đã nhiễm vi-rút trong căn cứ Tướng Bernardo O'Higgins

### Vận chuyển quốc tế
Sự bùng phát lan sang một số tàu du lịch bao gồm Diamond Princess, Grand Princess, World Dream, MS Westerdam và MS Braemar.
Các nhà khai thác hành trình đã bắt đầu hủy bỏ hoặc thay đổi hành trình của họ khi các quốc gia trên thế giới thực hiện các hạn chế du lịch để hạn chế dịch bệnh. Các cảng đang từ chối chấp nhận các tàu du lịch đã đến cảng Trung Quốc hoặc đang chở hành khách Trung Quốc trong khi dịch bệnh bùng phát.
Hiệp hội quốc tế Cruise Lines (CLIA), đại diện cho 90% các nhà khai thác hành trình, đã công bố các biện pháp phòng ngừa khác nhau đang được thực hiện bởi các thành viên của mình. Tất cả hành khách đã đi hoặc đến / quá cảnh qua Trung Quốc, Hồng Kông và Ma Cao trong vòng 14 ngày trước khi lên tàu sẽ bị từ chối nhập cảnh vào tàu du lịch. Bất kỳ người nào tiếp xúc gần với các trường hợp nghi ngờ hoặc được chẩn đoán nhiễm coronavirus cũng sẽ bị từ chối nhập cảnh.
Cập nhật 20/2/2021

### Algeria
- Tổng thống Abdelmadjid Tebboune

### Burkina Faso
- Phó chủ tịch thứ hai Quốc hội Rose Marie Compaoré (tử vong)
- Bộ trưởng Bộ Ngoại giao Alpha Barry
- Bộ trưởng Bộ Mỏ Oumarou Idani,
- Bộ trưởng Bộ Giáo dục Stanislas Ouaro
- Bộ trưởng Bộ Nội vụ Simeon Sawadogo

### Burundi
- Phu nhân Tổng thống, bà Denise Nkurunziza
- Cựu tổng thống Pierre Buyoya (tử vong 17/12/20)

### Cameroon
- Chủ tịch Quốc hội Cavaye Yeguie
- Nhạc sĩ Manu Dibango, tử vong

### Democratic Republic of the Congo (Cộng hòa Dân chủ Congo)
- Bộ trưởng Bộ Bưu chính Viễn thông Pierre Lumbi (tử vong)

### Republic of the Congo (Cộng hòa Congo)
- Cựu Tổng thống và Thủ tướng Joachim Yhombi-Opango (tử vong tại Pháp)
- Nhà soạn nhạc Aurlus Mabélé, tử vong

### Egypt (Ai Cập)
- Bộ trưởng Bộ Thông tin của Nhà nước, Osama Heikal (6/2020)
- Có 11 nghị sĩ (tính đến 28/6)
- Nữ diễn viên Nashwa Mustafa
- Bộ trưởng Tư pháp Omar Marwan, Bộ trưởng Tài chính Mohamed Maait và Bộ trưởng Thương mại và Công nghiệp Nevine Gamea (23/2/21)

### Eswatini
- Thủ tướng Eswatini Ambrose Dlamini (15/11, tử vong 13/12)

### Gabon
- Phát ngôn viên tổng thống của Gabon, Jessye Ella Ekogha

### The Gambia
- Phó Tổng thống Isatou Touray
- Bộ trưởng Tài chính Mambureh Njie, Bộ trưởng Dầu mỏ và Năng lượng Fafa Sanyang, và Bộ trưởng Nông nghiệp Amie Fabureh

### Ghana
- Cựu Tổng thống Ghana, Jerry Rawlings (tử vong)
- Bộ trưởng Y tế  Kwaku Agyeman Manu
- Bộ trưởng Cấp cao  Osafo Maafo
- Giám đốc điều hành (CEO) của Cơ quan Bảo hiểm Y tế Quốc gia
- Đại sứ Ghana tại Vương quốc Anh
- Cựu Thứ trưởng Bộ Thương mại và Công nghiệp,  ông Carlos Ahenkora (tử vong)
- Giám đốc điều hành của Ủy ban Lâm nghiệp Kwadwo Owusu Afriyie (tử vong)

### Guinea
- Chủ tịch cơ quan bầu cử  Amadou Salif Kébé (tử vong)
- Tổng thư ký của chính phủ Guinea, Sékou Kourouma (tử vong)
- Bộ trưởng Bộ An ninh và Bảo vệ Dân sự Albert Damantang Camara
- Bộ trưởng Bộ Công chính Moustapha Naite

### Guinea-Bissau
- Thủ tướng Nuno Gomes Nabiam
- Bộ trưởng Nội vụ Botche Cande
- Bộ trưởng Quy hoạch và Tích hợp Khu vực Mónica Buaro,
- Bộ trưởng về Trật tự Công cộng Mario Fambe

### Kenya
- Phát ngôn viên chính phủ Kenya Cyrus Oguna
- Chủ tịch hội đồng lập pháp hạt Machakos,  Florence Mwanangi
- Cựu Bộ trưởng Joseph Nyagah (tử vong)
- Thống đốc của Quận Nyamira, John Obiero Nyagarama (tử vong)

### Libya
- Cựu Thủ tướng Mahmoud Jibril (tử vong)
- Sĩ quan cấp cao  Suleiman Mahmoud (tử vong)

### Malawi
- Bộ trưởng Bộ Chính quyền Địa phương và Phát triển Nông thôn Lingson Kambewa Waidon Belekanyama (tử vong 12/1/21)

### Mali
- Cựu Bộ trưởng Soumaïla Cissé (tử vong ở Paris)

### Morocco (Ma-rốc)
- Bộ trưởng Bộ Năng lượng  Aziz Rabbah,
- Bộ trưởng Bộ Giao thông Vận tải  Abdelkader Amara;
- Cựu Bộ trưởng Mohamed El Ouafa (tử vong)

### Mozambique
- Bộ trưởng Y tế  Armindo Tiago
- Chủ tịch Liên đoàn các Hiệp hội Kinh tế Mozambique (CTA), Agostinho Vuma

### Namibia
- Tổng thống Hage Geingobvaf và vợ (26/5/21)
- Chủ tịch Quốc hội Peter Katjavivi (15/6/21)
- Cựu thị trưởng Windhoek, Matheus Shikongo (tử vong 13/5/21)

### Nigeria
- Ngoại trưởng Geoffrey Onyeama
- Chánh văn phòng của Tổng thống, Abba Kyari (tử vong)
- Thống đốc  đứng đầu bang Bauchi, Bala Mohammed (tử vong)
- Bộ trưởng Bộ Lao động và Việc làm, Mohamed Ben Omar (tử vong)
- Chủ tịch Hạ viện bang Benue
- Thống đốc bang Niger,  Abubakar Sani Bello
- Thống đốc các bang Kaduna, Ondo, Ekiti, Oyo, và Delta
- Thống đốc bang Lagos, Babajide Sanwo-Olu
- Chủ tịch Quốc hội bang Niger, Abdullahi Wuse
- Cựu Bộ trưởng Tư pháp Abdullahi Ibrahim (tử vong)

### Senegal
- Bộ trưởng Văn hóa Abdoul Aziz Mbaye (tử vong 3/2/21)

### Somalia
- Cựu Thủ tướng Nur Hassan Hussein (tử vong)
- Cựu tổng thống Ali Mahdi Muhammad (tử vong)
- Bộ trưởng tư pháp của bang Hirshabelle tự trị Khalif Mumin Tohow (tử vong)
- Đại sứ Somalia tại Ai Cập Abdiqani Mohamed Wa’ays (tử vong)

#### Somaliland
- Bộ trưởng Thông tin Suleiman Ali
- Phó tổng thống Abdirahman Saylici
- Thứ trưởng Bộ Y tế Mahdi Osman và Bộ trưởng Bộ Tài chính Sa'ad Ali Shire

### South Africa (Nam Phi)
- Chủ tịch Hạ viện Nam Phi Cedric Frolick
- Bộ trưởng y tế  Zweli Mkhize
- Bộ trưởng Bộ Việc làm và Lao động, ông Thembelani Thulas Nxesi,
- Bộ trưởng tài nguyên khoáng sản và năng lượng  Gwede Mantashe,
- Bộ trưởng Quốc phòng và Cựu chiến binh Quân đội Mapisa-Nqakula,
- Bộ trưởng phủ Tổng thống Jackson Mthembu (tử vong 21/1/21)
- Thứ trưởng Bogopane-Zulu và Thứ trưởng Nkosi Holomisa.
- Thứ trưởng David Mahlobo, Obed Bapela, Boitumelo Elizabeth Moloi
- Con gái của Vua Zulu của Hoàng gia Nam Phi Noloyiso Sandile (tử vong)
- Vua người Zulu, Goodwill Zwelithini (tử vong)
- Một nghị sĩ đảng ANC (tử vong)
- Nghị sĩ Nomvuzo Shabalala (tử vong)
- Nghị sĩ Nombulelo Hermans (tử vong)
- Hoa hậu Hoàn vũ Natasha Joubert

### South Sudan (Nam Xu-đăng)
- Phó tổng thống James Wani Igga
- Phó tổng thống Hussein Abdelbagi
- Phó Tổng thống thứ nhất Riek Machar Teny và phu nhân
- Bộ trưởng Bộ Quốc phòng Angelina Teny

### Sudan (Xu-đăng)
- Cựu Thủ tướng Sadiq al-Mahdi (tử vong)
- Bộ trưởng Bộ Giao thông và Cơ sở hạ tầng Hashem Abanouf
- Bộ trưởng Y tế Osama Ahmed Abdul Rahim
- Thống đốc Ngân hàng trung ương Mohamed al-Fatih Zainelabidine,
- Bộ trưởng Nội các Omer Manis

### Tanzania
- Phó Tổng thống Zanzibar, Seif Sharif Hamad (tử vong 17/2/21)

### Tunisia
- Thủ tướng Tunisia Hichem Mechichi (25/6/21)
- Chủ tịch Đảng Destourian Tự do, bà Abir Moussi
- Ngoại trưởng Othman Jerandi
- Cựu Chủ tịch Ngân hàng Trung ương Chedly Ayari (tử vong 28/1/21)

### Uganda
- Cựu Phó giám đốc của Trung tâm Truyền thông Uganda và phó phát ngôn viên của chính phủ  Shaban Bantariza (tử vong)
- Hơn 200 nghị sĩ và nhân viên Quốc hội (6/2021)

### Zambia
- Phó Tổng thống Inonge Mutukwa
- Chủ tịch Quốc hội Patrick Matibini (9/1/2021)
- Một nghị sĩ tử vong
- Mười lăm nhà lập pháp

### Zimbabwe
- Bộ trưởng Bộ Đất đai, Nông nghiệp và Tái định cư nông thôn Perrance Shiri (tử vong)
- Ngoại trưởng Sibusiso Moyo (tử vong 20/1/21)
- Cựu Bộ trưởng giáo dục Aeneas Chigwedere (tử vong 22/1/21)

Cập nhật 20/2/2021

### Armenia
- Tổng thống Armen Sarkissian (5/1/21)
- Thủ tướng Nikol Pashinyan
- Phó chủ tịch Quốc hội  Vahe Enfiajyan;
- Vợ của Serzh Sargsyan, cựu Tổng thống Armenia, bà Rita Sargsyan (tử vong)

### Bangladesh
- Cựu thủ tướng Khaleda Zia (11/4/21)
- Tổng Chưởng lý Bangladesh,  Mahbubey Alam (tử vong)
- Bộ trưởng Bộ Giao thông Vận tải Nhà nước Khalid Mahmud Chowdhury MP
- Bộ trưởng Nhà nước Bộ Tôn giáo Bangladesh, Sheikh Md Abdullah (tử vong)
- Cựu Bộ trưởng Mohammed Nasim và Sahara Khatun  (tử vong)
- Cựu Tham mưu trưởng hải quân Bangladesh, Muhammad Mohaiminul Islam (tử vong)
- Bộ trưởng Nội vụ Asaduzzaman Khan Kamal và Bộ trưởng An ninh Công cộng Mustafa Kamal Uddin (15/11)
- Cựu Bộ trưởng Chowdhury Kamal Ibne Yusuf (tử vong)
- Đội trưởng đội cricket quốc gia Bangladesh,  Mominul Haque
- Diễn viên, doanh nhân Aly Zaker, tử vong

### Cambodia (Cam-pu-chia)
- Tổng Cục trưởng Tổng cục Trại giam (thuộc Bộ Nội vụ) Chhem Savuth
- Hai Tổng cục trưởng khác thuộc Bộ Nội vụ
- Phó cục trưởng thuộc Bộ Giao thông Công chính Campuchia, Uy Sovannarith (qua đời 18/4/21)

### China (Trung Quốc)
- Cựu Trưởng Ủy ban Dân tộc và Tôn giáo Vũ Hán, Vương Hiến Lương  (tử vong)
- Cựu Phó giám đốc Sở Nội vụ tỉnh Hồ Bắc, Văn Tăng Hiển (tử vong)
- Cầu thủ Vũ Lỗi

### Gruzia
- Thủ tướng  Giorgi Gakharia
- Người đứng đầu hành chính chính phủ, Nguyên Thứ trưởng Nội vụ Natia Mezvrishvili
- Bộ trưởng Kinh tế  Natia Turnava

### India (Ấn Độ)
- Phó Tổng thống M. Venkaiah Naidu
- Cựu tổng thống Ấn Độ Pranab Mukherjee (tử vong)
- Cựu thủ tướng Manmohan Singh (19/4/21)
- Chủ tịch Hạ viện Nhân dân Om Birla (20/3/21)
- Bộ trưởng liên bang của Ấn Độ về Phát triển Phụ nữ và Trẻ em Smriti Irani
- Bộ trưởng Nội vụ Ấn Độ Amit Shah
- Bộ trưởng Liên bang Dầu khí và Khí đốt tự nhiên Dharmendra Pradhan
- Bộ trưởng Đường sắt  Suresh Chandra Angadi (tử vong)
- Bộ trưởng giáo dục Ramesh Pokhriyal
- Thống đốc ngân hàng trung ương Ấn Độ  Shaktikanta Das
- Lãnh đạo phe đối lập ở Thượng viện Quốc hội Ấn Độ Ghulam Nabi Azad
- Các Thượng nghị sĩ Ahmed Patel, Motilal Vora, Abhishek Singhvi, Deepender Singh Hooda
- Phó Thống đốc bang Maharashtra Ấn Độ, Ajit Pawar;
- Phó Thống đốc bang Uttar Pradesh Ấn Độ Keshav Prasad Maurya;
- Phó giám đốc Cục Kiểm soát Ma túy Ấn Độ KPS Malhotra,
- Người phát ngôn toàn quốc của đảng Quốc đại Ấn Độ, Sanjay Jha;
- Một lãnh đạo cấp cao Đảng BJP Ấn Độ, Chintala Ramachandra Reddy
- Chủ tịch đảng BJP J. P. Nadda
- Chủ tịch Ủy ban Năng lượng Nguyên tử Ấn Độ Sekhar Basu (tử vong)
- Tổng trưởng bang Madhya Pradesh, Shivraj Singh Chouhan,
- Tổng trưởng và cựu Tổng trưởng bang Karnataka
- Thống đốc bang Tamil Nadu,  Banwarilal Purohit
- Thống đốc bang Uttarakhand, Baby Rani Maurya
- Bộ trưởng nội các bang Punjab Ấn Độ, Tript Rajinder Singh Bajwa,
- Ba bộ trưởng bang Madhya Pradesh Ấn Độ
- Bộ trưởng Nông nghiệp bang Karnataka, B C Patil;
- Bộ trưởng Bộ Du lịch, Kannada và Văn hóa  bang Karnataka
- Bộ trưởng Bộ Lâm nghiệp bang Karnataka
- Bộ trưởng Nông nghiệp bang Haryana Ấn Độ J P Dalal
- Các Bộ trưởng bang Kerala Ấn Độ: Bộ trưởng Bộ Nông nghiệp V. S. Sunil Kumar, Bộ trưởng Tài chính T. M. Thomas Isaac và Bộ trưởng Công nghiệp E. P. Jayarajan;
- Các bộ trưởng bang Odisha Ấn Độ: Bộ trưởng Du lịch và Văn hóa, JP Panigrahi, Bộ trưởng giáo dục đại học Arun Kumar Sahoo, Bộ trưởng phát triển nông thôn Susant Singh và Bộ trưởng dệt may Padmini Dian;
- Nữ Bộ trưởng bang Uttar Pradesh, Kamal Rani Varun (tử vong)
- Chánh án Tòa án cấp cao Madras ở Chennai, Amreshwar Pratap Sahi
- Chánh án Tòa án Cấp cao Rajasthan, Indrajit Mahanty
- Bộ trưởng bang Uttar Pradesh, Mahendra Singh
- Chủ tịch Hội đồng lập pháp bang Andhra Pradesh
- Bộ trưởng y tế bang Punjab Ấn Độ Balbir Singh Sidhu;
- Bộ trưởng Nội các bang Uttar Pradesh Ấn Độ Chetan Chauhan;
- Sáu Bộ trưởng trong nội các bang Maharashtra Ấn Độ là Ashok Chavan, Jitendra Awhad, Sunil Kedar...
- Chủ tịch Hội đồng lập pháp bang Sikkim, Ấn Độ  L B Das, và Phó Chủ tịch Hội đồng lập pháp bang Assam, Aminul Haque Laskar
- Chủ tịch hội đồng Lập pháp bang Maharashtra, Nana Patole
- Chủ tịch Hội đồng lập pháp bang Uttarakhand, Prem Chand Aggarwal
- Thủ hiến Uttarakhand, Trivendra Rawat
- Tổng trưởng bang Haryana, Manohar Lal Khattar
- Tổng trưởng Goa, Pramod Sawant
- Phó tổng trưởng Delhi, Manish Sisodia
- Phó Tổng trưởng bang Maharashtra, Ajit Pawar
- Phó Tổng trưởng bang Bihar, Sushil Kumar Modi
- Phó tổng trưởng bang Karnataka, Ashwath Narayan
- Bộ trưởng Y tế Delhi, Satyendar Jain
- Phó chủ tịch Hội đồng lập pháp bang Odisha Ấn Độ
- Cựu Bộ trưởng bang Odisha, Pradeep Maharathy (tử vong)
- Tổng trưởng bang Meghalaya, Conrad Sangma
- Thống đốc bang Kerala, Arif Mohammed Khan
- Thị trưởng Mumbai, Kishori Pednekar và Phó Thị trưởng Mumbai, Hemangi Worlikar
- Quyền Chủ tịch Hội đồng Lập pháp bang Bihar,  Awadhesh Narayan Singh
- Cựu Chủ tịch Hội đồng lập pháp và Bộ trưởng bang Karnataka, Dinesh Gundu Rao
- Nguyên Tổng trưởng bang Gujarat Ấn Độ, Keshubhai Patel (đã tử vong)
- Bộ trưởng Nông nghiệp bang Tamil Nadu,  R. Doraikkannu (đã tử vong)
- Bộ trưởng y tế bang Uttar Pradesh,  Jai Pratap Singh;
- Bộ trưởng Y tế bang Maharashtra, Rajesh Tope
- Bộ trưởng Tài nguyên nước bang Madhya Pradesh, Tulsi Silawat;
- Bộ trưởng Y tế bang Haryana, Anil Vij (5/12)
- Bộ trưởng phụ trách các giai cấp lạc hậu và phúc lợi cho người thiểu số  Chính phủ Tamil Nadu, S. Valarmathi,
- Tổng thư ký của Đảng Shiromani Akali Dal (SAD), Bikram Singh Majithia
- Nguyên Lãnh đạo Đảng Quốc đại Ấn Độ bang  Rajasthan, Sachin Pilot
- Chủ tịch đảng Shiromani Akali Dal, nghị sĩ Sukhbir Singh Badal
- Ba bộ trưởng bang Sikkim: Bộ trưởng Thông tin và Quan hệ Công chúng (IPR) Lok Nath Sharma, Bộ trưởng Rừng và Môi trường Karma Loday Bhutia và Bộ trưởng Quyền lực Mingma Norbu Sherpa
- Bộ trưởng Y tế bang Sikkim, Tiến sĩ MK Sharma (21/8)
- Bộ trưởng Bộ Công chính bang Madhya Pradesh Gopal Bhargava
- Bộ trưởng Môi trường Delhi, Gopal Rai
- Bộ trưởng Y tế Rajasthan, Raghu Sharma
- Bộ trưởng Bộ Điện bang Tây Bengal, Sovandev Chattopadhyay
- Chủ tịch Hội đồng lập pháp bang Jharkhand Ravindranath Mahto
- Cựu chủ tịch Hội đồng lập pháp,  Bộ trưởng Bộ Doanh thu và Muzrai bang Karnataka, Kagodu Thimmappa
- Cựu Bộ trưởng Motilal Vora (tử vong)
- Vợ của Thống đốc Odisha, Giáo sư Ganeshi Lal (tử vong)
- Phó Chủ tịch Hội đồng Lập pháp Manipur, K Robindro; ba bộ trưởng bang Manipur
- Thủ hiến bang Kerala, Pinarayi Vijayan
- Cựu thủ hiến bang Kerala, Oommen Chandy
- Chủ tịch Hội đồng lập pháp bang Kerala, đảng viên Đảng cộng sản P. Sreeramakrishnan
- Cựu thống đốc bang Bihar và bang Kerala, R. L. Bhatia (tử vong 14/5/21)
- Doanh nhân Subrata Roy
- Cựu vận động viên cricket Kiran More
- Diễn viên Amitabh Bachchan cùng con trai Abhishek Bachchan, con dâu Aishwarya Rai, đều là diễn viên
- Diễn viên Arjun Kapoor
- Diễn viên, nghị sĩ Chiranjeevi
- Diễn viên Aftab Shivdasani
- Ca sĩ Kanika Kapoor;
- Nhà thơ Rahat Indori (đã chết)
- Nhạc sĩ, giám đốc âm nhạc S. P. Balasubrahmanyam (đã tử vong)
- Nữ diễn viên Rajeshwari Sachdev
- Diễn viên Akshay Kumar (4/2021)
- Diễn viên Aamir Khan (3/2021)
- Diễn viên Alia Bhatt (4/2021)

### Indonesia
- Bộ trưởng Bộ Tôn giáo Fachrul Razi,
- Bộ trưởng Bộ Giao thông vận tải Budi Karya Sumadi
- Bộ trưởng Bộ Thủy sản Edhy Prabowo
- Thị trưởng các thành phố Banjarbaru, thành phố Tanjungpinang (tử vong)
- Thị trưởng Bogor, Bima Arya  và Chủ tịch hội đồng lập pháp Bogor, Rudy Susmasto
- 18 nghị sĩ Indonesia (thống kê 7/10)
- 11 thành viên Hạ viện (thống kê 6/2021)
- Phó Thị trưởng thành phố Surakarta
- Thống đốc quần đảo Riau, Isdianto
- Thống đốc thủ đô Jakarta, Anies Baswedan (1/12)
- Thống đốc Riau, Syamsuar (1/12)
- Chủ tịch Ủy ban tổng tuyển cử Arief Budiman
- Phó thống đốc Papua, Alex Hesegem (tử vong 20/6/21)
- Chủ tịch Lực lượng đặc nhiệm COVID-19 Indonesia và Chủ tịch Cơ quan Quản lý Thảm họa Quốc gia Doni Monardo

### Iran
- Phó Tổng thống thứ nhất Eshaq Jahangiri
- Chủ tịch Quốc hội Iran Ali Larijani,
- Chủ tịch Quốc hội mới  Mohammad Baqer Ghalibaf
- Phó Tổng thống phụ trách phụ nữ và các vấn đề gia đình Masoumeh Ebtekar
- Ít nhất 24 thành viên Quốc hội Iran;
- Thứ trưởng Bộ y tế Iraj Harirchi;
- Cố vấn chính sách đối ngoại cho Lãnh tụ tối cao Ali Khamenei,Ali Akbar Velayati
- Giám đốc Tổ chức Quản lý Khủng hoảng của Iran, Ismail Najjar;
- Cựu Bộ trưởng tư pháp và Bộ trưởng nội vu Mostafa Pourmohammadi
- Bộ trưởng Bộ Công nghiệp, Mỏ và Kinh doanh Reza Rahmani;
- Bộ trưởng di sản văn hóa, thủ công mỹ nghệ và du lịch Ali Asghar Mounesan,
- Chủ tịch Ủy ban Olympic quốc gia Iran Reza Salehi Amiri,
- Chủ tịch Ủy ban chính sách đối ngoại và an ninh quốc gia của Quốc hội Iran, Mojtaba Zonnour,
- Cố vấn Lãnh tụ tối cao Iran Ayatollah Ali Khamenei,  Mohammad Mirmohammadi (đã tử vong)
- Tướng Iran, Nasser Shabani (đã tử vong)
- Diễn viên Parviz Poorhosseini, tử vong

### Iraq
- Phó Chủ tịch Quốc hội  Hassan Al Kaabi,
- Phó chủ tịch Nghị viện Kurdistan, Hemin Hawrami
- Kiến trúc sư Rifat Chadirji (đã tử vong)
- Cựu cầu thủ Iraq, Ahmed Radhi, Nadhim Shaker (tử vong)

### Israel
- Bộ trưởng Y tế  Yaakov Litzman
- Bộ trưởng Bộ Bảo vệ Môi trường Gila Gamliel;
- Bộ trưởng Hợp tác Khu vực Ofir Akunis;
- Bộ trưởng phụ trách Jerusalem
- Bộ trưởng Bảo vệ Môi trường Israel
- Bộ trưởng Nhập cư và Hội nhập Israel
- Cựu Bộ trưởng Nhà ở Israel
- Giáo sỹ Do Thái giáo Abraham J. Twerski (tử vong 31/1/21)

### Japan (Nhật Bản)
- Cựu Bộ trưởng Yuichiro Hata (tử vong)
- Phó trưởng ban Olympic Nhật Bản, Chủ tịch Hiệp hội Bóng đá Nhật Bản, Kozo Tashima
- Hiệu trưởng Đại học Tokyo, Teruo Fujii
- Diễn viên Shimura Ken, tử vong
- Các diễn viên Baba Fumika, Yamamoto Yusuke, Ryusei Yokohama
- Các diễn viên Hirose Suzu, Toshihiko Seki, Junichi Ishida, Taishi Nakagawa
- Nghệ sĩ  Kumiko Okae (tử vong)
- Cựu chủ tịch và giám đốc của tập đoàn Omron, Yoshio Tateishi  (tử vong)
- Ca sĩ Miru Shiroma

### Jordan (Gioóc-đa-ni)
- Cựu Thị trưởng thành phố Amman, Aqel Biltaji (tử vong)

### Kazakhstan
- Cựu Tổng thống Kazakhstan, Nursultan Nazarbayev
- Chủ tịch Quốc hội Nurlan Nigmatulin

### Kuwait
- Ít nhất 5 thành viên Quốc hội

### Kyrgyzstan
- Cựu Chủ tịch quốc hội Kyrgyzstan, Mukar Cholponbayev (tử vong)
- Bộ trưởng Bộ Giáo dục và Khoa học Kanybek Isakov, tử vong

### Lebanon (Li-băng)
- Cựu ngoại trưởng Lebanon, chủ tịch của Phong trào Yêu nước Tự do và là con rể của Tổng thống Michel Aoun
- Thiếu tướng, Tổng cục trưởng Tổng cục An ninh Abbas Ibrahim
- Cựu Bộ trưởng Nội vụ Michel Murr (tử vong 31/1/21)
- Cựu Bộ trưởng ngoại giao và người di cư Jean Obeid ̣(tử vong 6/2/21)
- Bộ trưởng chăm sóc y tế Hamad Hasan (14/1/21)

### Malaysia
- Bộ trưởng Bộ Tôn giáo  Zulkifli Mohamad Al-Bakri
- Bộ trưởng Truyền thông và Đa phương tiện Datuk Saifuddin Abdullah
- Bộ trưởng Bộ lao động Fadillah Yusof
- Ủy viên Hội đồng Điều hành Bang Kedah, Azman Nasruddin,
- Bộ trưởng các vấn đề kinh tế  Mustapa Mohamed (9/1/21)
- Bộ trưởng Phụ nữ, Gia đình và Phát triển cộng đồng  Rina Harun (11/1/21)
- Cựu chủ tịch Tòa án Tối cao Salleh Abas (tử vong 16/1/21)
- Cựu nghị sĩ, cựu bộ trưởng Abdul Ghani Gilong (tử vong)
- Chủ tịch Tập đoàn Phát triển Phim Quốc gia (Finas) Zakaria Abdul Hamid

### Maldives
- Cựu Tổng thống Maumoon Abdul Gayoom

### Nepal
- Cựu quốc vương Gyanendra Shah và hoàng hậu Komal Shah (20/4/21)
- Bộ trưởng Bộ Văn hóa, Du lịch và Hàng không Dân dụng Yogesh Bhattarai
- Bộ trưởng Bộ Giáo dục, Khoa học và Công nghệ Nepal Girirajmani Pokharel
- Tỷ phú Binod Chaudhary

### Pakistan
- Tổng thống Arif Alvi (29/3/21)
- Thủ tướng Imran Khan và vợ (20/3/21)
- Chủ tịch Quốc hội Pakistan, Asad Qaiser,
- Phó Chủ tịch Thượng viện Saleem Mandviwalla
- Phó Chủ tịch Quốc hội Qasim Suri (10/3/21)
- Bộ trưởng Y tế Zafar Mirza
- Ngoại trưởng Shah Mehmood Qureshi
- Bộ trưởng Đường sắt  Sheikh Rashid Ahmad,
- Bộ trưởng nhà nước về ma túy Shehryar Afridi,
- Bộ trưởng Quốc phòng Pervez Khattak
- Cựu Thủ tướng Pakistan, Yusuf Raza Gilani
- Chủ tịch Đảng Nhân dân Pakistan, Bilawal Bhutto Zardari
- Người phát ngôn Đảng Quốc gia Awami (ANP) Samar Haroon Bilour
- Nghị sĩ Quốc hội Mian Jamshed Uddin Kakakhel và Munir Orakzai (tử vong)
- Bộ trưởng định cư của tỉnh ở vùng Sindh, Ghulam Murtaza Baloch (tử vong)
- Bộ trưởng Công nghệ thông tin và Viễn thông Syed Aminul Haque
- Phó chủ tịch Hội đồng lập pháp Punjab, Dost Muhammad Mazari
- Chủ tịch Ủy ban Dân tộc thiểu số Quốc gia Cheela Ram
- Thống đốc Sindh, Imran Ismail
- Thủ hiến tỉnh Punjab, Uzman Buzdar (21/12/20)
- Lãnh đạo phe đối lập trong Quốc hội Shehbaz Sharif (anh trai cựu thủ tướng Nawaz Sharif)
- Gần 100 nghị sĩ Quốc hội Pakistan (thống kê 10/6)
- Cựu Bí thư Nội các Maroof Afzal (tử vong)
- Chánh án Tòa án Cấp cao Peshawar, Waqar Ahmed Seth (tử vong)
- Bộ trưởng Tài chính Balochistan, Zahoor Buledi
- Phó chủ tịch Quốc hội tỉnh Khyber Pakhtunkhwa, Mehmood Jan
- Trung tướng Muhammad Afzal, Chủ tịch Cơ quan Quản lý Thảm họa Quốc gia
- Cựu đội trưởng đội tuyển cricket quốc gia Pakistan, Shahid Afridi

### Palestine
- Trưởng đoàn đàm phán Palestine,  Saeb Erekat (tử vong)
- Thành viên của ủy ban điều hành của Tổ chức Giải phóng Palestine, Hanan Ashrawi

### Philippines
- Bộ trưởng Nội vụ Philippines Eduardo Año
- Phó Chủ tịch Hạ viện Johnny Pimentel;
- Phó Chủ tịch Hạ viện kiêm Đại diện Basilan, Mujiv Hataman và vợ Sitti Djalia Turabin-Hataman là Thị trưởng thành phố Isabela
- Ba Thượng nghị sĩ
- Bộ trưởng Giáo dục Leonor Briones
- Tướng, nguyên Bộ trưởng của Philippines, Eduardo Manahan Año,
- Thị trưởng của Lapu-Lapu,  Junard Chan;
- Giám mục phụ tá của Manila, giám quản tông tòa của Tổng giáo phận Manila, Broderick Pabillo
- Cựu Thị trưởng Manila, Alfredo Lim (đã tử vong)
- Cựu Chủ tịch Ủy ban bầu cử Philippines Sixto Brillantes (đã tử vong)
- Đại sứ Philippines tại Lebanon,  Bernardita Catalla (tử vong tại Beirut)
- Chủ tịch Cơ quan Phát triển Thủ đô Manila, Danny Lim
- Người phát ngôn của Tổng thống, Harry Roque
- Bộ trưởng Công chính Mark Villar

### Saudi Arabia
- Hoàng tử và thống đốc thủ đô Riyadh Faisal bin Bandar bin Abdulaziz Al Saud

### South Korea (Hàn Quốc)
- Nghị sĩ Lee Jong-bae,
- Diễn viên Daniel Dae Kim
- Đạo diễn Kim Ki-duk (tử vong tại Latvia)
- Diễn viên Jo Chang Wook

### Sri Lanka
- Bộ trưởng Phát triển Phụ nữ và Trẻ em Piyal Nishantha de Silva
- Bộ trưởng Y tế  Pavithra Wanniarachchi (23/1/21)
- Cựu chủ tịch Nghị viện W. J. M. Lokubandara (tử vong 14/2/21)

### Syria
- Tổng thống Bashar al-Assad và phu nhân (8/3/21)
- Cựu Thủ tướng Muhammad Mustafa Mero (tử vong)
- Bộ trưởng Nông nghiệp và cải cách điền địa Ahmed Al-Qadri (tử vong)

### Thailand (Thái Lan)
- Cựu Thủ tướng Thái Lan Thaksin Shinawatra (ở nước ngoài)
- Thống đốc tỉnh Samut Sakhon, Veerasak Vijitsaengsri
- Bộ trưởng giao thông vận tải

### Turkey (Thổ Nhĩ Kỳ)
- Bộ trưởng Nội vụ Thổ Nhĩ Kỳ Süleyman Soylu
- Người phát ngôn của Tổng thống, İbrahim Kalın
- Phó Chủ tịch Đảng Công lý và Phát triển (Đảng AK) Hamza Dağ
- Cựu thủ tướng Thổ Nhĩ Kỳ Binali Yildirim và phu nhân
- Thị trưởng thành phố Istanbul, Ekrem Imamoglu
- Cựu quyền Thủ tướng Thổ Nhĩ Kỳ  Ali Bozer (đã tử vong)
- Lãnh đạo Đảng Độc lập Thổ Nhĩ Kỳ,  Haydar Baş (tử vong)
- Cựu thị trưởng Istanbul Kadir Topbaş́ ̣(tử vong 13/2/21)
- Cựu tổng tư lệnh quân đội Necdet Üruğ (tử vong 18/4/21)
- Nữ diễn viên İpek Filiz Yazıcı,  Alina Boz và nam diễn viên Kubilay Aka
- Tỷ phú Rahmi Koç
- Chủ tịch câu lạc bộ Beşiktaş J.K.
- Cựu cầu thủ đội tuyển quốc gia Rüştü Reçber
- Chủ tịch Liên đoàn bóng đá Thổ Nhĩ Kỳ, Nihat Ozdemir

### Uzbekistan
- Chủ tịch Hội đồng Tối cao (Nghị viện) Cộng hòa Karakalpakstan, phó Chủ tịch Thượng viện Uzbekistan, Musa Yerniyazov (đã tử vong)
- Phó thủ tướng  Uktam Barnoev (tử vong)
- Thống đốc vùng Bukhara, Karim Kamalov (đã chết)

### Vietnam
- Phó Chủ tịch Hội đồng Lý luận T.Ư Đảng cộng sản Việt Nam Nguyễn Quang Thuấn
- Phó Bí thư thường trực huyện ủy Tân Lạc (tỉnh Hòa Bình)
- Giám đốc Sở Tư pháp TP Đà Nẵng
- Giám đốc Sở Tư pháp Đồng Nai
- Chủ tịch thị xã Cai Lậy tỉnh Tiền Giang
- Phó giám đốc Sở Giáo dục đào tạo Vĩnh Long
- Nhạc sĩ Nguyễn Tài Tuệ
- Các ca sĩ Phi Nhung, Quách Tuấn Du, Phương Mỹ Chi,...
- Các cầu thủ đội tuyển bóng đá quốc gia Nguyễn Hoàng Đức, Nguyễn Văn Toàn, Nguyễn Tiến Linh,... và nhiều cầu thủ nữ đội tuyển quốc gia

### North Korea (Bắc Triều Tiên)
Cập nhật 20/2/2021

### Albania
- Cựu Thủ tướng Bashkim Fino (tử vong 29/3/21)

### Austria (Áo)
- Bộ trưởng Ngoại giao Áo, Alexander Schallenberg
- Chính trị gia Karl von Habsburg

### Belarus
- Tổng thống  Alexander Lukashenko
- Cựu Thủ tướng	Vyacheslav Kebich (tử vong)

### Belgium (Bỉ)
- Cựu Thủ tướng và Bộ trưởng Ngoại giao đương nhiệm của Bỉ,  Sophie Wilmes
- Bộ trưởng Bộ Giao thông vận tải khu vực Brussels của Bỉ, Elke Van den Brandt;
- Bộ trưởng Thứ nhất trong Chính quyền Khu vực Brussels, Rudi Vervoort;
- Bộ trưởng-Chủ tịch Brussels, Rudi Vervoort và Ngoại trưởng Pascal Smet,
- Bộ trưởng Bộ Tài chính Brussels, Sven Gatz,
- Bộ trưởng Bộ Di chuyển Brussels, Elke Van den Brandt;
- Hoàng tử Bỉ Joachim

### Bosnia and Herzegovina
- Thủ tướng Bosnia and Herzegovina, Zoran Tegeltija
- Bộ trưởng Liên bang về Cựu chiến binh và Người tàn tật Salko Bukvarević (tử vong)
- Cựu Thủ tướng Cộng hòa Bosnia và Herzegovina Hasan Muratović (tử vong)

### Bulgaria
- Thủ tướng Bulgaria Boyko Borisov
- Thống đốc Ngân hàng trung ương  Dimitar Radev;
- Cựu Bộ trưởng Quốc phòng Georgi Ananiev (tử vong 26/1/21)
- Phó Tổng thống Bulgaria Iliana Iotova (28/1/21)

### Croatia
- Thủ tướng Andrej Plenkovic, và phu nhân
- Chủ tịch Quốc hội Croatia, Gordan Jandroković
- Bộ trưởng Du lịch và Thể thao Nikolina Brnjac
- Cầu thủ đội tuyển quốc gia Ivan Perišić

### Czech Republic (Cộng hòa Séc)
- Tổng thống Miloš Zeman (9/2021)
- Chủ tịch Hạ viện Cộng hòa Séc, Radek Vondráček (15/12/20)
- Phó Thủ tướng Cộng hòa Séc Jan Hamacek, đồng thời là Bộ trưởng Nội vụ
- Nghị sĩ Quốc hội và cựu Bộ trưởng Quốc phòng Karla Slechtova
- Bộ trưởng Bộ Nông nghiệp Miroslav Toman và Bộ trưởng Phát triển Khu vực Klára Dostálová
- Đạo diễn Jiří Menzel và Jan Křen nhà sử học Cộng hòa Séc, đều tử vong
- Tỷ phú Daniel Křetínský

### Denmark (Đan Mạch)
- Hoàng tử Christian của Đan Mạch (7/12)
- Bộ trưởng Tư pháp Đan Mạch Nick Haekkerup
- Nghị sĩ, cựu Bộ trưởng Lars Christian Lilleholt

### Estonia
- Thủ tướng Kaja Kallas (15/3/21)

### France (Pháp)
- Tổng thống Emmanuel Macron (sau đó phu nhân cũng mắc)
- Cựu Tổng thống Valéry Giscard d'Estaing (tử vong)
- Bộ trưởng Tài chính Pháp, Bruno Le Maire
- Bộ trưởng Bộ Văn hóa Pháp Franck Riester
- Bộ trưởng lao động Elizabeth Borne
- Trưởng đoàn đàm phán của Liên minh châu Âu về Brexit,  Michel Barnier
- Quốc vụ khanh kiêm Bộ trưởng chuyển đổi toàn diện và sinh thái của Pháp, Brune Poirson
- Nhà ngoại giao người Pháp, Phó Tổng Thư ký Liên hợp quốc phụ trách về Hoạt động Hòa bình Jean-Pierre Lacroix
- Triết gia, nhà hoạt động cộng sản Pháp, Lucien Sève (tử vong)
- Phu nhân Thủ tướng Pháp Jean Castex
- Cựu Thượng nghị sĩ Nicolas Alfonsi, tử vong
- Cầu thủ  Neymar, Leandro Paredes,  Ángel Di María,  Marquinhos,  Keylor Navas, Mauro Icardi câu lạc bộ Paris Saint Germain, cầu thủ Kylian Mbappé
- Cầu thủ đội tuyển quốc gia Blaise Matuidi
- Diễn viên quốc tịch Pháp Olga Kurylenko
- Cựu Chủ tịch Câu lạc bộ Bóng đá Olympique de Marseille, Pape Diouf (tử vong)
- Diễn viên Robert Hossein (tử vong)
- Cầu thủ  Lionel Messi của Paris Saint Germain (1/2022)

### Germany (Đức)
- Bộ trưởng y tế Đức Jens Spahn
- Bộ trưởng nội vụ Horst Seehofer (10/5/21)
- Thành viên của Quốc hội liên bang Đức và là Chủ tịch của Ủy ban Giao thông vận tải của Quốc hội, Cem Özdemir
- Đại sứ của Israel tại Đức, Jeremy Issacharoff
- Cầu thủ Serge Gnabry
- Cầu thủ Emre Can
- Diễn viên Oliver Pocher
- Tiền đạo kiêm đội phó  Bayern Munich,  Thomas Muller

### Greece (Hy Lạp)
- Bộ trưởng Bộ Giáo dục Hy Lạp Niki Kerameus
- Phó Chủ tịch Ủy ban châu Âu (EC) Margaritis Schinas, người Hy Lạp
- Bộ trưởng Bộ Vận tải biển Hy Lạp Yiannis Plakiotakis

### Hungary
- Bộ trưởng Ngoại giao  Peter Szijjarto
- Cựu Quốc vụ khanh về Văn hóa của Bộ Tài nguyên Quốc gia,  Géza Szőcs (tử vong)

### Ireland (Ai-len)
- Bộ trưởng Nông nghiệp Charlie McConologue
- Lãnh đạo Sinn Fein đảng chính trị lớn của Ireland, Mary Lou McDonald
- Cầu thủ đội tuyển quốc gia Callum Robinson

### Italy (Ý)
- Cựu thủ tướng  Silvio Berlusconi
- Bộ trưởng Nội vụ Luciana Lamorgese (7/12)
- Thị trưởng của Cene, một đô thị ở vùng Lombardy, Giorgio Valoti (đã chết)
- Người đứng đầu Đảng Dân chủ Ý,  Nicola Zingaretti
- Thị trưởng Rome, Virginia Raggi
- Cựu Chủ tịch Thượng viện	Franco Marini (đã tử vong ̣9/2/21)
- Cựu Bộ trưởng Quốc phòng Alberto Oliart (đã tử vong 13/2/21)
- Cựu thị trưởng Taranto, Rossana Di Bello (tử vong 10/4/21)
- Giám mục người Ý Angelo Moreschi (đã tử vong)
- Cầu thủ Cristiano Ronaldo câu lạc bộ Juventus, Daniele Rugani, và Blaise Matuidi
- Cầu thủ Léo Duarte chơi cho câu lạc bộ AC Milan
- Cầu thủ Milan Škriniar của Inter Milan, Marcelo Brozović của Inter Milan
- Huấn luyện viên đội tuyển bóng đá quốc gia Ý Roberto Mancini;
- Cựu cầu thủ Paolo Maldini
- Diễn viên Lucia Bosè, tử vong
- Nghệ sĩ Andrea Bocelli
- Diễn viên phim khiêu dâm Rocco Siffredi,
- Đạo diễn và biên kịch Franco Giraldi (tử vong)
- Cựu cầu thủ Mauro Bellugi (tử vong)

### Kosovo
- Thủ tướng của Kosovo, Avdullah Hoti

### Latvia
- Nghị sĩ Nghị viện Latvia, Artuss Kaimiņš

### Lithuania (Lít-va)
- Chủ tịch Nghị viện Viktorija Čmilytė-Nielsen
- Bộ trưởng Quốc phòng Litva Raimundas Karoblis
- Học giả Irena Veisaitė (tử vong)

### Luxembourg
- Thủ tướng Xavier Bettel (27/6/21)

### Moldova
- Thủ tướng Moldova Ion Chicu (8/12)
- Chủ tịch Quốc hội Cộng hòa Moldova Zinaida Greceanii (19/10)
- Phó chủ tịch Quốc hội Vlad Bătrîncea (12/10)
- Phó thủ tướng phụ trách tái hòa nhập Cristina Lesnic
- Bộ trưởng Bộ Y tế, Lao động và Bảo trợ Xã hội Viorica Dumbraveanu
- Nghị sĩ, cựu Bộ trưởng Y tế Ruxanda Glavan

### Monaco
- Hoàng thân Albert

### Montenegro
- Nghị sĩ Montenegro, Dritan Abazović
- Giám mục người Montenegro, Amfilohije Radović (đã tử vong)

### Netherlands (Hà Lan)
- Thị trưởng Rotterdam - Hà Lan, Ahmed Aboutaleb,
- Thủ môn đội tuyển bóng đá quốc gia Jasper Cillessen

### North Macedonia (Bắc Ma-xê-đô-ni-a)
- Nhạc trưởng Lê Phi Phi

### Norway (Na Uy)
- Bộ trưởng lao động và hòa nhập xã hội Na Uy, Torbjorn Roe Isaksen,
- Tỷ phú điều hành một quỹ tài sản ở Na Uy, Nicolai Tangen
- Diễn viên Kristofer Hivju

### Poland (Ba Lan)
- Tổng thống Ba Lan Andrzej Duda
- Cựu Tổng thống Bronisław Komorowski
- Bộ trưởng Quốc phòng Ba Lan Mariusz Błaszczak,
- Bộ trưởng giáo dục Ba Lan Przemyslaw Czarne
- Tổng chỉ huy các lực lượng vũ trang của Ba Lan, Jaroslaw Mika
- Bộ trưởng Môi trường Michal Wos;
- Phó thị trưởng Warsaw, Pawel Rabiej

### Portugal (Bồ Đào Nha)
- Tổng thống Marcelo Rebelo de Sousa (11/1/21)
- Tổng cục trưởng Y tế Graça Freitas
- Bộ trưởng Tài chính Bồ Đào Nhà Joao Leao
- Bộ trưởng Quốc phòng Joao Gomes Cravinho (25/1/21)

### Romania
- Bộ trưởng giao thông Lucian Bode
- Bộ trưởng Kinh tế Virgil Popescu
- Bộ trưởng Lao động Violeta Alexandru

### Russia (Nga)
- Thủ tướng Nga Mikhail Mishustin
- Phó Thủ tướng Nga Yury Trutnev;
- Bộ trưởng Năng lượng Nga Alexander Novak;
- Bộ trưởng Xây dựng và Nhà ở Nga Vladimir Yakushev;
- Bộ trưởng Văn hóa Nga Olga Lyubimova;
- Người phát ngôn của Tổng thống Nga Vladimir Putin, Dmitry Peskov;
- Bộ trưởng Giáo dục Valery Falkov
- Phó Chủ tịch Ủy ban về Thị trường Tài chính Đuma Quốc gia Nga, Nghị sĩ Đảng Cộng sản Vakha Agayev (tử vong)
- Cựu Trưởng Cộng hòa Chuvash Liên bang Nga Mikhail Ignatyev (đã chết)
- Cựu Trưởng Cộng hòa Buryatia, Leonid Potapov (tử vong)
- Cựu Thống đốc Volgograd, Nikolay Maksyuta (đã tử vong)
- Cựu Bộ trưởng Quốc phòng Liên Xô Yevgeny Ivanovich Shaposhnikov (tử vong)
- Tổng cộng 137 trong số 450 đại biểu Duma quốc gia (26/11)
- Thống đốc tỉnh Vladimir,  Vladimir Sipyagin
- Diễn viên Alina Boz, sinh tại Nga, sống Thổ Nhĩ Kỳ
- Diễn viên Boris Plotnikov, tử vong
- Vận động viên trượt băng nghệ thuật Alena Kostornaia
- Ca sĩ opera Anna Netrebko
- Diễn viên Vasily Semyonovich Lanovoy (tử vong 28/1/21)
- Nghệ sĩ opera Yevgeny Nesterenko (tử vong 20/3/21)

### San Marino
- Cựu Đại chấp chính San Marino, Fausta Morganti (tử vong)

### Serbia
- Chủ tịch Quốc hội Maja Gojkovic
- Bộ trưởng Quốc phòng Aleksandar Vulin
- Người đứng đầu Văn phòng chính phủ Kosovo, Marko Djuric,
- Chủ tịch Phòng Thương mại Serbia, Marko Cadez,
- Ngôi sao quần vợt Novak Djokovic
- Huấn luyện viên bóng đá Ilija Petković (tử vong)
- Ca nhạc sĩ Đorđe Balašević (tử vong 19/2/21)

### Slovakia
- Thủ tướng Slovakia Igor Matovič
- Phó Thủ tướng Veronika Remisova và Bộ trưởng Quốc phòng Jaroslav Nad
- Cầu thủ Samuel Mráz

### Slovenia
- Bộ trưởng Môi trường và Quy hoạch không gian Andrej Vizjak,
- Bộ trưởng Ngoại giao Anže Logar
- Thị trưởng Maribor, Saša Arsenovič;
- Bộ trưởng Văn hóa Vasko Simoniti (30/12)

### Spain (Tây Ban Nha)
- Phó Thủ tướng Tây Ban Nha Carmen Calvo
- Bộ trưởng bình đẳng của Tây Ban Nha, Irene Montero
- Phu nhân của Thủ tướng Tây Ban Nha Pedro Sánchez
- Chủ tịch đơn vị Bồ Đào Nha của Santander, Ngân hàng lớn nhất Tây Ban Nha, Vieira Monteiro (tử vong)
- Tổng thư ký của đảng cực hữu Vox của Tây Ban Nha, Javier Ortega Smith;
- Lãnh đạo vùng Catalonia Tây Ban Nha, Quim Torra; và Pere Aragones, Phó người đứng đầu chính quyền Catalan
- Cầu thủ Éder Militão câu lạc bộ Real Madrid
- Cầu thủ Ángel Correa, Šime Vrsaljko câu lạc bộ Atlético Madrid
- Cầu thủ Jean-Clair Todibo, câu lạc bộ Barcelona cho Benfica mượn
- Các cầu thủ Ezequiel Garay, Jose Gaya và Eliaquim Mangala... của Valencia
- Các cầu thủ Eden Hazard và Carlos Casemiro của Real Madrid
- Tay golf Sergio Garcia
- Nghệ sĩ opera Placido Domingo
- Diễn viên Antonio Banderas
- Chủ tịch thứ 14 của Real Madrid,  Lorenzo Sanz -tử vong
- Huấn luyện viên Real Madrid, Zinedine Zidane
- Cựu cầu thủ Raul Gonzalez
- Chủ tịch Real Madrid, Florentino Pérez
- Các cầu thủ Ousmane Dembele, Samuel Umtiti, Gavi của FC Barcelona

### Sweden (Thụy Điển)
- Hoàng tử Thụy Điển Carl Philip và vợ Sofia Hellqvist
- Cựu Thanh tra Bình đẳng Thụy Điển Claes Gustaf Borgström (tử vong)
- Cựu chủ tịch của Liên đoàn Công nhân thành phố và thống đốc Hạt Örebro, Sigvard Marjasin (tử vong)
- Diễn viên Thụy Điển Sven Wollter (tử vong)
- Cầu thủ Simon Hedlund

### Switzerland (Thụy Sĩ)
- Cựu Tổng thống Flavio Cotti (tử vong)
- Chủ tịch FIFA Gianni Infantino
- Có 65 nhân viên trụ sở WTO tại Geneva nhiễm (16/11/20)

### Ukraine
- Tổng thống Ukraina Volodymyr Zelensky (vợ tổng thống cũng từng mắc),
- Bộ trưởng Tài chính, và Bộ trưởng Quốc phòng
- Cựu Tổng thống Petro Poroshenko
- Cựu Thủ tướng Ukraine, Yulia Tymoshenko
- Đại biểu Quốc hội Serhiy Shakhov
- Bộ trưởng Bộ Y tế Maksym Stepanov
- Thị trưởng Kharkiv, Hennadiy Kernes (tử vong)

### United Kingdom (Anh)
- Nữ vương Elizabeth II
- Charles, Thân vương xứ Wales;
- Vương tôn William, Công tước xứ Cambridge
- Thủ tướng Anh, Boris Johnson,
- Bộ trưởng Y tế Anh, Matt Hancock
- Nghị sĩ Nadine Dorries, Bộ trưởng Bộ y tế Anh
- Bộ trưởng y tế Sajid Javid (7/2021)
- Vương tôn phi Michael xứ Kent
- Bá tước Charles Spencer, anh trai Công nương Diana
- Tổng tham mưu trưởng quân đội Nick Carter
- Bộ trưởng Y tế công cộng Scotland,  Maree Todd
- Cầu thủ Thiago Alcântara, Sadio Mané, Naby Keïta, Xherdan Shaqiri  câu lạc bộ Liverpool, cầu thủ Paul Pogba đang chơi cho Manchester United, Callum Hudson-Odoi
- Cầu thủ Tanguy Ndombele của câu lạc bộ Tottenham Hotspur
- Cầu thủ Mohamed Elneny của Arsenal
- Cầu thủ Mohamed Salah
- Cầu thủ Gabriel Jesus và Kyle Walker của Manchester City
- Diễn viên Robert Pattinson,  Idris Elba, Indira Varma
- Ca sĩ Marianne Faithfull
- Diễn viên hài Eddie Large (tử vong)
- Diễn viên Brian Cox
- Nhà ảo thuật Dynamo
- Cựu cầu thủ Kenny Dalglish
- Huấn luyện viên Mikel Arteta  của câu lạc bộ Arsenal
- Huấn luyện viên David Moyes  của câu lạc bộ West Ham United,
- Thành viên ban nhạc Duran Duran, John Taylor (bass guitarist)
- Nghệ sĩ Phó Thông gốc Trung Quốc (tử vong)
- Nghệ sĩ Sharon Osbourne
- Giám đốc điều hành của BT (tập đoàn viễn thông lớn nhất của Anh), Philip Jansen

### Vatican City
- Hồng y Konrad Krajewski
- Hồng y Giuseppe Bertello
- Hồng y Luis Antonio Tagle (10/9 ở Philippines)

Cập nhật 20/2/2021

### The Bahamas
- Bộ trưởng Môi trường và Nhà ở  Romauld Ferreira

### Belize
- Thủ tướng Johnny Briceño (23/11)

### Canada
- Phu nhân Grégoire Trudeau của Thủ tướng Canada
- Thứ trưởng Bộ Ngoại giao Canada, Marta Morgan
- Lãnh đạo của phe đối lập, lãnh đạo của Đảng Bảo thủ, Erin O'Toole
- Lãnh đạo Khối Québécois, Yves-François Blanchet
- Cựu bộ trưởng tài chính liên bang, Bill Morneau
- Nghị sĩ Kamal Khera
- Bộ trưởng Bộ Ngoại giao tỉnh Alberta, Tracy Allard
- Thị trưởng thành phố Longueuil, Canada
- MC người Canada, Renee Jane Good

### Costa Rica
- Chủ tịch Quốc hội Eduardo Cruickshank
- Cựu đệ nhất phu nhân Costa Rica, Henrietta Boggs (đã tử vong)
- Ít nhất 14 quan chức lập pháp (22/10)

### Dominican Republic
- Tổng thống Dominican, Luis Abinader

### Guatemala
- Tổng thống Guatemala, Alejandro Giammattei
- Bộ trưởng Văn hóa, Tổng thư ký của Tổng thống, phó Ban Quan hệ quốc tế
- Cựu Bộ trưởng Ngoại giao Guatemala, Haroldo Rodas (đã tử vong)

### Haiti
- Chánh án Tòa án tối cao René Sylvestre (tử vong 23/6/21)

### Honduras
- Tổng thống  Juan Orlando Hernández và phu nhân

### Mexico
- Tổng thống Mexico Andrés Manuel López Obrador  (25/1/21)
- Bộ trưởng Tài chính Arturo Herrera,
- Bộ trưởng Năng lượng Rocio Nahle
- Người đứng đầu lực lượng hải quân Mexico, Jose Rafael Ojeda
- Cựu Chủ tịch Hạ viện Juan de Dios Castro Lozano (tử vong)
- Thứ trưởng Bộ Y tế Mexico, Hugo Lopez Gatell
- Thị trưởng Thành phố Mexico, Claudia Sheinbaum
- Thị trưởng thành phố Ciudad Juarez, Armando Cabada
- Thị trưởng thành phố Mexicali, Marina del Pilar
- Thống đốc bang Tamaulipas, Francisco García Cabeza de Vaca
- Thống đốc bang Sonora, Claudia Pavlovich,
- Cục trưởng Thuế Raquel Buenrostro
- Người đứng đầu Viện An sinh Xã hội
- Tay đua F1  Sergio Perez
- Cầu thủ Carlos Alberto Rodríguez
- Nhà soạn nhạc kiêm ca sĩ người Mexico Armando Manzanero (tử vong)

### Panama
- Bộ trưởng Bộ Thương mại và Công nghiệp, Ramón Martínez

### Trinidad and Tobago
- Thủ tướng Keith Rowley (6/4/21)
- Cựu Phó Chủ tịch FIFA Jack Warner, người Trinidad and Tobago

### United States (Mỹ)
- Tổng thống Mỹ Donald Trump và phu nhân
- Tổng thống Joe Biden
- Cựu tổng thống Barack Obama
- Phó tổng thống Kamala Harris
- Chủ tịch Hạ viện Nancy Pelosi
- Chánh văn phòng Nhà Trắng Mark Meadows
- Bộ trưởng Quốc phòng Lloyd Austin (1/2022)
- Bộ trưởng Nhà ở và Phát triển Đô thị Mỹ, Ben Carson
- Bộ trưởng Nội vụ David Bernhardt
- Chủ tịch Ủy ban Quốc gia Đảng Cộng hòa (RNC), Ronna Romney McDaniel
- Phó Tư lệnh Cảnh sát biển Charles Ray
- Tướng cấp cao thứ hai trong Lực lượng Vũ trụ, David Thompson
- Ít nhất 16 thành viên Hạ viện và Thượng viện dương tính COVID-19, trong đó Thượng nghị sĩ Bill Cassidy (21/8)
- Thượng nghị sĩ Ron Johnson - Chủ tịch Ủy ban An ninh Nội địa và Chính phủ của Thượng viện;
- Thượng nghị sĩ Rand Paul;
- Hai thành viên đại diện bang Florida của Quốc hội là Hạ nghị sĩ Matt Gaetz và Hạ nghị sĩ Michael Waltz (7/11)
- Hạ nghị sĩ Alaska Hoa Kỳ, Don Young
- Hạ nghị sĩ Mỹ Stephen F. Lynch
- Cựu ngoại trưởng Mỹ Colin Powell (tử vong)
- Chủ tịch Hội đồng Tham mưu trưởng liên quân Mark Milley
- Thống đốc bang Missouri, Mike Parson;
- Thống đốc bang Ohio, Mike DeWine
- Thống đốc Virginia, Ralph Northam,
- Thống đốc Oklahoma, Kevin Stitt
- Thống đốc bang Nevada, Steve Sisolak
- Thống đốc của bang Colorado, Jared Polis
- Thống đốc Wyoming, Mark Gordon
- Thống đốc bang Pennsylvania, Tom Wolf
- Chánh văn phòng Phó tổng thống Mỹ Marc Short
- Thư ký báo chí Nhà Trắng Kayleigh McEnany,
- Thị trưởng thành phố Miami,  Francis Suarez;
- Thị trưởng thành phố Atlanta, Keisha Lance Bottoms
- Phó Thống đốc bang Alabama, Will Ainsworth;
- Thị trưởng thành phố Long Beach, Jerry Phillips;
- Thị trưởng của Natchez - bang Mississippi,  Dan Gibson
- Thị trưởng Fresno, California, Jerry Dyer
- Phó Thống đốc bang Mississippi, Delbert Hosemann,
- Chủ tịch Hạ viện bang Mississippi, Philip Gunn
- Chủ tịch Hạ viện bang Kansas, Ron Ryckman Jr
- Chủ tịch Hạ viện bang Texas, Dennis Bonnen
- Chánh án Tòa tối cao bang Indiana, Loretta Rush
- Cựu Thống đốc New Jersey, Chris Christie
- Cựu Thống đốc bang Utah, Jon Huntsman Jr.
- Phó Thống đốc Hawaii, Josh Green,
- Phó Thống đốc South Carolina,  Pamela Evette,
- Cựu chủ tịch Thượng viện Utah, Oscar W. McConkie Jr. (tử vong)
- Chủ tịch Hạ viện bang New Hampshire, Dick Hinch (tử vong)
- Tổng Chưởng lý bang Tây Virginia, Patrick Morrisey
- Tổng chưởng lý bang Illinois Kwame Raoul
- Thống đốc Guam, Lou Leon Guerrero và Josh Tenorio, phó Thống đốc Guam
- Chủ tịch Thượng viện bang Florida, Wilton Simpson
- Hạ nghị sĩ Ron Wright ̣(tử vong 7/2/21)
- Thượng nghị sĩ của bang Minnesota Jerry Relph (tử vong)
- Hạ nghị sĩ Gwen Moore (28/12/20)
- Lãnh đạo phe thiểu số của Hội đồng New York, Will Barclay
- Hạ nghị sĩ của bang Florida Carlos Gimenez, từng là thị trưởng của Hạt Miami-Dade  (28/11)
- Hạ nghị sĩ từ Wisconsin Bryan Steil, và Hạ nghị sĩ từ Connecticut Joe Courtney,
- Hạ nghị sĩ từ Georgia Rick Allen, và Hạ nghị sĩ từ Nevada Susie Lee,
- Hạ nghị sĩ Louie Gohmert
- Chủ tịch Ủy ban tài nguyên thiên nhiên Hạ viện Mỹ Raúl Grijalva
- Thượng nghị sĩ  ở Georgia, Kelly Loeffler,
- Cựu Chánh án Tòa án Tối cao Georgia,  George H. Carley (tử vong 26/11)
- Chủ tịch hạt Westmoreland bang  Pennsylvania, Sean Kertes
- Cảnh sát trưởng thành phố Fort Worth (Texas) (18/12)
- Cảnh sát trưởng thành phố  Phoenix (Arizona) (18/12)
- Cảnh sát trưởng thành phố Miami, Jorge Colina
- Cựu Thị trưởng thành phố New York Rudy Giuliani
- Thượng nghị sĩ  bang Pennsylvania, Doug Mastriano
- Thị trưởng thành phố Birmingham, Alabama, Randall Woodfin
- Thị trưởng Anchorage, Austin Quinn-Davidson
- Thị trưởng Fort Worth, Texas, Betsy Price
- Hạ nghị sĩ Hoa Kỳ Adriano Espaillat
- Tướng thủy quân lục chiến Gary L. Thomas
- Hạ nghị sĩ Đảng Dân chủ Lou Correa (16/1/21)
- Chủ tịch Hạ viện bang New York, Carl Heastie
- Cựu Chủ tịch Hạ viện bang Alaska, Mike Bradner (tử vong)
- Cựu chủ tịch Xứ Navajo, Albert Hale (tử vong 2/2/21)
- Chủ tịch Lee Spoonhunter của Hội đồng Kinh doanh Bắc Arapaho
- Chủ tịch kiêm Giám đốc điều hành Cơ quan Giao thông Đô thị ở New York (MTA), Patrick Foye
- Chủ tịch của Đại học Notre Dame, Linh mục John I. Jenkins
- Nguyên sĩ quan Việt Nam Cộng hòa Trần Ngọc Châu, sống tại Mỹ (tử vong)
- Doanh nhân người Mỹ, Herman Cain (tử vong)
- Nhà viết kịch Terrence McNally  (tử vong)
- Vận động viên bóng chày, Tom Seaver (tử vong);
- Diễn viên Mỹ Allen Garfield, tử vong;
- Học giả Mỹ, David Driskell (tử vong)
- Diễn viên Tom Lister, Jr. (tử vong)
- Diễn viên Tom Hanks và vợ, diễn viên Rita Wilson
- Các ngôi sao giải trí Khloé Kardashian, Kevin Hart, Rachel Matthews, Andy Cohen, Debi Mazar, Aaron Tveit, Mel Gibson, Vivica A. Fox, Kanye West,
- Nhà sản xuất phim Harvey Weinstein,
- Ca, nhạc sĩ Jackson Browne
- Nhạc sĩ David Bryan
- Ca sĩ Madonna
- Nghệ sĩ Ellen DeGeneres
- Cầu thủ bóng rổ Kevin Durant, Russell Westbrook
- Vận động viên Kamaru Usman
- Chủ tịch kiêm giám đốc điều hành của Universal Music Group, Lucian Grainge
- Nhà báo truyền hình Chris Cuomo, em trai Thống đốc bang New York
- Đầu bếp nổi tiếng  Floyd Cardoz (tử vong)
- Diễn viên Mark Blum (tử vong)
- Ca, nhạc sĩ Adam Schlesinger (tử vong)
- Nghệ sĩ John Prine, tử vong
- Nghệ sĩ Larry King (tử vong)
- Roy Horn, nửa của bộ đôi ảo thuật nổi tiếng Siegfried & Roy (tử vong)
- Các ca sĩ Sara Bareilles, Pink, Christopher Cross, Trey Songz, Doja Cat
- Ngôi sao bóng bầu dục  Ezekiel Elliott
- Cầu thủ bóng rổ Malcolm Brogdon
- Các diễn viên Bryan Cranston, Alyssa Milano, Lena Dunham, Dwayne Johnson, Michael Rooker, Jim Parsons, Shanna Moakler
- Tay đua xe Jimmie Johnson
- Tay golf  Jack Nicklaus
- Huấn luyện viên bóng đá Nick Saban
- Tay đua xe Lewis Hamilton
- Tỷ phú Elon Musk
- Nhà cựu sản xuất phim Harvey Weinstein
- Diễn viên Dawn Wells (tử vong)
- Cựu sĩ quan Việt Nam Cộng hòa Lâm Quang Thi
- Ca sĩ Lệ Thu gốc Việt
- Ca sĩ Anh Khoa gốc Việt
- Ca sĩ Xuân Nghi (tại Mỹ)

Cập nhật 31/12/2020

### Australia (Úc)
- Bộ trưởng Bộ Nội vụ Australia, Peter Dutton;
- Các Thượng nghị sĩ  Susan McDonald, Andrew Bragg, Rex Patrick
- Bộ trưởng nông nghiệp và Tây New South Wales của bang New South Wales, Adam Marshall
- Ngôi sao sân golf người Úc Adam Scott.
- Golf thủ Greg Norman

### France

#### French Polynesia (Pô-li-nê-si-a thuộc Pháp)
- Thủ hiến Polynesia thuộc Pháp, Edouard Fritch
- Cựu Thủ hiến Polynesia thuộc Pháp, Gaston Flosse

### Papua New Guinea
- Nghị sĩ Richard Mendani (tử vong 20/3/21)

### New Zealand

#### Cook Islands
- Cựu Thủ tướng quần đảo Cook, Joe Williams  (đã tử vong)

### United Kingdom

#### Pitcairn Islands
Cập nhật 20/2/2021

### Argentina
- Tổng thống Alberto Fernández (3/4/21)
- Bộ trưởng Bộ Phát triển Xã hội Argentina, Daniel Arroyo
- Cựu Bộ trưởng Nông nghiệp  Carlos Horacio Casamiquela, tử vong
- Huấn luyện viên đội tuyển bóng đá Argentina, Mario Ledesma;
- Nhà văn Juan Giménez, tử vong
- Cầu thủ Eduardo Salvio đội tuyển Argentina; trong khi cựu cầu thủ bóng đá Diego Maradona âm tính
- Cầu thủ đội tuyển quốc gia Paulo Dybala
- Cựu cầu thủ Leopoldo Luque (tử vong)

### Bolivia
- Tổng thống lâm thời của Bolivia, Jeanine Áñez
- Bộ trưởng Y tế Bolivia, Maria Eidy Roca
- Bộ trưởng Khai khoáng Bolivia, Jorge Fernando Oropeza;
- Bộ trưởng Bộ Tổng thống, Yerko Nunez;
- Bộ trưởng Bộ Năng lượng Rodrigo Guzmán,... (thống kê 11 bộ trưởng - ngày 3/7)
- Chủ tịch Thượng viện Monica Eva Copa
- Chỉ huy lực lượng vũ trang, Tướng Sergio Orellana;
- Cựu Chủ tịch Thượng viện, Bộ trưởng Eugenio Rojas Apaza (tử vong)
- Chị gái cựu Tổng thống  Evo Morales (đã tử vong)
- Chủ tịch Liên đoàn Bóng đá Bolivia, César Salinas, tử vong

### Brazil
- Tổng thống Brazil Jair Bolsonaro và phu nhân
- Phó Tổng thống Brazil Hamilton Mourão
- Chủ tịch Thượng viện Brazil, Davi Alcolumbre
- Chủ tịch Hạ viện Brazil, Rodrigo Maia;
- Chủ tịch Tòa án Tối cao Luiz Fux,
- Cựu phó tổng thống Marco Maciel (tử vong 12/6/21)
- Bộ trưởng Truyền thông  Fábio Faria,
- Bộ trưởng mỏ và năng lượng Bento Albuquerque
- Bộ trưởng Khoa học và Công nghệ Marcos Pontes,
- Bộ trưởng Bộ Quốc tịch Onyx Lorenzoni
- Bộ trưởng Bộ Giáo dục Milton Ribeiro
- Bộ trưởng Tư pháp André Mendonça (24/11, là thành viên nội các thứ 13 nhiễm)
- Bộ trưởng Y tế Marcelo Quiroga
- Tham mưu trưởng của Phủ Tổng thống Walter Souza Braga Netto
- Thống đốc bang Pará, miền bắc Brazil, Helder Barbalho;
- Thống đốc bang Rio de Janeiro của Brazil, Wilson Witzel;
- Thống đốc bang Sao Paulo của Brazil, Joao Doria
- Cựu Thị trưởng Manaus, José Fernandes (tử vong)
- Thượng nghị sĩ Brazil, Arolde de Oliveira (tử vong)
- Thị trưởng thành phố Goiânia, cựu Thống đốc Goiás và Thượng nghị sĩ, Maguito Vilela (tử vong 13/1/21)
- Cựu Thống đốc Paraíba, José Maranhão (tử vong 9/2/21)
- Cựu Chủ tịch Ngân hàng Phát triển Brazil,  Carlos Lessa, tử vong
- Cựu cầu thủ Ronaldinho (mẹ cầu thủ này cũng tử vong vì Covid)
- Các Ngôi sao Võ thuật tổng hợp Thiago Santos, Gilbert Burns, và Glover Teixeira
- Nữ cầu thủ bóng đá Marta Vieira da Silva (22/11)
- Cựu danh thủ bóng đá Pelé

### Chile
- Bộ trưởng Phát triển Xã hội,
- Bộ trưởng Công trình Công cộng Alfredo Moreno
- Bộ trưởng Năng lượng
- Cựu Bộ trưởng, Sergio Onofre Jarpa (tử vong)
- Cựu thị trưởng Valparaíso, Hernán Pinto (tử vong)
- Nhà văn Luis Sepúlveda (đã tử vong)

### Colombia
- Phó Tổng thống Colombia, Marta Lucia Ramirez
- Cựu Tổng thống Colombia, Alvaro Uribe
- Cựu Chủ tịch Hạ viện Colombia,  Aurelio Iragorri Hormaza (tử vong)
- Ngoại trưởng Claudia Blum (11/1/21)
- Bộ trưởng Quốc phòng Carlos Holmes Trujillo (tử vong 26/1/21)

### Ecuador
- Cựu Chủ tịch Quốc hội Ecuador,   Omar Quintana (tử vong)
- Thị trưởng thành phố Guayaquil, Cynthia Viteri

### Guyana
- Chủ tịch Quốc hội Guyana, Manzoor Nadir
- Bộ trưởng Bộ Ngoại giao và Thương mại Quốc tế Guyana, Hugh Todd

### Peru
- Cựu Tổng thống Martín Vizcarra và vợ (25/4/21)
- Bộ trưởng Bộ Nông nghiệp và Thủy lợi Peru Jorge Montenegro
- Nguyên Bộ trưởng Peru,  Luis Arias Graziani (đã tử vong)
- Nguyên Bộ trưởng Javier Neves (tử vong)
- Cầu thủ Raúl Ruidíaz của đội tuyển quốc gia Peru

### Suriname
- Chủ tịch Quốc hội Ronnie Brunswijk

### Venezuela
- Lãnh đạo Đảng Xã hội chủ nghĩa Venezuela, chủ tịch Quốc hội lập hiến quốc gia Venezuela,  Diosdado Cabello
- Đứng đầu chính quyền Quận Thủ đô của Venezuela, Darío Vivas (đã tử vong)
- Bộ trưởng Dầu mỏ El Aissami
- Thống đốc bang Zulia, Omar Prieto